# 香港消防處
香港消防處（英語：Hong Kong Fire Services Department，縮寫为）是香港特別行政區政府保安局轄下編制第2大的紀律部隊，負責消防、救援，並且提供緊急救護服務。現任消防處處長是楊恩健。2015年，消防處共接獲34,320宗火警召喚、33,683宗特別服務召喚；救護總區則共接獲757,901宗救護召喚，每日平均出動逾2,076次。截至2020年年底，消防處的人員編制為 11,212 人，包括 10,417名軍裝人員和 795名文職人員。

## 使命宣言

### 理想
「為香港市民服務，務使香港成為安居樂業的地方。」。

### 使命
- 「保障生命財產免受火災或其他災難侵害。」
- 「提供有關防火措施及火警危險的意見。」
- 「教育市民，並提高公眾的消防安全意識。」
- 「為傷病者提供急救護理及運送往醫院的服務。」

### 信念
- 「保持高度廉潔正直。」
- 「發揮專業精神、精益求精。」
- 「致力提供優質服務。」
- 「時刻準備面對挑戰、勇於承擔責任。」
- 「維持良好士氣和團隊精神。」[2][3]

## 主要責任
消防處的主要責任包括：
- 處理火警召喚，並執行陸上及海上的滅火工作
- 處理救護召喚，並提供快捷的緊急救護服務
- 提供快捷有效的海陸救援服務
- 向市民提供防火措施的意見
- 提高市民的消防安全意識
- 執行消防安全規定及法例

## 徽章及旗幟
由於徽章上的改變，旗幟亦在主權移交後更改。舊的消防紅旗給印有新徽章的紫旗取代，消防總部是唯一掛上消防旗的消防處處所，而其他分局則只掛上香港區旗。

### 徽章
徽章中的改變如下：
- 代表伊利沙伯二世的女皇皇冠改為香港特區區花洋紫荊。
- 徽章加入中文「消防」及「香港」字樣。
- 中央圖案由以往香港盾徽上方的獅子，改為一對斧頭和燃烧中的火炬。

## 歷史

### 香港消防隊成立

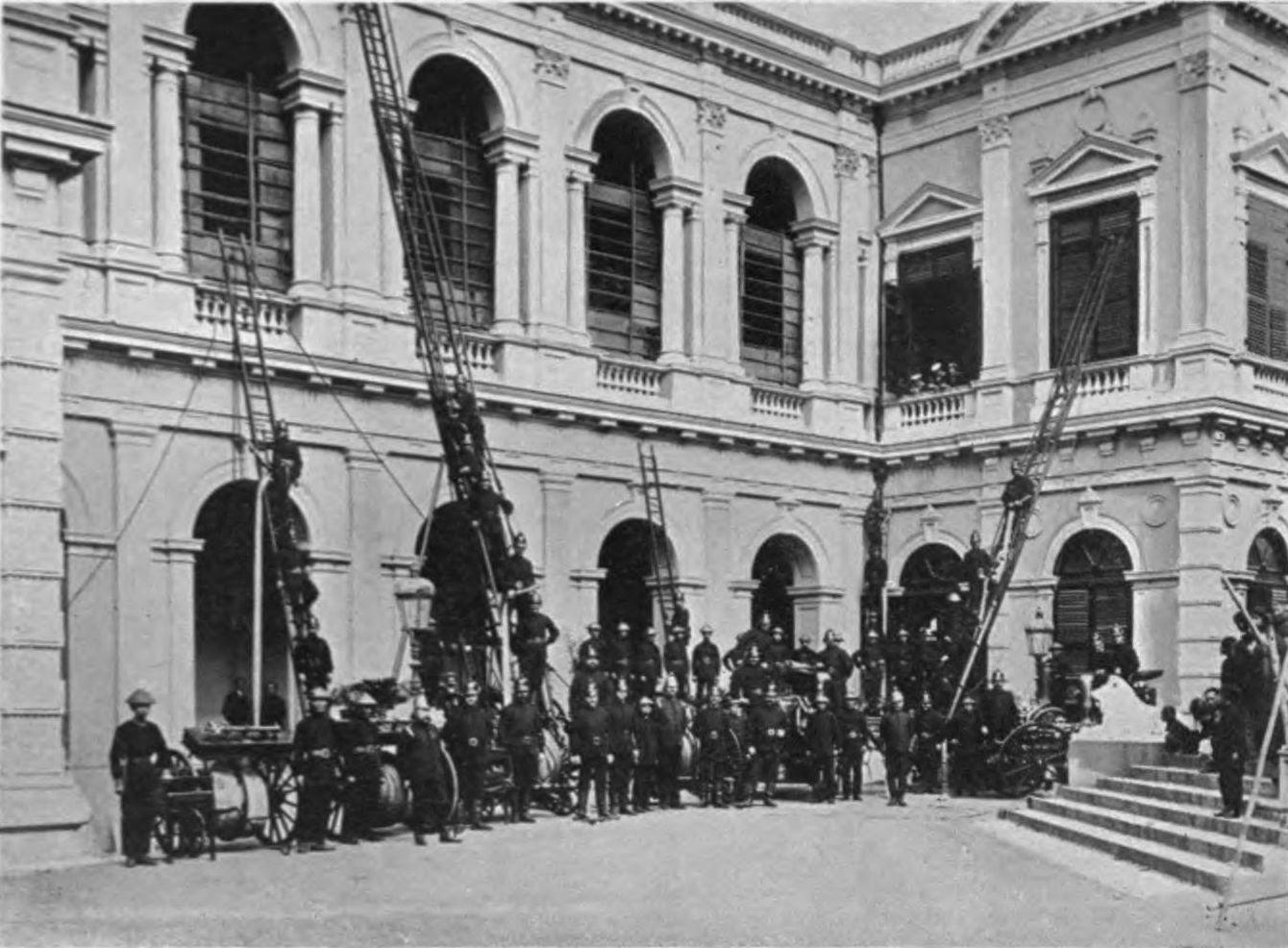
1908年香港的消防隊

香港消防處前身為香港差役（今香港警務處）轄下的消防隊，通過於《香港政府憲報》上通告：
「依照法例，總督有權從警隊及其他志願人士中挑選合適者組成一支隊伍，負責本港的滅火工作，以及在火警發生時，保障市民的生命財產，並為該隊伍提供消防車、消防喉、消防裝備、工具及其他必要設備。此舉不但可使該隊伍配備齊全，更有助於提高其工作效率。根據本條例成立的消防隊伍命名為香港消防隊，由香港消防隊監督統領……。」
法案獲得通過後，香港消防隊於1868年5月9日成立，正式脫離香港差役，由警察隊長及維多利亞監獄獄長查理士·梅理兼任香港消防隊監督。

### 負責緊急救護服務
1914年起，提供緊急救護服務成為了香港消防隊的其中一項職業責任。
1921年，香港消防隊逐漸擴充為一支有140名正規人員的部門，於翌年更增加至174名。
1938年，後備消防隊成立，負責輔助正規消防人員執行消防任務。
至第二次世界大戰以前，香港消防隊隊員62名，另外配備額外約100名華裔的志願人員輔助。當時的消防隊編制簡單：由1名監督領導、1名助理監督輔助、兩名隊長、4名助理隊長、54名外籍消防員，最低層為約100名華籍志願人員。
香港日佔時期，香港消防隊在人力資源及裝備兩方面均遭受到嚴重的損失，以致發展一度停頓。其中兩部精備精良、由美國製造的「拿法蘭士」號消防車，被運往日本東京作為日本皇宮的皇家消防裝備。至第二次世界大戰結束後，該兩部消防車才被歸還香港。
1949年，防火及檢察科成立，負責處理一般消防安全事宜。

### 負責非緊急救護服務
1953年7月1日，香港消防隊從醫務衛生署（今衛生署）接管了非緊急救護服務，後者的所有救護車輛與救護人員均版調配予香港消防隊。當時，救護部門有17部救護車。此次合併，為後來的救護總區奠定了發展基礎；自此，所有救護資源都交由消防隊管理。

### 重新組織為消防事務處
1960年，副布政司戴麟趾奉命研究香港消防隊的各項問題。他聯同副消防總長覺士撰寫了《戴麟趾報告》。
後來香港政府接納報告中所提出的建議，決定成立獨立的救護部門，輔屬於香港消防隊；與此同時，對香港消防隊重新組織，更名名稱為消防事務處；900多位後備消防隊隊員被派駐與居處或者正職工作地點附近的消防局駐守。
此外，報告中建議了進行一項長達10年的分期發展計劃，包括增加興建小型消防局，務求以6分鐘內抵達現場為標準。報告上亦建議了大量增加人手和消防車輛，以及縮減行動組消防人員的工作時間。
1964年2月1日，消防事務處實施火警分級制度。

### 本地化
1966年3月，消防事務處展開了本地化的步伐。
1969年，消防事務處認為消防事務所須的專業知識和經驗日漸複雜，後備消防隊逐漸不足以應付有關工作。故此，處方進行對後備人員整合及合併。

### 救護部門獨立化
1970年起，救護部門正式名為救護總區，由1名救護總長所管理。此外，防火及檢察科改變組織，並且擴展成為防火組。
1975年，後備消防隊解散。

### 統一調派系統
1980年，以往由調派中心及消防局指揮系統執行的工作，全部統一由位於尖沙咀消防局6樓的消防通訊中心集中處理，收加強應變效率。
1983年7月，消防事務處改稱現時的名稱。
1987年2月底，總部搬遷往位於尖東的香港消防處總部大樓。
1991年4月，第二代調派系統啟用，消防通訊中心搬遷往設備有中央電腦系統的香港消防處總部大樓11樓。

### 非緊急救護服務轉交予其他部門
1992年，消防處宣佈分期將非緊急救護服務交回醫院管理局及醫療輔助隊負責。
同年7月1日，最後一位洋人退休，消防處所有職位正式為全由華人擔任。

### 香港回歸至今

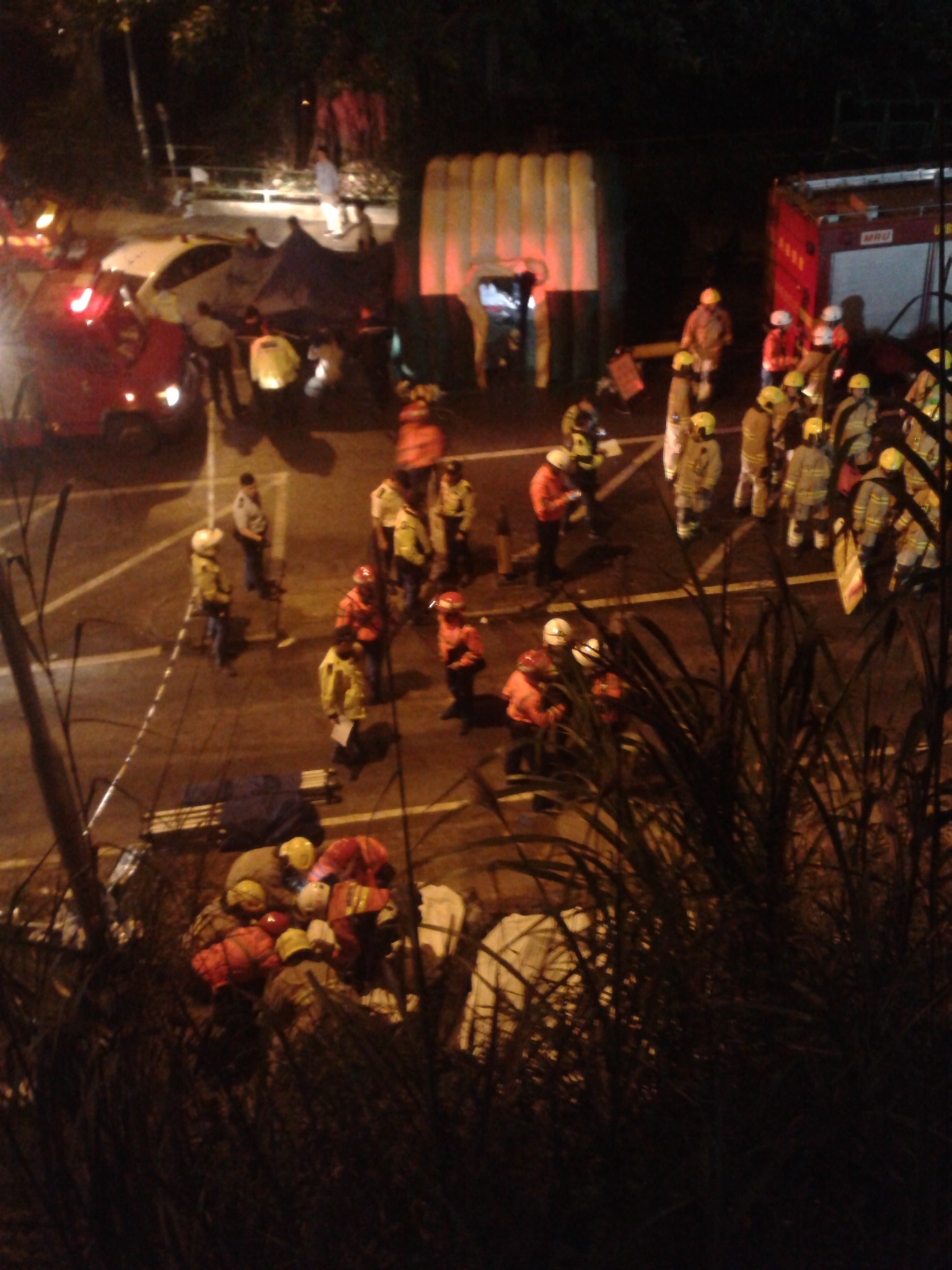
於大埔公路雙層巴士翻側事故中，香港消防處的消防員將車禍死者遺體搬往臨時停屍間

香港回歸後，香港消防處大幅度地投入資源以提升裝備及人員訓練水平，與此同時，加強主動防範火災工作以減低火災的數字，同時加強對公眾的防火安全教育。
1997年8月1日，防火組改變名稱為防火總區。
1999年6月1日，防火總區擴展及分組為兩個總區──牌照及管制總區和消防安全總區。
2001年4月，牌照及管理總區更改名稱為牌照及審批總區。
2005年3月，第三代調派系統啟用。
2006年11月，西九龍救援訓練中心啟用。此外，為了提高訓練的水平以及專業質素，消防處建議於將軍澳百勝角興建一所現代化及達至國際級水平的消防訓練學院取代八鄉的消防訓練學校，工程於2012年8月啟動，預料於2015年10月落成。
2009年10月，潛水組的消防處潛水基地落成。其後陸續地建立了多個部門，包括坍塌搜救專隊及煙火特遣隊等。此外，為求了提高對人員的健康護理關注，壓力輔導組亦於同年成立。
2010年，處方耗資600萬港元，建造全球首輛消防安全教育巴士，於3月起投入服務；同年7月，全數更換使用全新的數碼無線電通訊器材。
2011年6月1日，通訊支援隊成立；同年8月，高角度拯救專隊成立；消防處聘請首位職業臨牀心理學家駐守於壓力輔導組。9月15日，坍塌搜救專隊訓練場啟用。
2012年2月，消防無線電通訊數碼化正式全面地使用。同年3月1日，危害物質專隊成立，提升人員應付涉及危害物質事故的能力。
2020年，警務處處長根據《公安條例》（第245章）第40條，委任約105名消防人員為特務警察。 
2021至2022年期間，消防處多次調派人員於《預防及控制疾病（對若干人士強制檢測）規例》（第599J章）指明的「受限區域」，執行有關該法例的相關行動 （页面存档备份，存于）。
2022年，消防處副處長增至兩名，分別為副處長（行動）和副處長（公眾安全及機構策略），並撤銷總部總區，增設機構策略總區和行動支援及專業發展總區。兩個新總區分別由新設的助理處長（機構策略）和副消防總長（行動支援及專業發展）掌管。

## 歷任首長
消防隊監督（Superintendent, Fire Brigade）
- 查理士·梅理（Charles May，1868年－1878年）
- 奇爾夫（C. V. Creagh，1878年－1883年）
- 胡特豪（Henry Ernest Wodehouse，1883年－1895年）
- 梅含理（Francis Henry May，1895年－1902年）
- 畢利（1902年－1913年）
- 馬斯德（Charles McIlvaine Messer，1913年－1918年）
- 胡樂甫（Edward Dudley Corscaden Wolfe，1918年－1922年）

消防隊總長（Chief Officer, Fire Brigade）
- 胡樂甫（Edward Dudley Corscaden Wolfe，1922年－1935年）
- 經亨利（Thomas Henry King，1935年－1940年）
- 費絲·亨利（Jack Copper Fitz-Henry，1940年－1941年）
- 威廉·史密夫（William McIntosh Smith，1946年－1949年）
- 哥文（1949年－1961年）

消防事務處處長（Director of Fire Services）
- 哥文（1961年）
- 覺士（1961年－1965年）
- 梅樂禮（Joesph Milner，1965年－1970年）
- 活特（1970年－1975年）
- 尉遲新（Frederick Morphet Watson，1975年－1983年6月30日）

消防處處長（Director of Fire Services）
- 尉遲新（Frederick Morphet Watson，1983年7月1日－1984年）
- 何萬勝（Robert Holmes，1984年－1987年）
- 馬柱（1987年－1992年）
- 林淔源（1992年－1995年）
- 張比德（1995年－1998年11月1日）
- 曾廣豫（1998年11月2日－2001年9月19日）
- 許競平（2001年9月20日－2003年1月5日）
- 林振敏（2003年1月6日－2005年12月6日）
- 郭晶強（2005年12月7日－2007年12月2日）
- 盧振雄（2007年12月3日－2011年9月30日）
- 陳楚鑫（2011年10月1日－2014年6月23日）
- 黎文軒（2014年6月24日－2016年8月14日）[11]
- 李建日（2016年8月15日－2020年4月17日）
- 梁偉雄（2020年4月18日－2022年3月25日 ）
- 楊恩健（2022年3月26日－）

## 架構
消防處分為9個總區及行政科：
- 港島（離島及海務區）消防總區
- 九龍消防總區
- 新界北消防總區
- 新界南消防總區
- 救護總區

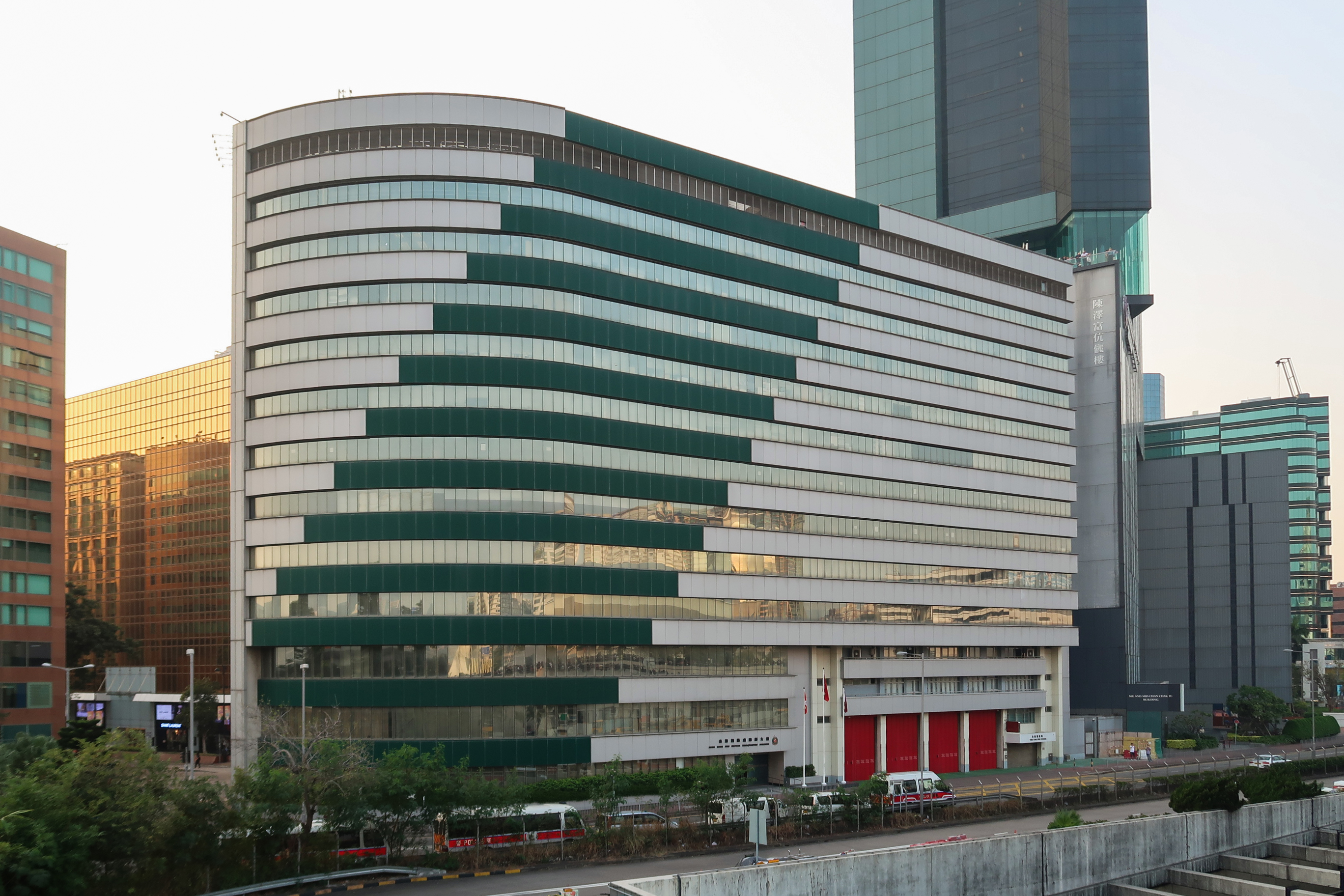
香港消防處總部大樓

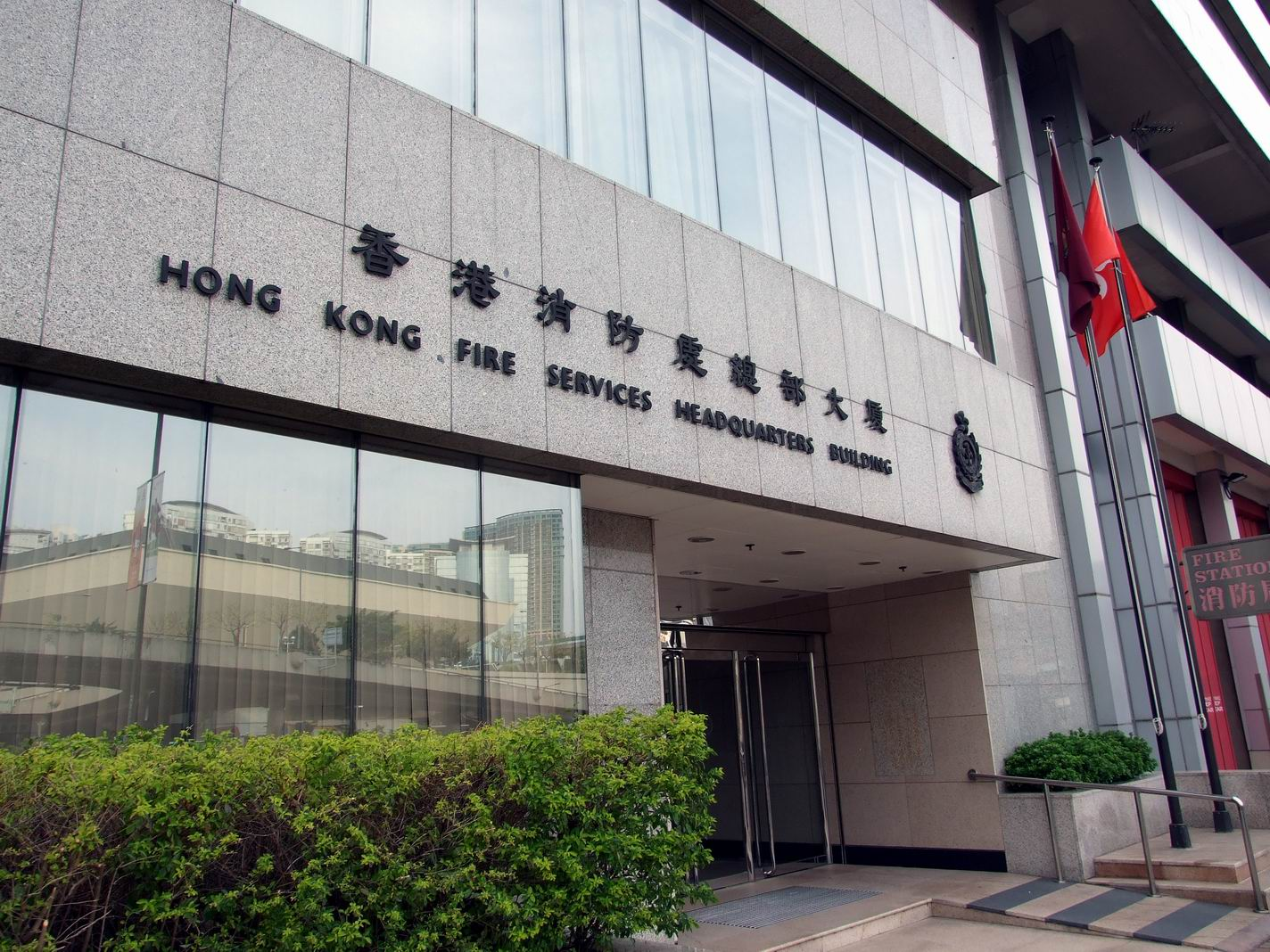
香港消防處總部大樓正門

- 行動支援及專業發展總區（由一名副消防總長掌管）
- 消防安全總區
- 牌照及審批總區
- 機構策略總區
- 行政科

### 職級

#### 消防職系職級及編制（截至2020第一季）
| 所屬職級     | 中文名稱                                 | 英文名稱（縮寫）                                                                     | 崗位 | 編制 | 備註 |
| ------------ | ---------------------------------------- | ------------------------------------------------------------------------------------ | ---- | --- | ---- |
| 首長級       |                                          |                                                                                      |      | |      |
| 消防處處長   | Director Of Fire Services（DFS）         | 掌管香港消防處                                                                       | 1    | 一般紀律人員（指揮官級）薪級表第四點，亦即等同公務員的D6（首長級薪級表第六點）。 |      |
| 消防處副處長 | Deputy Director Of Fire Services（DDFS） | 協助消防處處長處理有關事務                                                           | 2    | 一般紀律人員（指揮官級）薪級表第三點，亦即等同公務員的D3（首長級薪級表第三點）。 |      |
| 消防總長     | Chief Fire Officer（CFO）                | 對外稱為助理處長（Assistant Director，AD）                                           | 7    | 就消防職系而言，共有4名分別掌管港島（港島區消防總長同時兼顧離島及海務（即是滅火輪消防局））、九龍、新界北及新界南4個消防行動總區，1名掌管消防安全總區，1名掌管牌照及審批總區，以及1名掌管機構策略總區。就非消防職系而言，另尚有1名救護總長作為助理處長掌管救護總區，及1名助理處長同等職級之文職人員（高級首席行政主任）擔任助理處長（行政）掌管行政科，共9位助理處長共同協助消防處處長管理消防處。 為首長級的第二級職級，可親自指揮四級火警及嚴重災難的救火及拯救工作。一般紀律人員(指揮官級)薪級表第二點，亦即等同公務員的D2（首長級薪級表第二點）。 |      |
| 副消防總長   | Deputy Chief Fire Officer（DCFO）        | 協助消防總長（助理處長）處理有關事務                                                 | 8    | 助理處長（港島、離島及海務）、助理處長（九龍）、助理處長（消防安全）及助理處長（牌照及審批）分別由1名副消防總長出任副手，助理處長（新界）則由2名副消防總長，協助分管新界北及新界南，助理處長（總部）則由2名副消防總長，協助分管總部事項及質素保證及管理事項。 為首長級的第一級職位，火警升至四級時，總長級官員（副消防總長／消防總長）須到事故現場指揮滅火救援工作。一般紀律人員（指揮官級）薪級表第一點，亦即等同公務員的D1（首長級薪級表第一點）。                                                                                                  |      |
| 主任級       |                                          |                                                                                      |      | |      |
| 高級消防區長 | Senior Divisional Officer（SDO）         | 分區指揮官（Divisional Commander，DC）                                               | 36   | 為高級人員（Senior Officers）的第二級職位。有需要時，會乘高級人員專車（Operational Staff Car）到達現場指揮。火警升至三級時，消防區長級官員（消防區長／高級消防區長）需到事故現場指揮。俗稱「五星」。 |      |
| 消防區長     | Divisional Officer（DO）                 | 分區副指揮官(Deputy Divisional Commander，DDC)                                       | 53   | 為高級人員（Senior Officers）的第一級職位。由此職級起，消防頭盔為白色，標誌消防人員為高級人員職級的官員。有需要時，可以乘高級人員專車（Operational Staff Car）到達現場指揮。火警升至三級時，消防區長級官員（消防區長／高級消防區長）需到事故現場指揮。俗稱「四星」。 |      |
| 助理消防區長 | Assistant Divisional Officer（ADO）      | 分區助理指揮官(Assistant Divisional Commander，ADC)、局長（Station Commander，StnC） | 184  | 為部屬人員（Subordinate Officer）的最高級官員。當有需要時，可以乘前線指揮車（Forward Command Car）到達現場指揮。 |      |
| 高級消防隊長 | Senior Station Officer（SStnO）          | 當值分隊主管                                                                         | 877  | 一級火警或二級火警的事故現場指揮人員為消防隊長或高級消防隊長。根據《直通薪級》安排，消防隊長可無須經過遴選升級，而憑服務年資和內部考試評級，獲委任為高級消防隊長。 |      |
| 消防隊長     | Station Officer（StnO）                  | 當值分隊主管                                                                         | 877  | 一級火警或二級火警的事故現場指揮人員為消防隊長或高級消防隊長。根據《直通薪級》安排，消防隊長可無須經過遴選升級，而憑服務年資和內部考試評級，獲委任為高級消防隊長。 |      |
| 見習消防隊長 | Probationary Station Officer（PStnO）    | 通常為泵車（Major Pump）當值主管                                                     | 877  | 為部屬人員（Subordinate Officer）的最初級官員。通過三年試用期後，見習消防隊長會成為消防隊長。由此職級起至助理消防區長，消防頭盔為黃色，並且在香港消防處標誌的上方即頭盔的頂部中央位置劃有黑色粗條，標誌消防人員為部屬人員職級的官員。 |      |
| 員佐級       |                                          |                                                                                      |      | |      |
| 消防總隊目   | Principal Fireman（PFn）                 | 當值小隊主管                                                                         | 644  | 為員佐級成員（Members of other ranks）最高級人員。俗稱「三柴」或「老總」。 |      |
| 消防隊目     | Senior Fireman（SFn）                    | 當值小隊副主管                                                                       | 1214 | 俗稱「兩柴」。 |      |
| 消防員       | Fireman（Fn）                            |                                                                                      | 3612 | 由此職級起至消防總隊目，消防頭盔為黃色並且頂部中央位置並無黑色粗條，標誌消防人員為員佐級人員。 |      |

#### 消防員（控制）職系職級
| 所屬職級                   | 中文名稱 | 英文名稱（縮寫）                            | 崗位                                          | 編制（2020第一季） |
| -------------------------- | -------- | ------------------------------------------- | --------------------------------------------- | ------------------ |
| 主任級                     |          |                                             |                                               |                    |
| 高級消防區長（調派及通訊） | （）     | 消防總部總區調派及通訊組最高級官員          | 1                                             |                    |
| 消防區長（調派及通訊）     | （）     | 為高級消防區長（調派及通訊）的副手          | 1                                             |                    |
| 助理消防區長（調派及通訊） | （）     | 當值主管（Watch Commander，WCom FSCC）                                | 4                                             |                    |
| 高級消防隊長（控制）       | （）     | 分隊主管（Watch Supervisor，WSup） / 一輛流動指揮車（Mobile Command Unit, MCU）主管       | 38                                            |                    |
| 消防隊長（控制）           | （）     | 分隊副主管（Watch Supervisor，WSup） / 一輛流動指揮車（Mobile Command Unit, MCU）分隊主管 | 高級消防隊長（控制）/消防隊長（控制）共用編制 |                    |
| 員佐級                     |          |                                             |                                               |                    |
| 消防總隊目（控制）         | （）     | 首席控制台操作員)                           | 70                                            |                    |
| 消防隊目（控制）           | （）     | 控制台操作員（Console Operator）                            | 151                                           |                    |

#### 救護職級
| 所屬職級         | 中文名稱                                          | 英文名稱（縮寫）                           | 崗位 | 編制 |
| ---------------- | ------------------------------------------------- | ------------------------------------------ | --- | ---- |
| 首長級           |                                                   |                                            | |      |
| 救護總長         | Chief Ambulance Officer（CAO）                    | 對外稱為助理處長（Assistant Director，AD） | 共1名，作為助理處長（救護）掌管救護總區 |      |
| 副救護總長       | Deputy Chief Ambulance Officer（DCAO）            | 協助救護總長（助理處長）處理有關事務       | 共1名，作為助理處長（救護）副手 |      |
| 主任級           |                                                   |                                            | |      |
| 高級助理救護總長 | Senior Assistant Chief Ambulance Officer（SACAO） | 區域指揮官（Regional Commander）           | 共5名，總區總部1名、港島及九龍區域1名、新界區域1名，以及1名作為消防及救護學院副院長。 |      |
| 助理救護總長     | Assistant Chief Ambulance Officer（ACAO）         | 區指揮官（Divisonal Commander）            | 共8名，總區總部1名、港島及九龍區域轄下港島區、九龍東區及九龍中西區各1名、新界區域轄下新界北區及新界南區各1名，另有2名出任消防及救護學院助理院長                                                          |      |
| 救護監督         | Superintendent（Ambulance）（Supt）               | 分區指揮官（Sub-Divisonal Commander）      | 共10名，總區總部1名，港島區轄下港島東分區及港島西分區、九龍東區轄下九龍東分區、九龍中西區轄下九龍中分區及九龍西分區、新界北區轄下新界東北分區及新界西北分區、新界南區轄下新界東南分區及新界西南分區各1名 |      |
| 高級救護主任     | Senior Ambulance Officer（SAO）                   | 救護站主管（Depot Commander，DepC）        | 每救護站1名；另有駐守於消防及救護學院（出任總教官）和總部 |      |
| 救護主任         | Ambulance Officer（AO）                           |                                            | 每救護站1名；另有駐守於消防及救護學院（出任教官）和總部 |      |
| 見習救護主任     | Probationary Ambulance Officer（PAO）             |                                            | |      |
| 員佐級           |                                                   |                                            | |      |
| 救護總隊目       | Principal Ambulancman（PAmbm）                    |                                            | |      |
| 救護隊目         | Senior Ambulanceman（SAmbm）                      |                                            | |      |
| 救護員           | Ambulanceman（Ambm）                              |                                            | |      |

## 員工組織
- 香港消防主任協會
- 香港消防救護主任協會
- 香港消防控制組職員會
- 香港消防處職工總會
- 香港消防處救護員會
- 香港消防救護控制組人員聯合工會  （页面存档备份，存于）

## 車輛
至2010年年底，消防處共有877輛行動組的車輛，當中包括402輛消防車、308輛救護車和167輛其他類型的支援車。
當消防處接收一般商住大廈的火警警報後，最接近火警現場的消防局會派出一輛泵車、一輛旋轉台鋼梯車（或梯台車）、一輛油壓升降台（或大型油壓升降台）、一輛細搶救車（或大搶救車）及一輛救護車，俗稱為「四紅一白」出動執勤。
至2011年年底，消防處共有929輛行動組的車輛。
截至2019年年底，部門共有 1,104 部行動車輛，包括446 部消防車輛、462 部救護車和 196 部其他類型的支援車輛；車上配備不同種類的工具和裝備，以配合行動需要

### 消防車輛

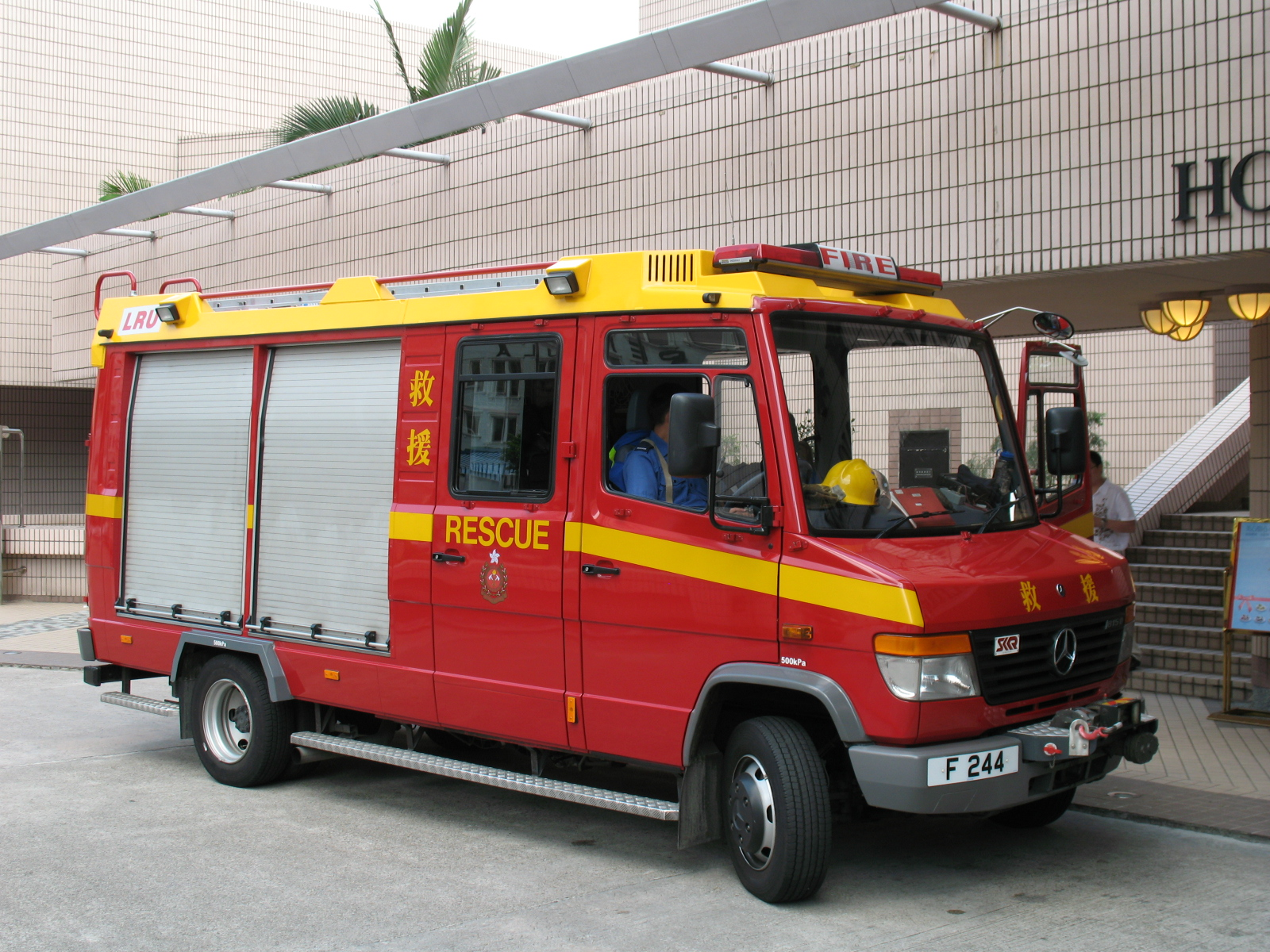
細搶救車-LRU
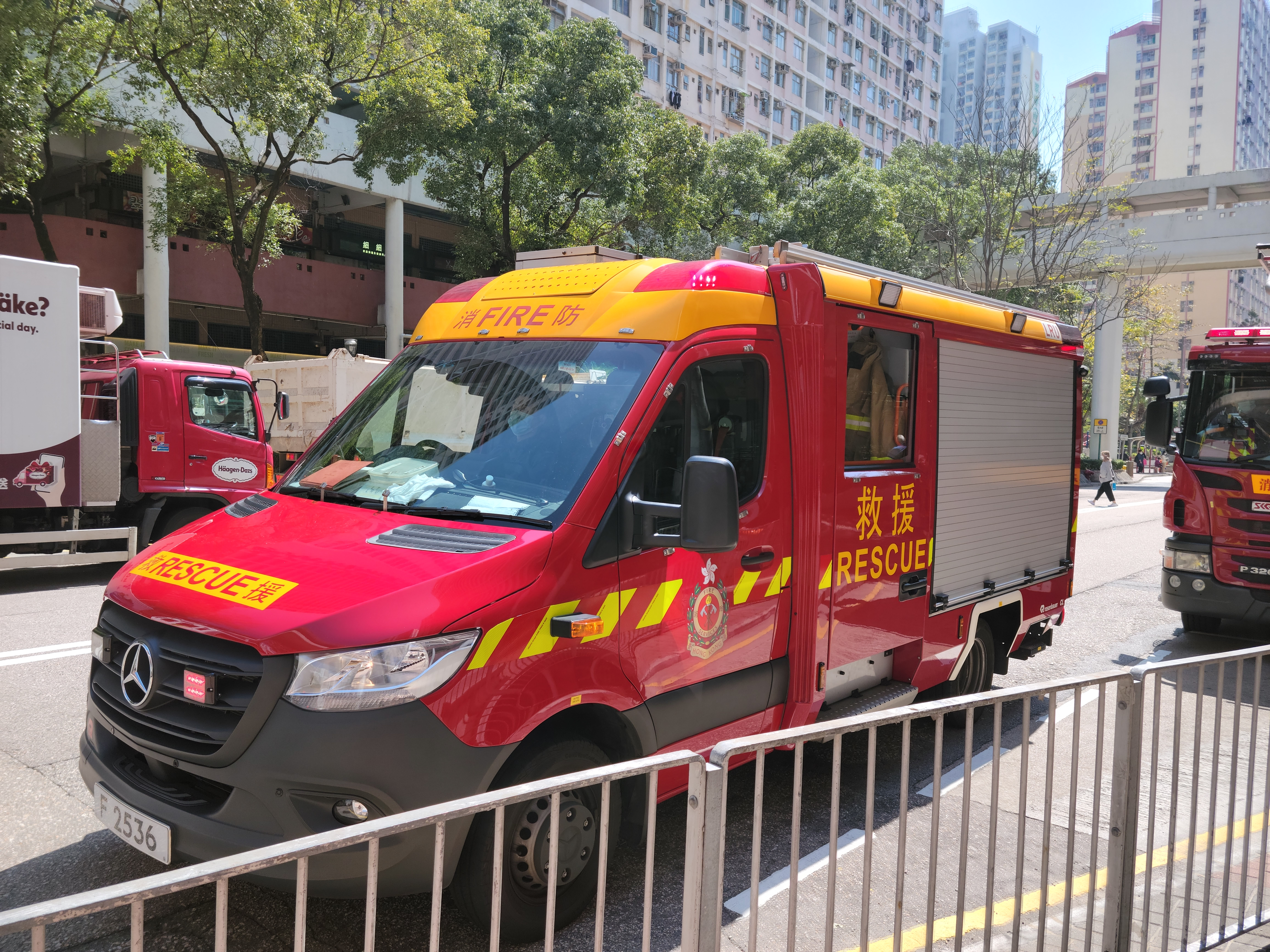
新款細搶救車
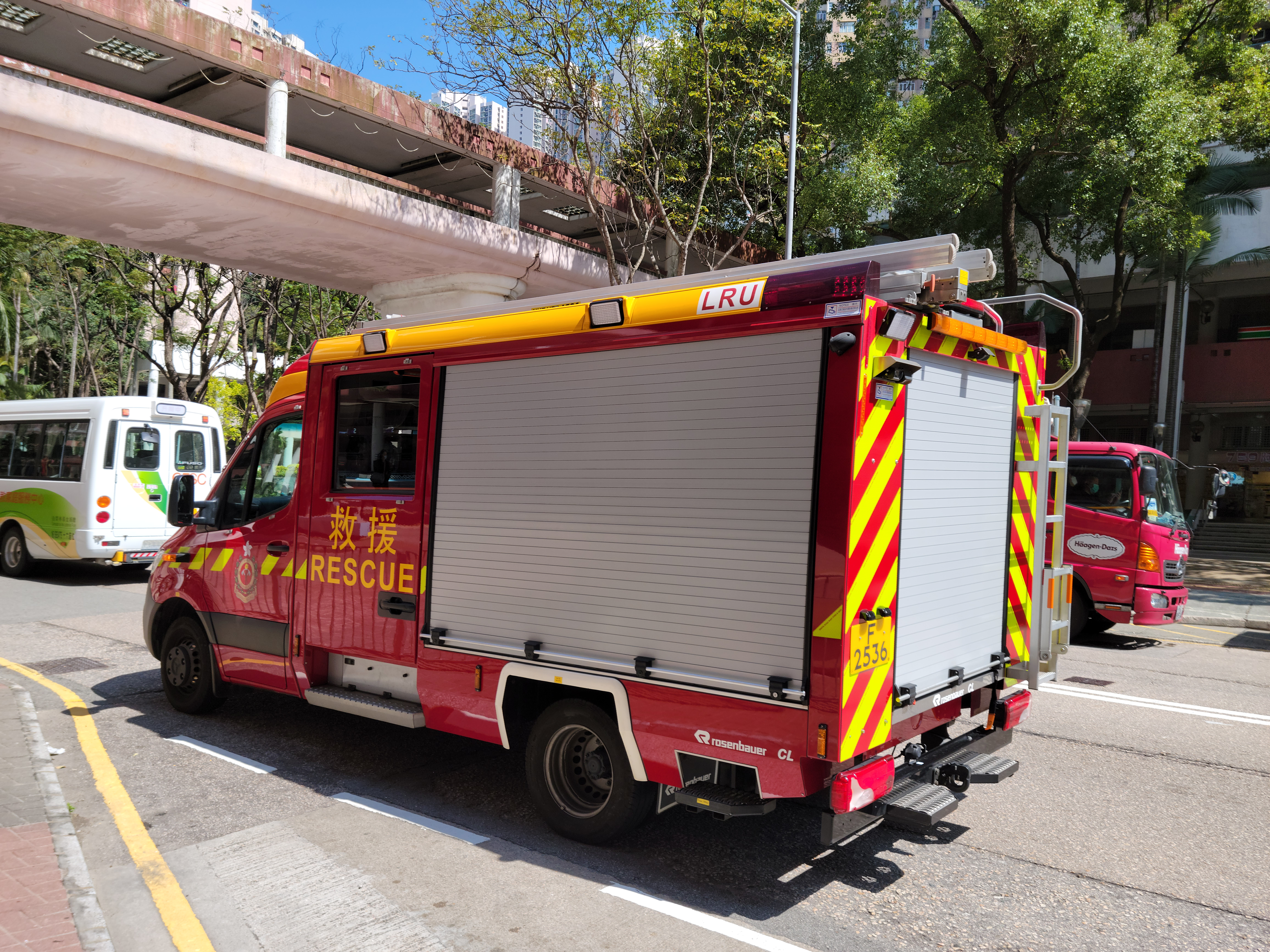
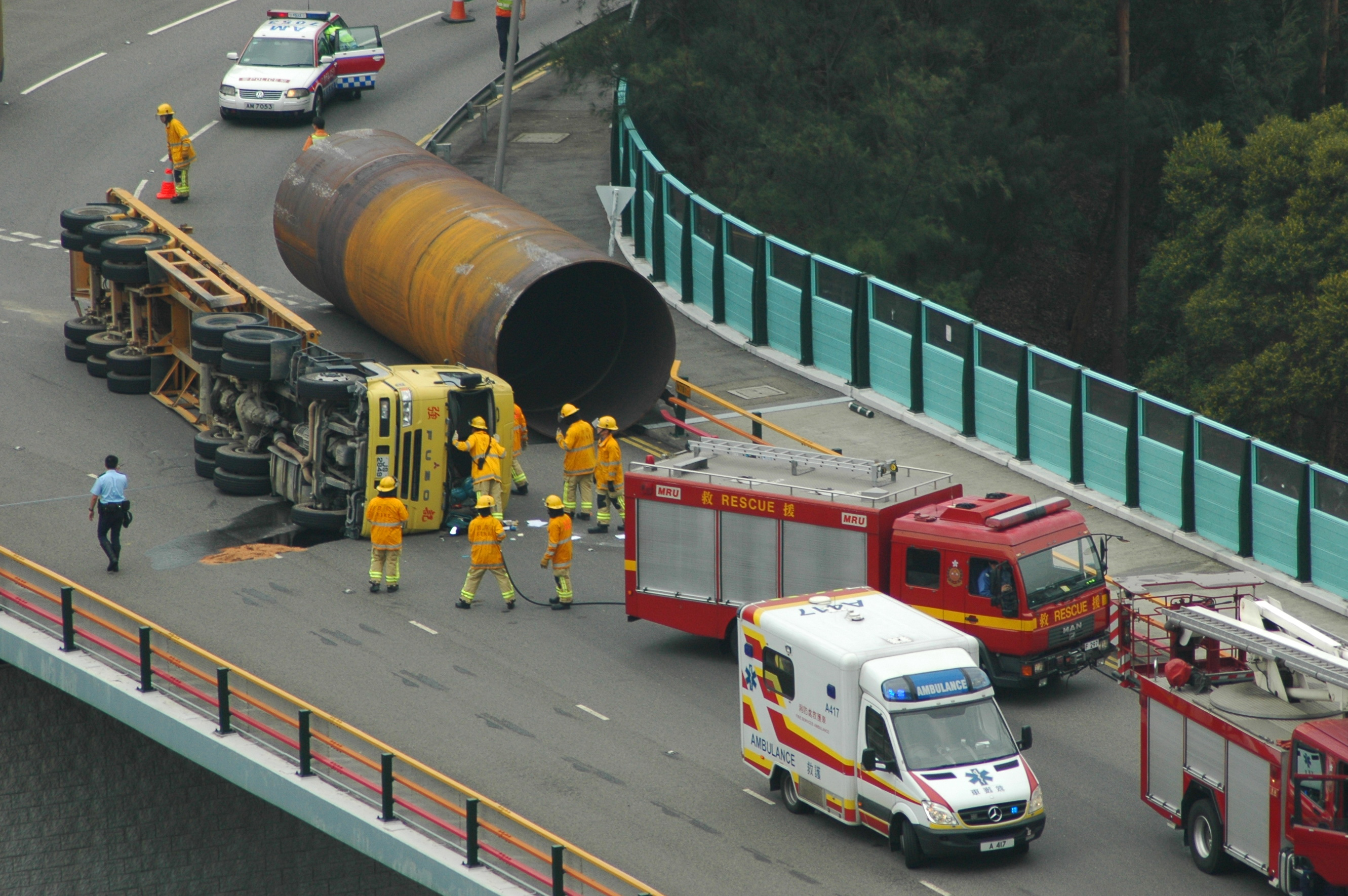
大搶救車-MRU(介乎救護車和翻則的三菱fighter之間)
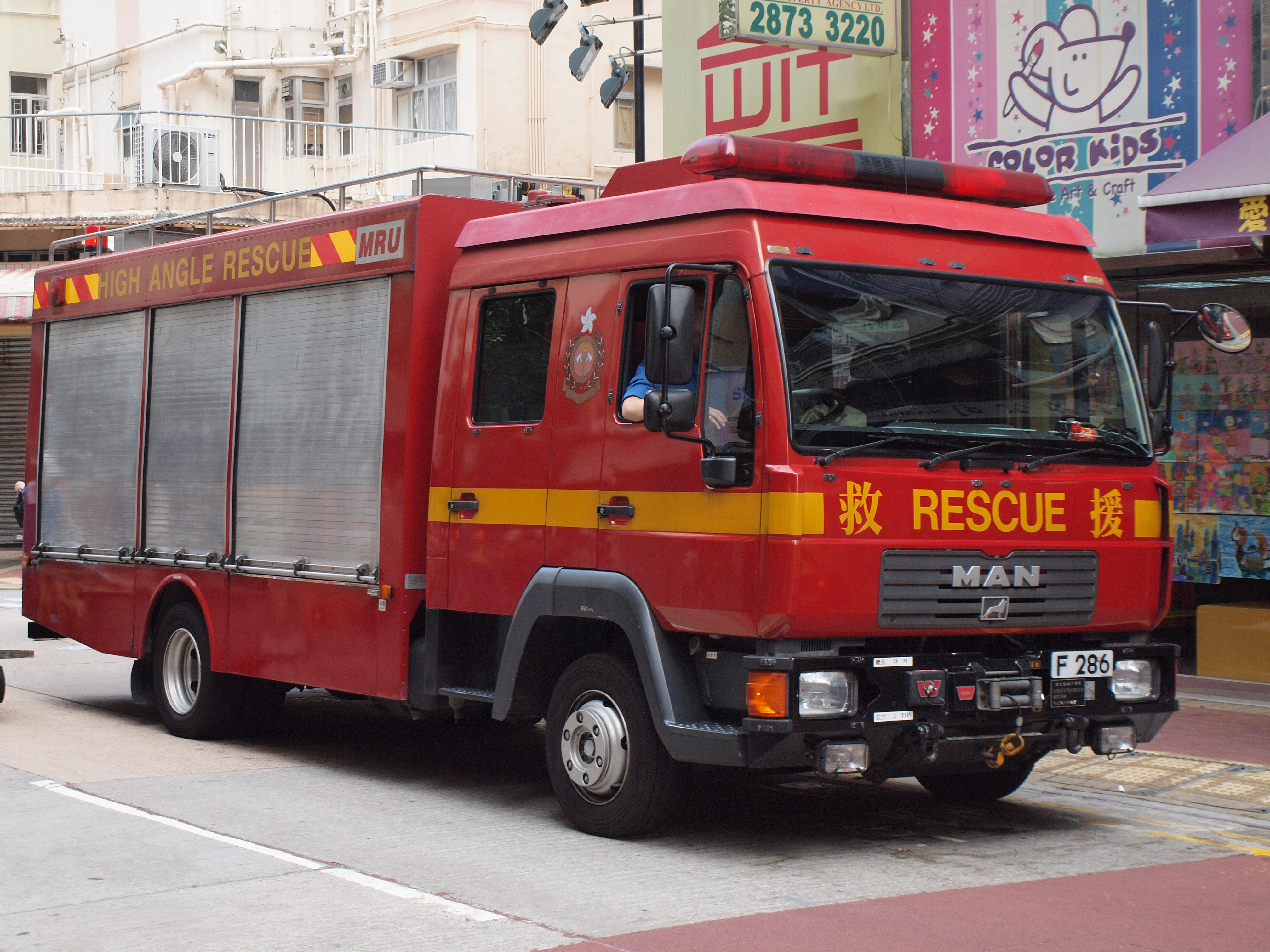
印有高空拯救專隊的大搶救車
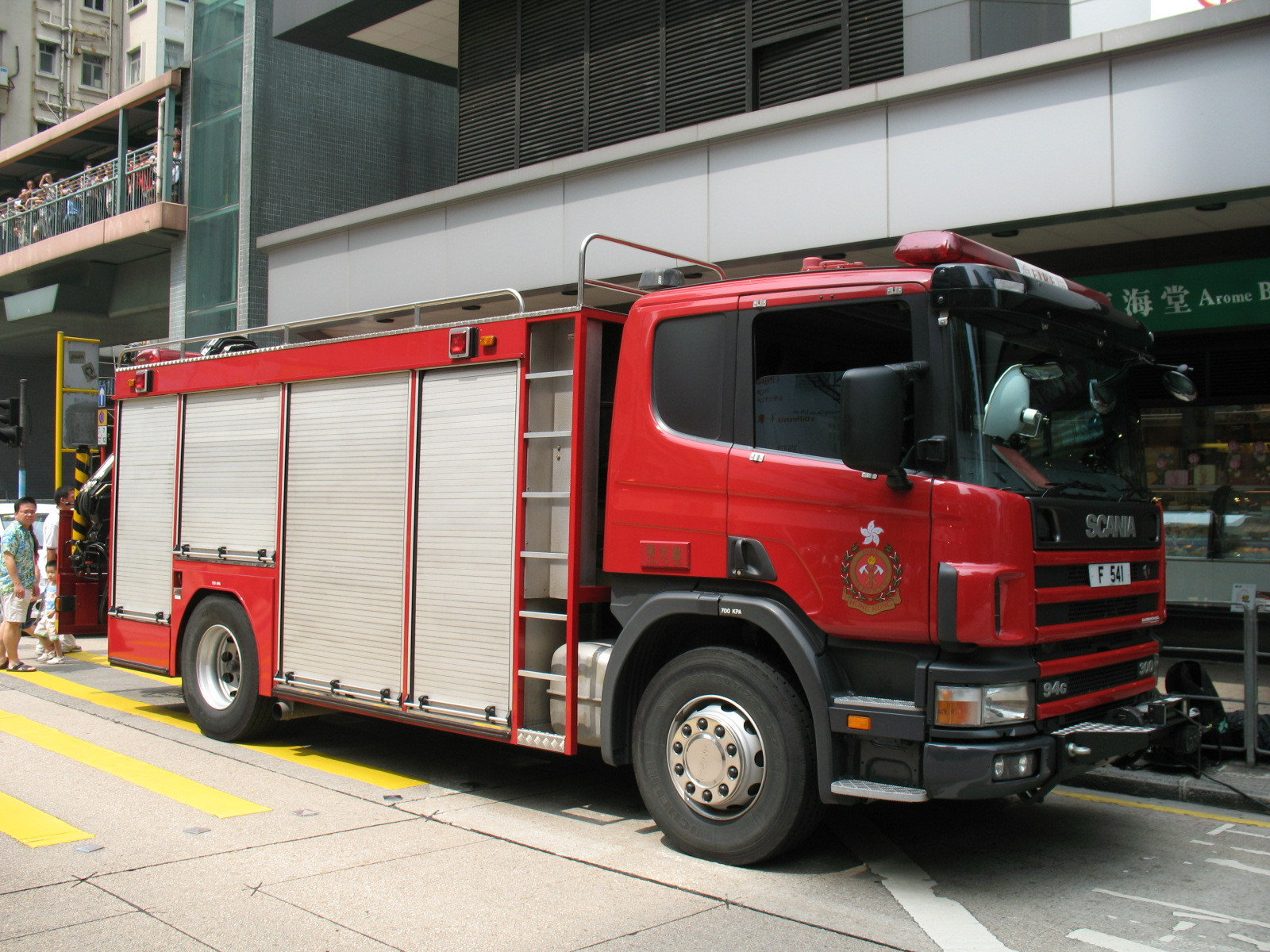
拯救車-RET
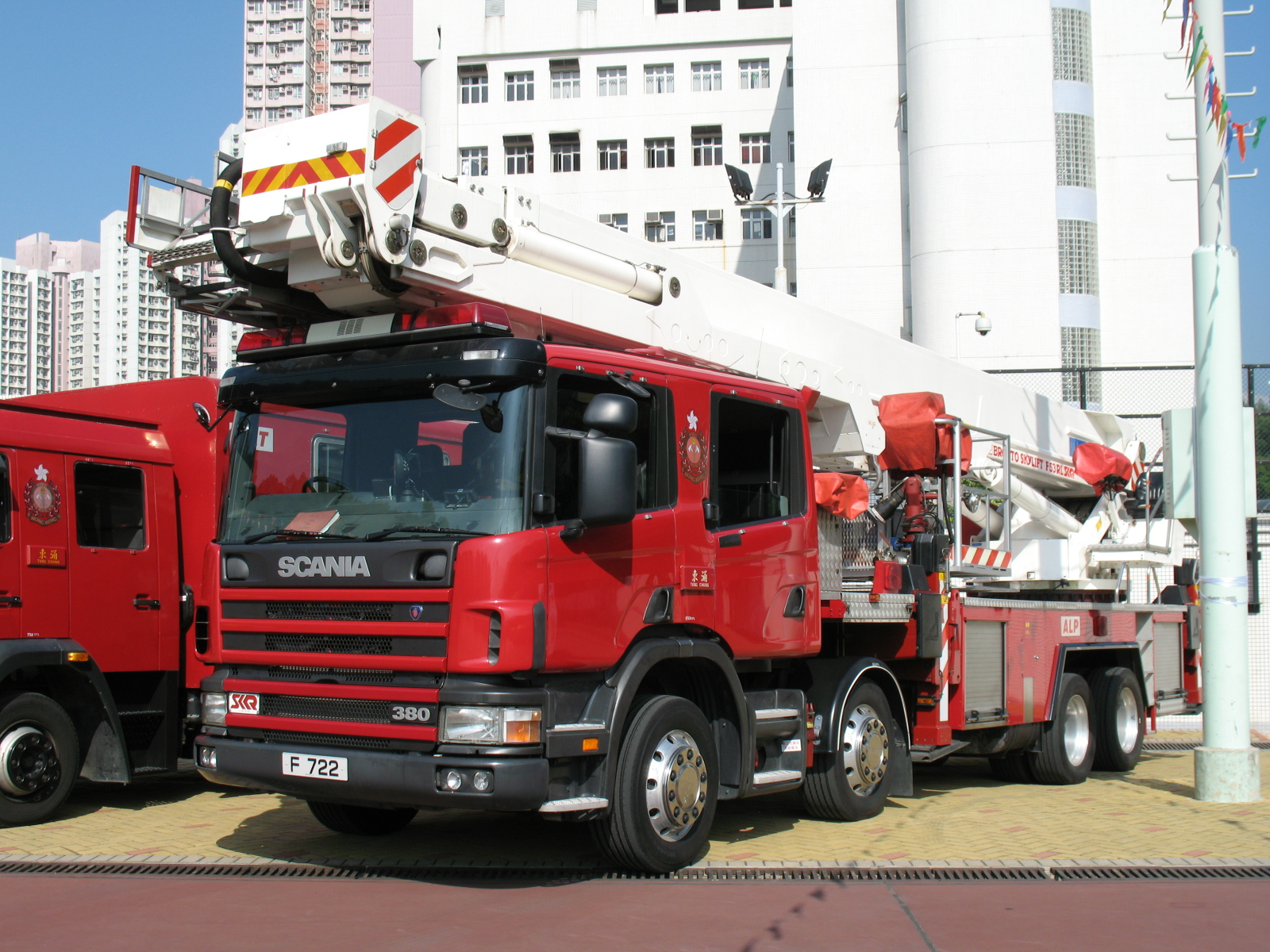
53米梯台車-ALP
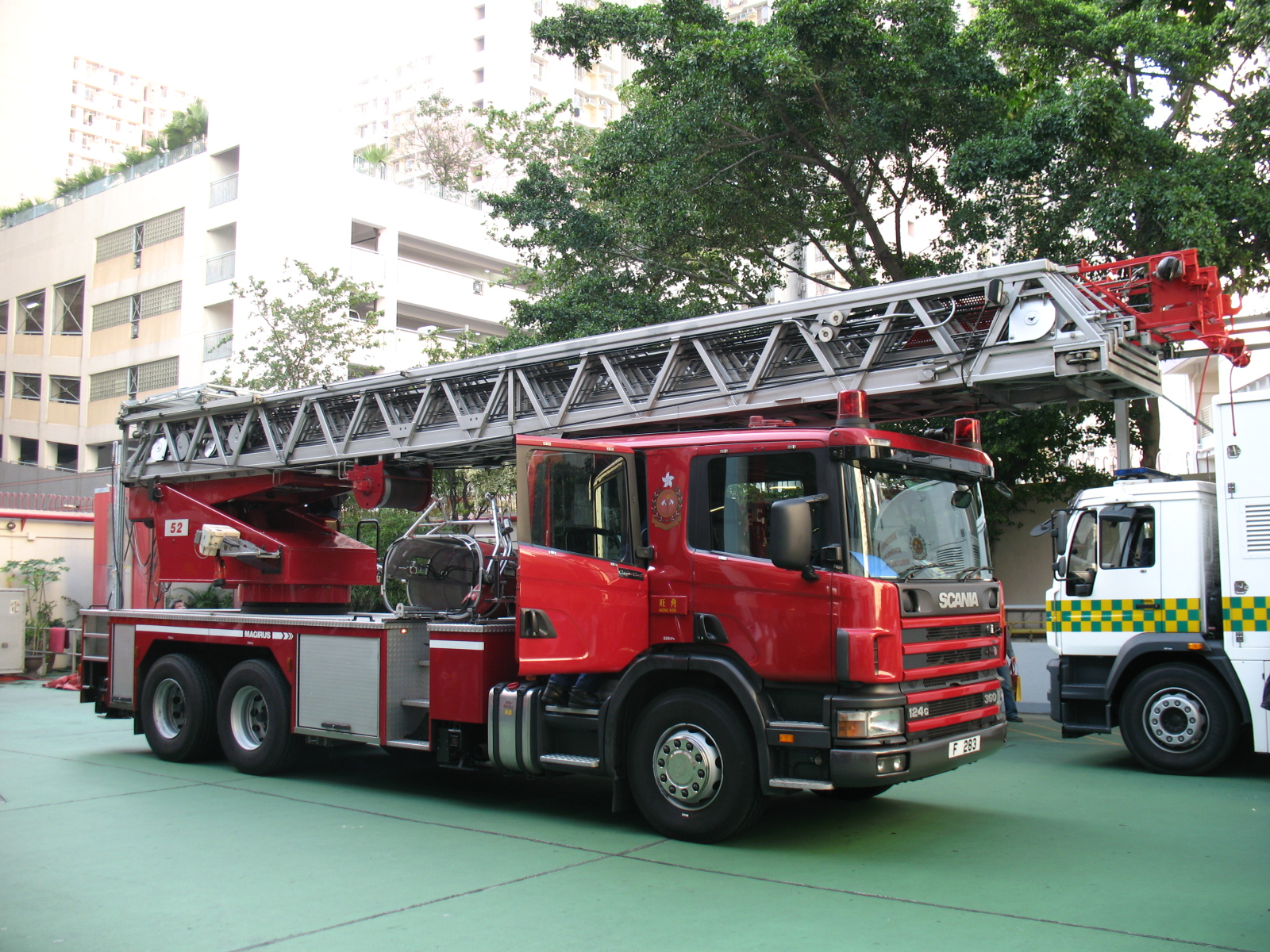
52米旋轉台鋼梯車-TL
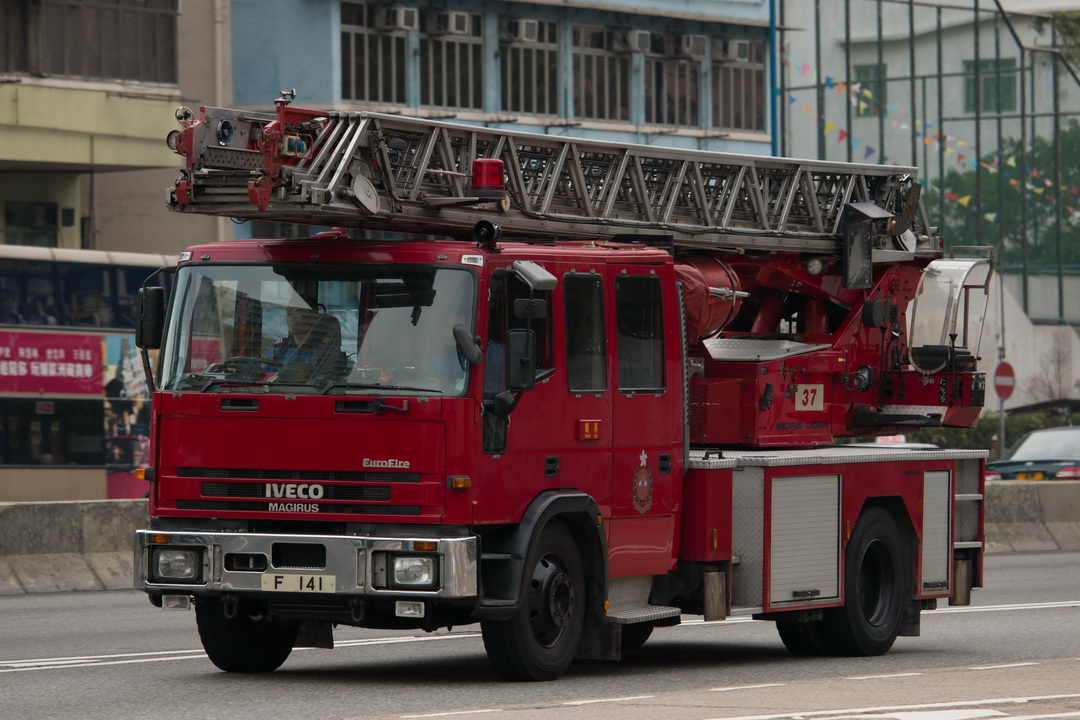
舊款37米鋼梯車
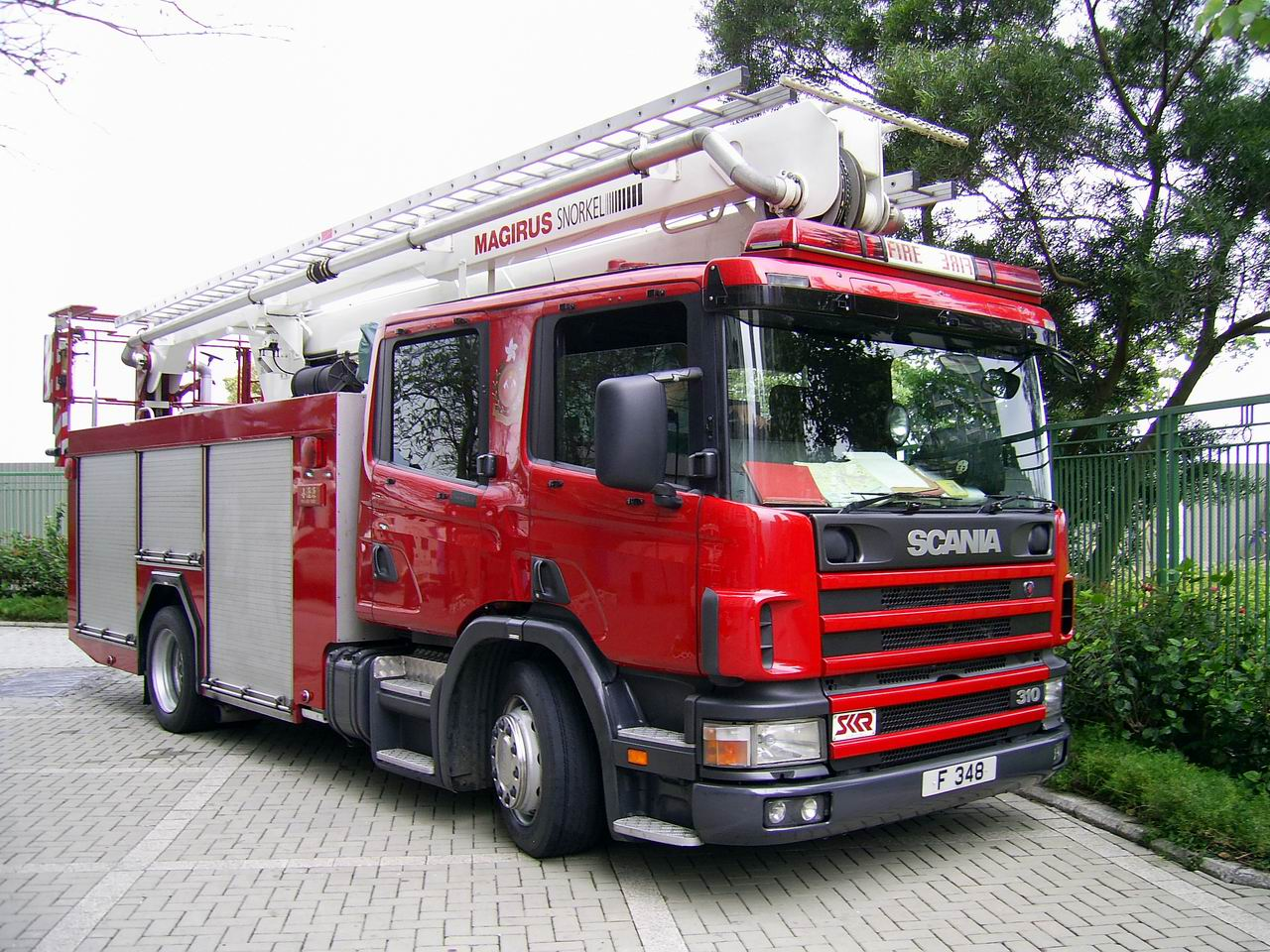
油壓升降台-HP
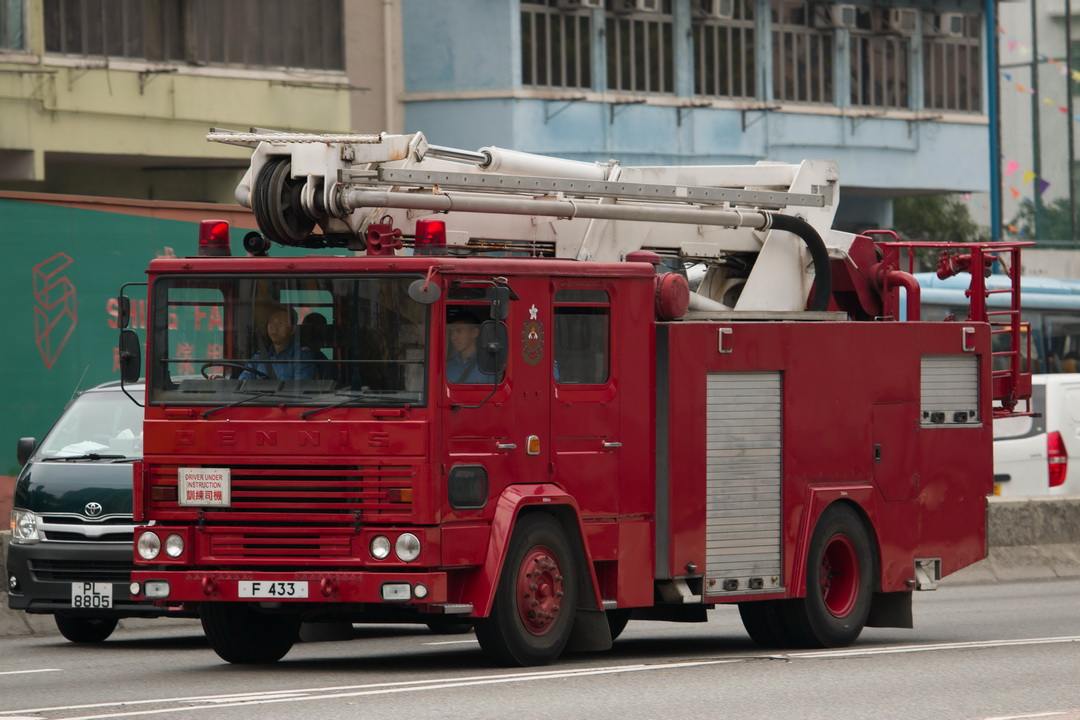
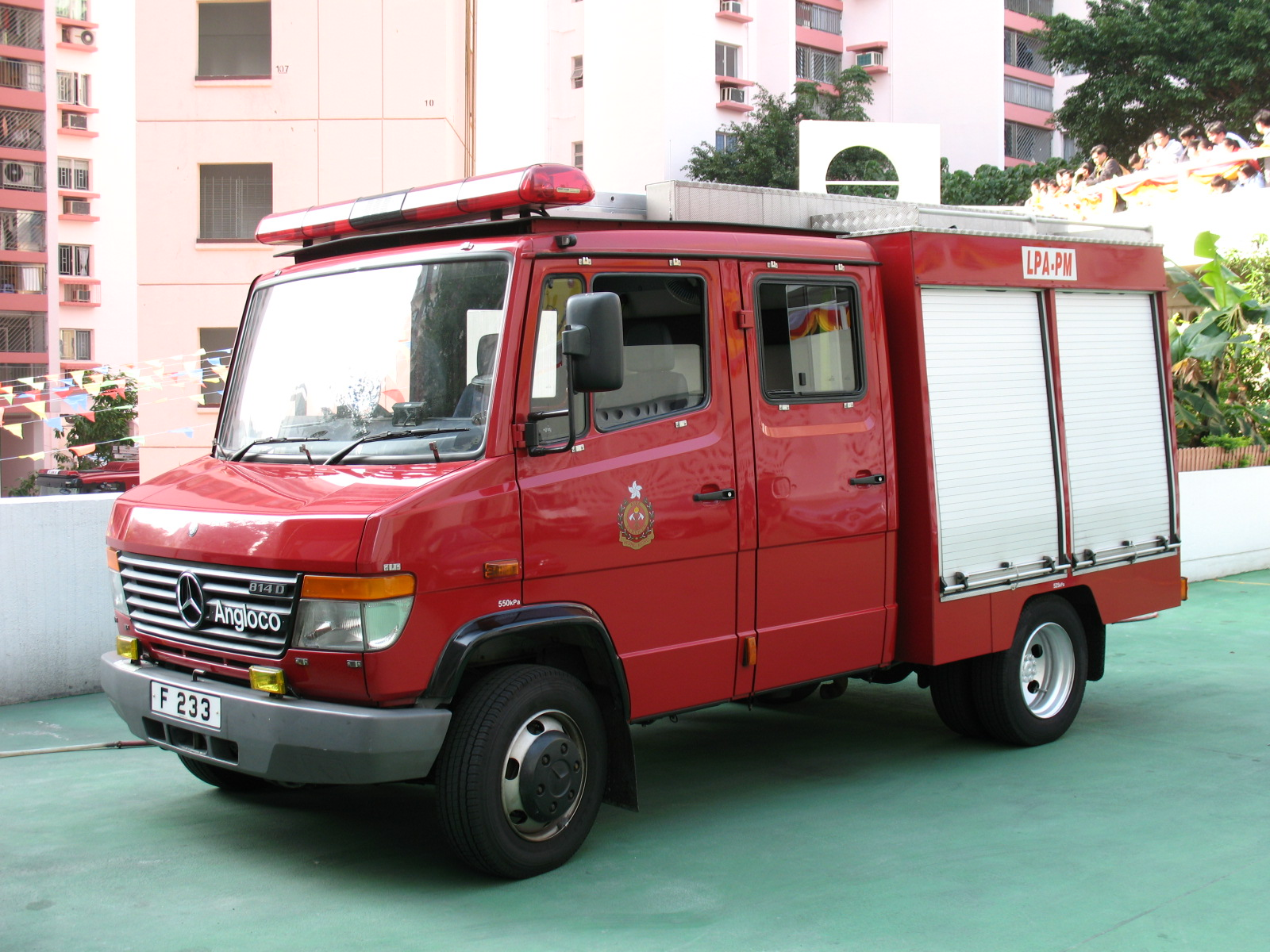
輕型泵車──泵水型-LPA-PM
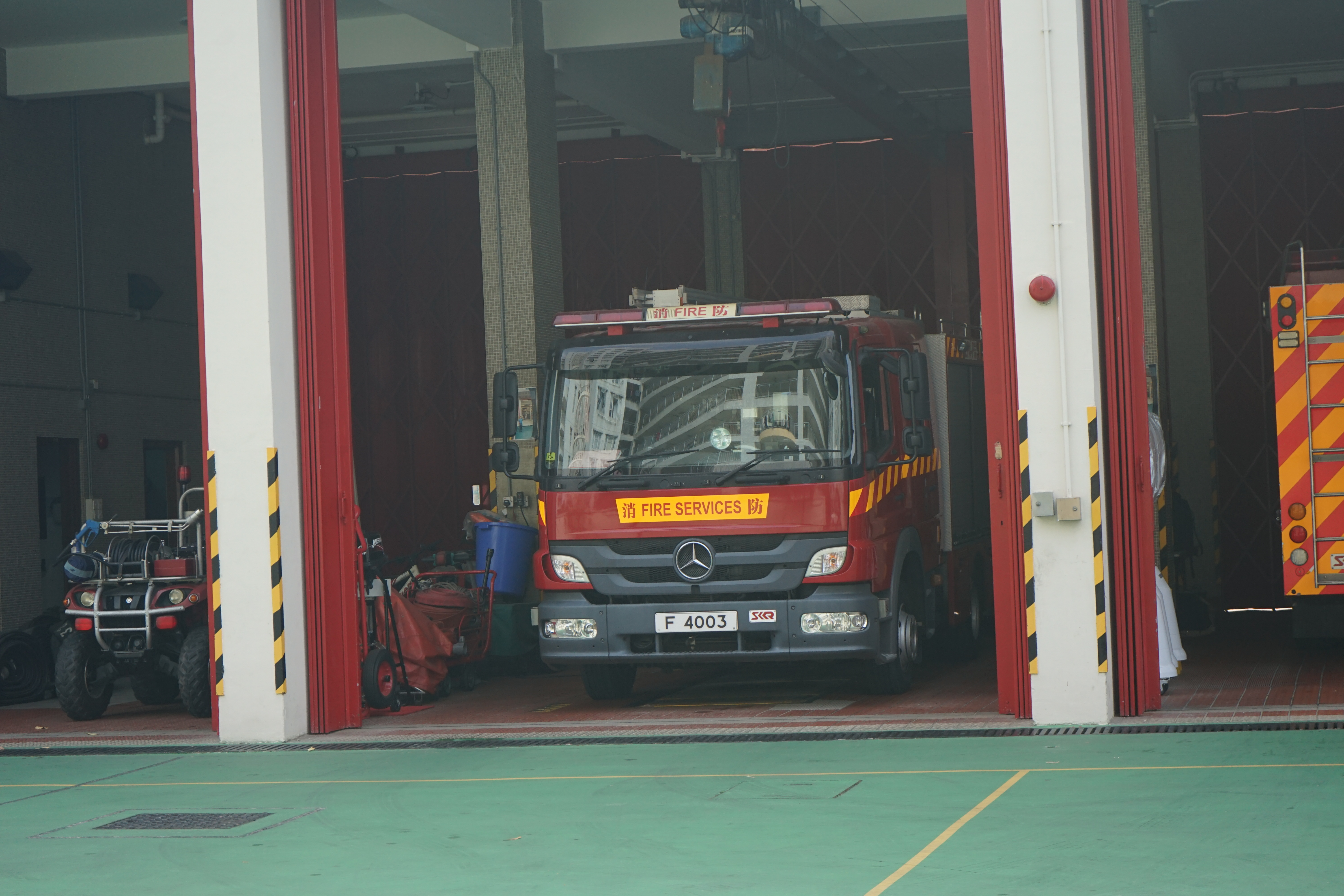
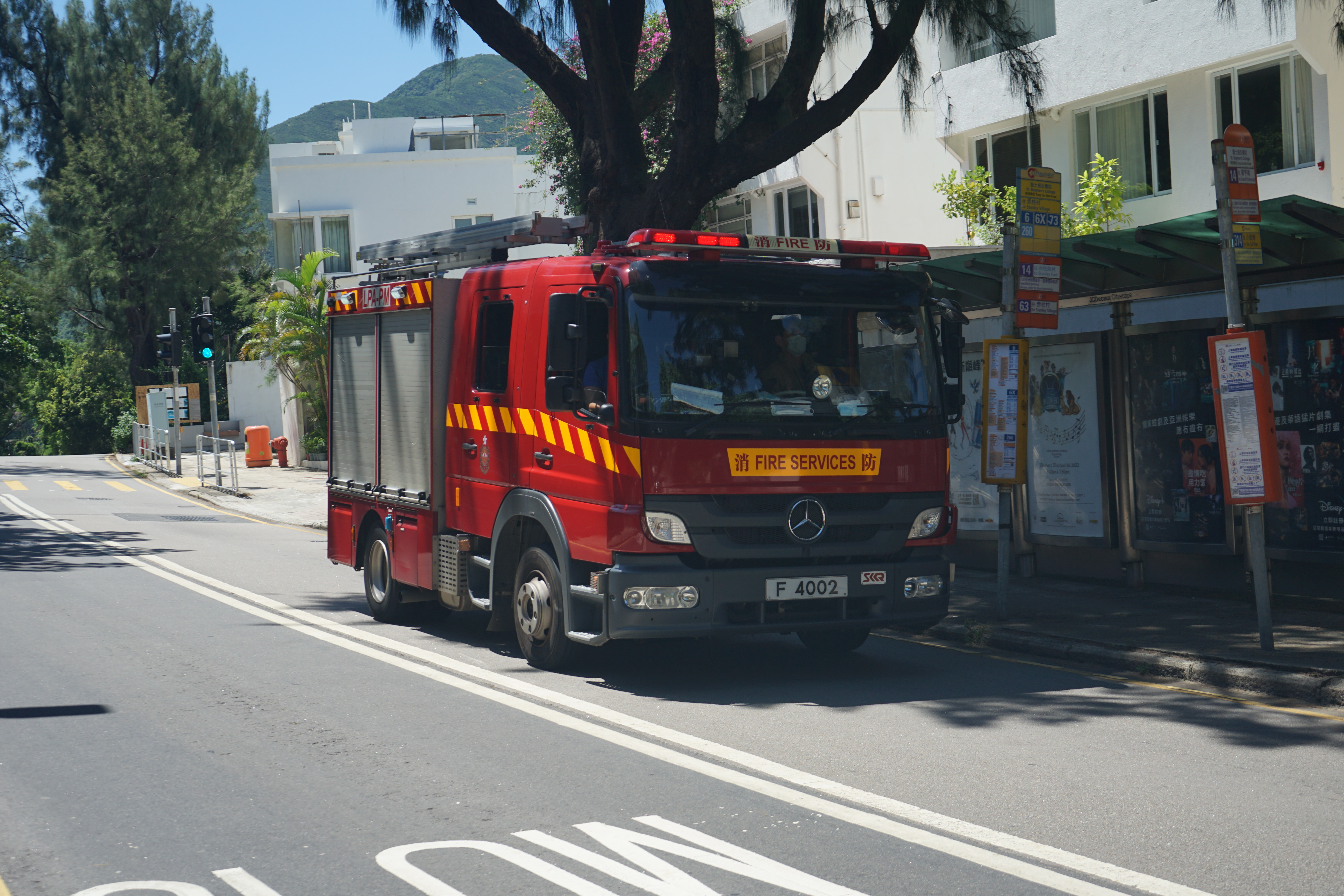
泵車-MP
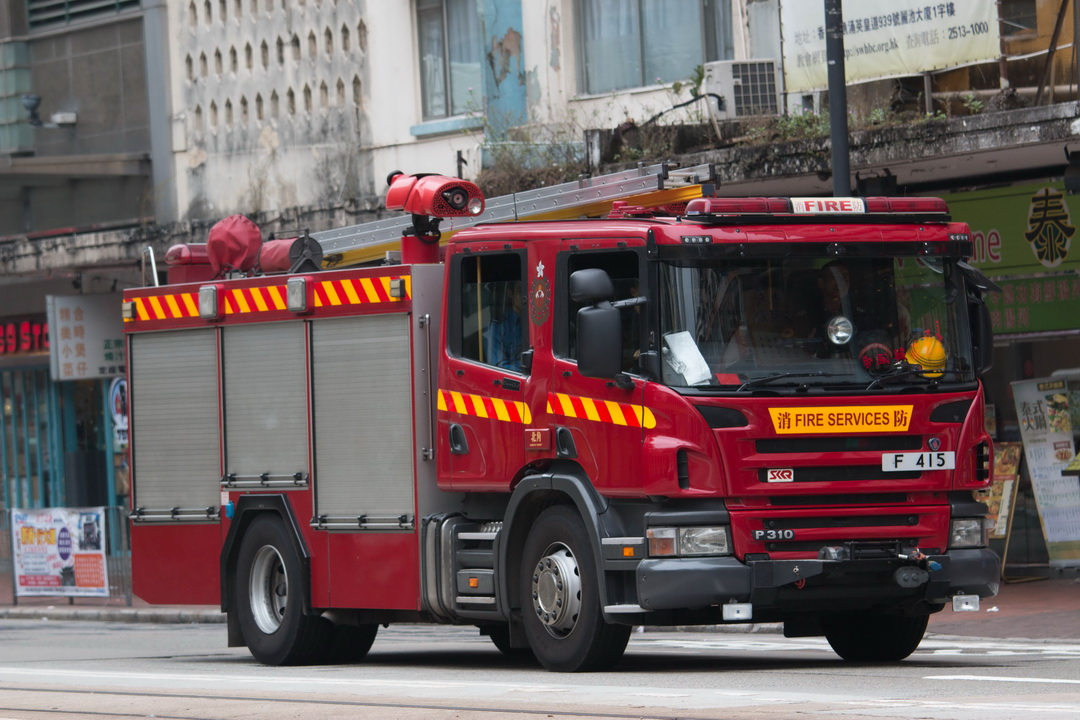
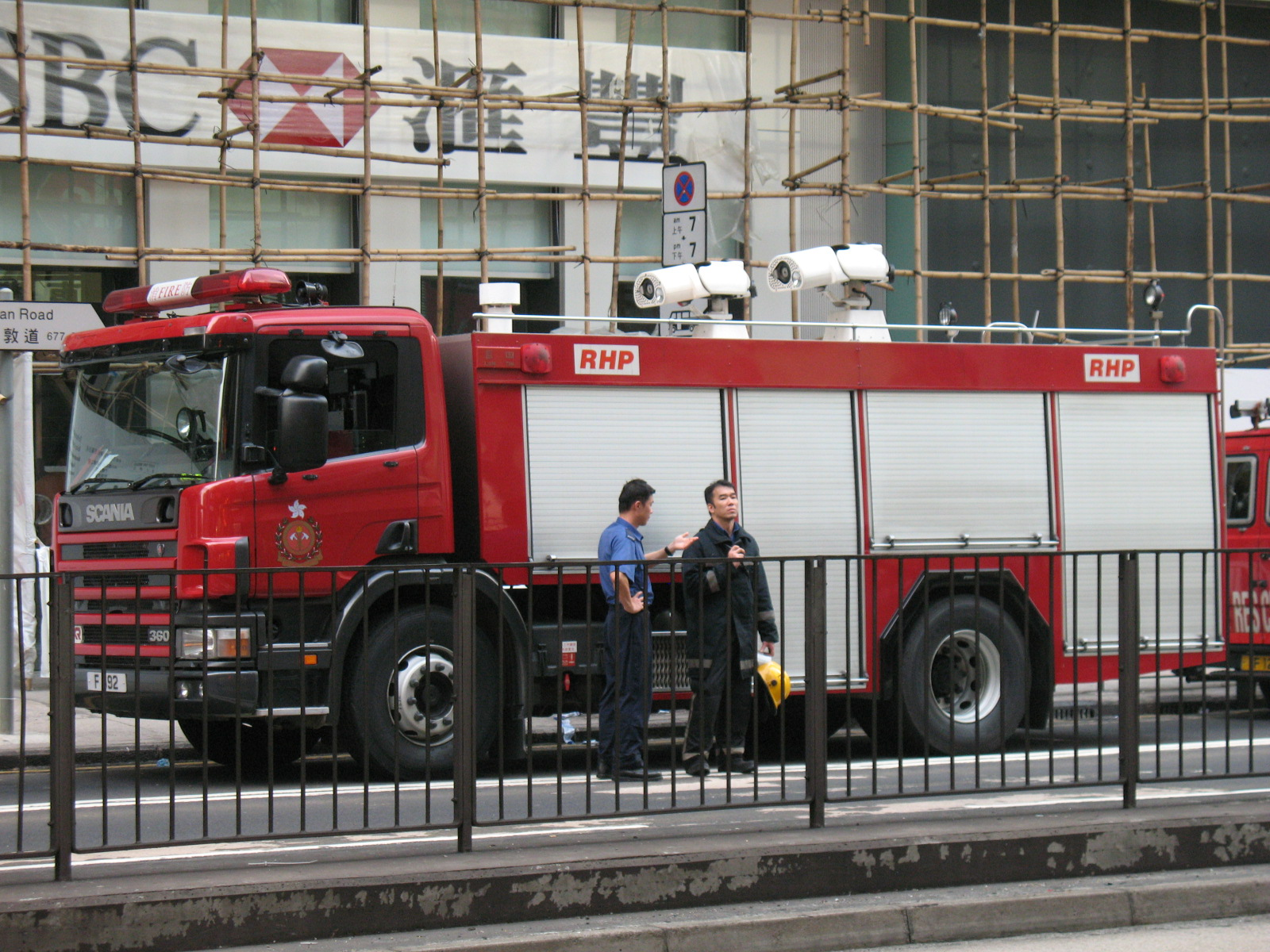
後備重型泵車-RHP
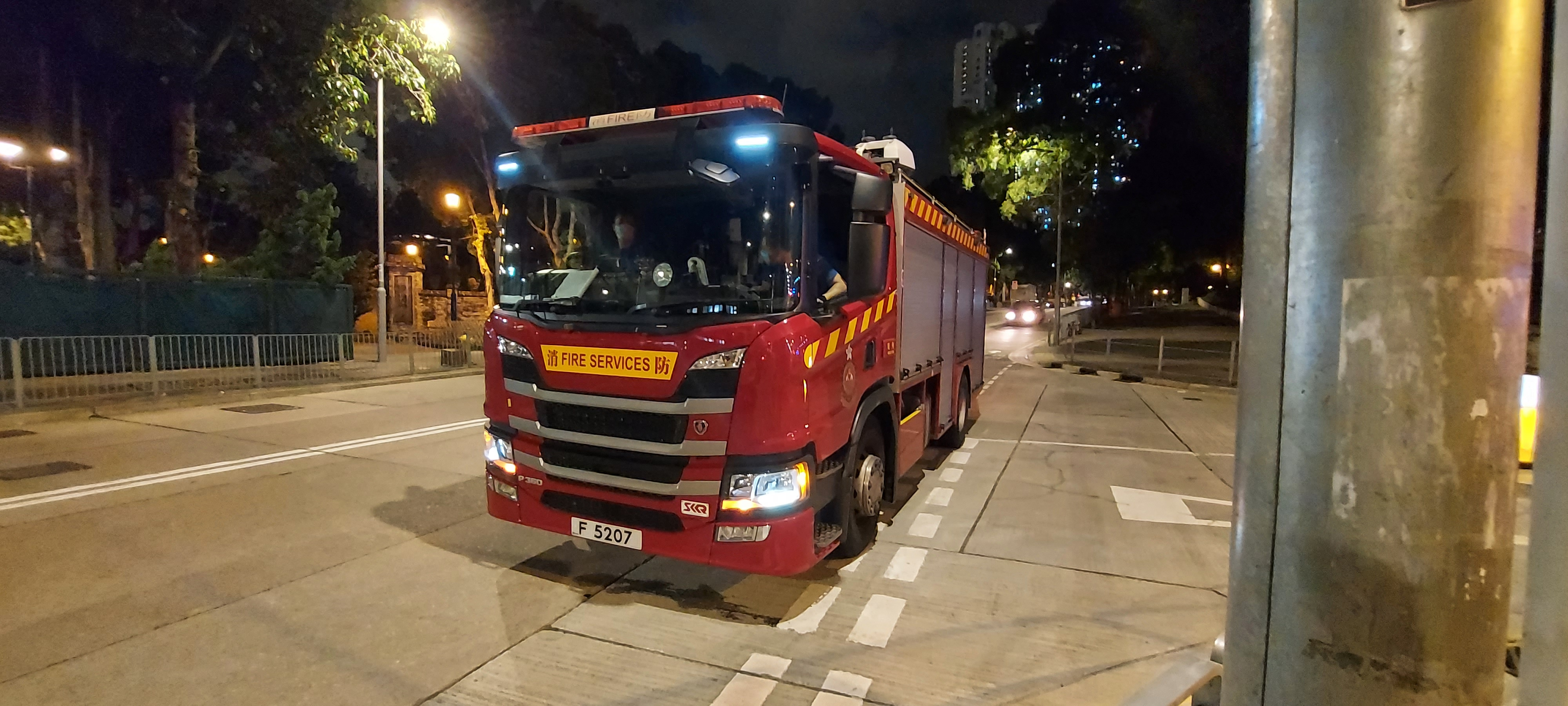
新款後備重型泵車
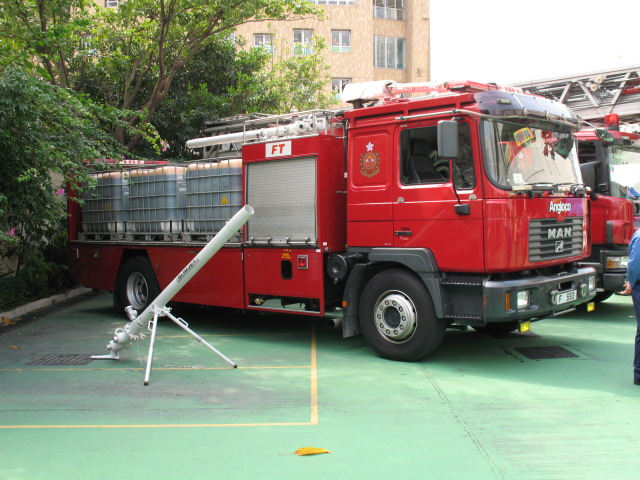
泡車-FT
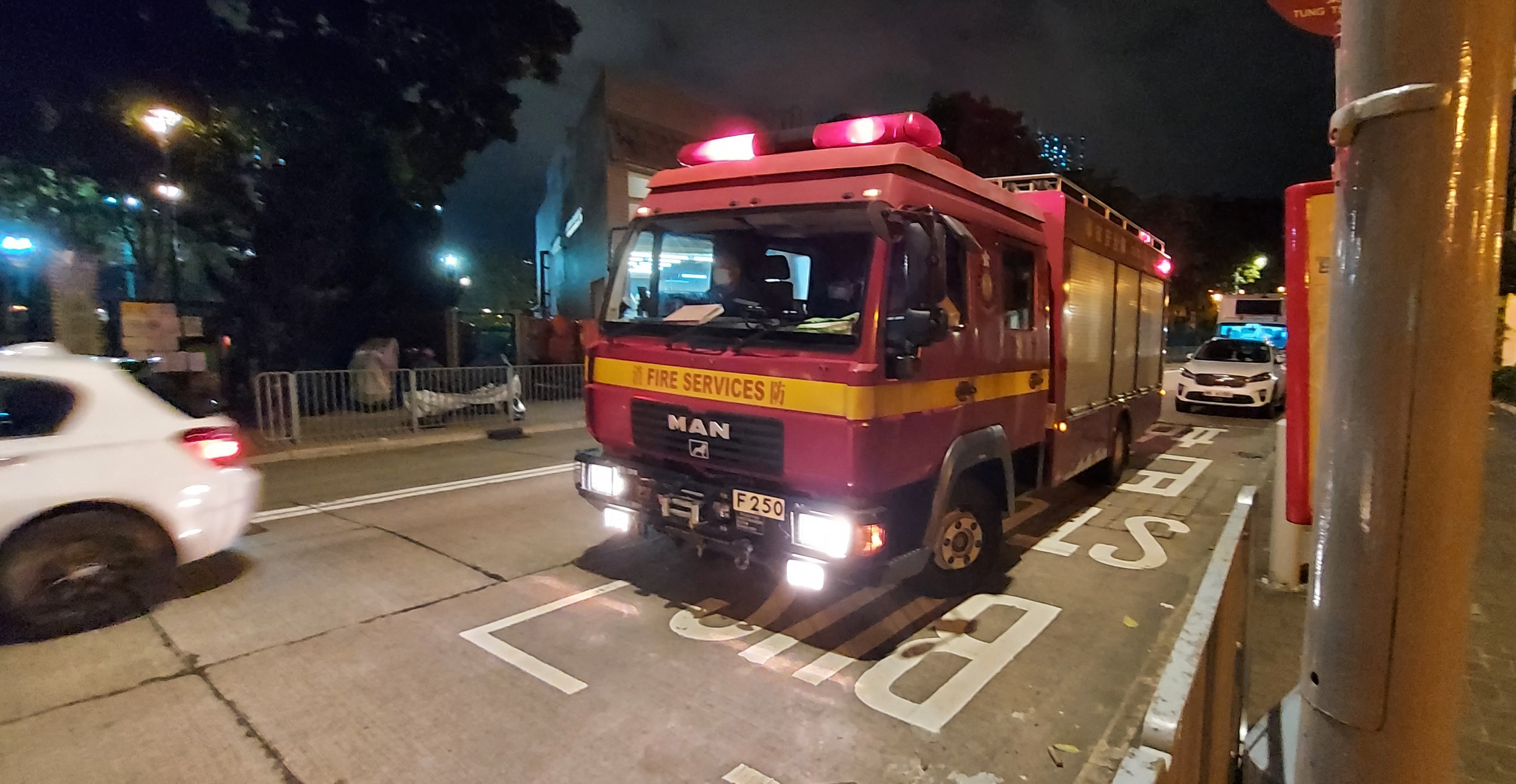
事故安全隊專用車
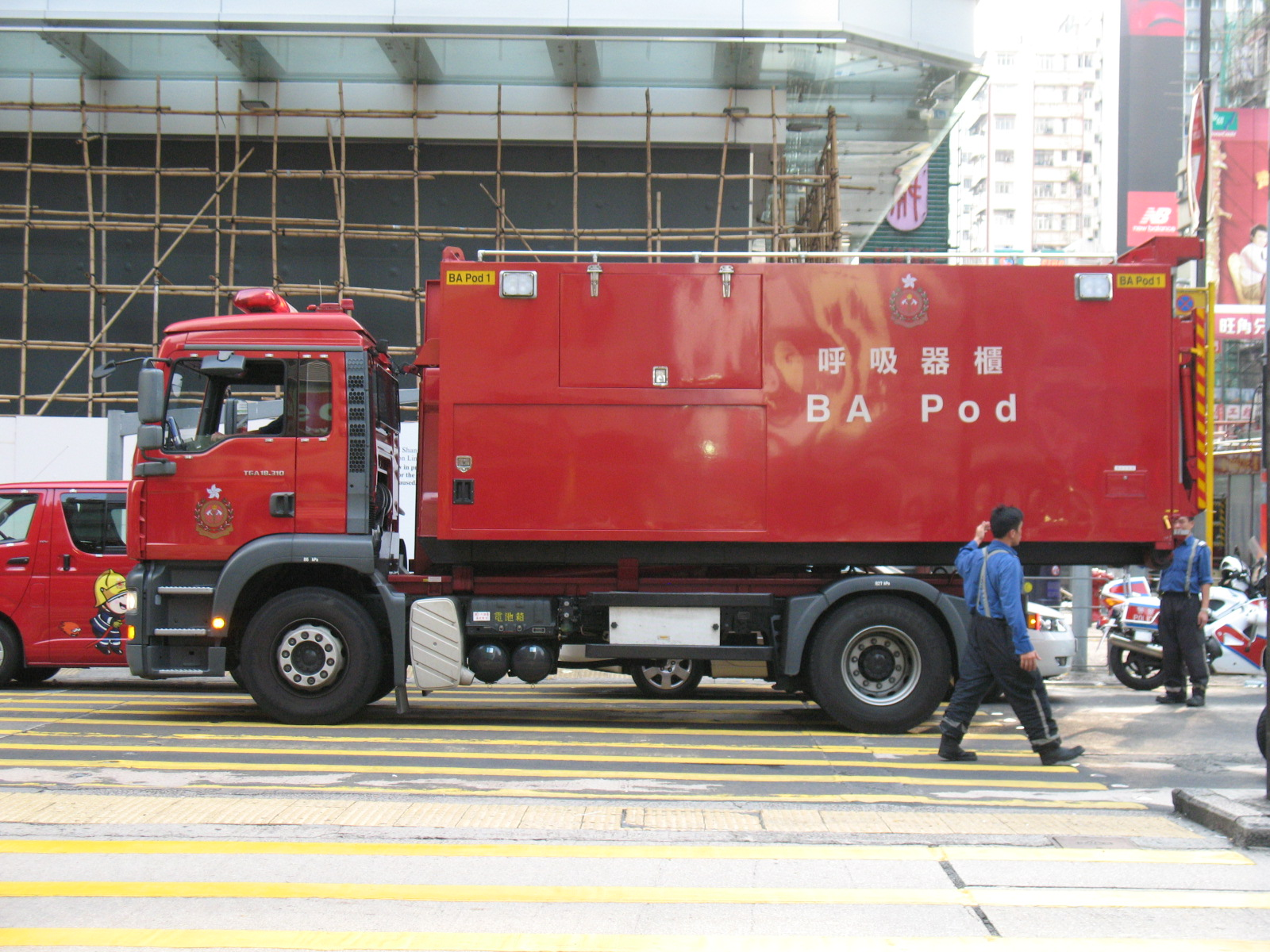
呼吸器櫃-HLT(BA Pod)
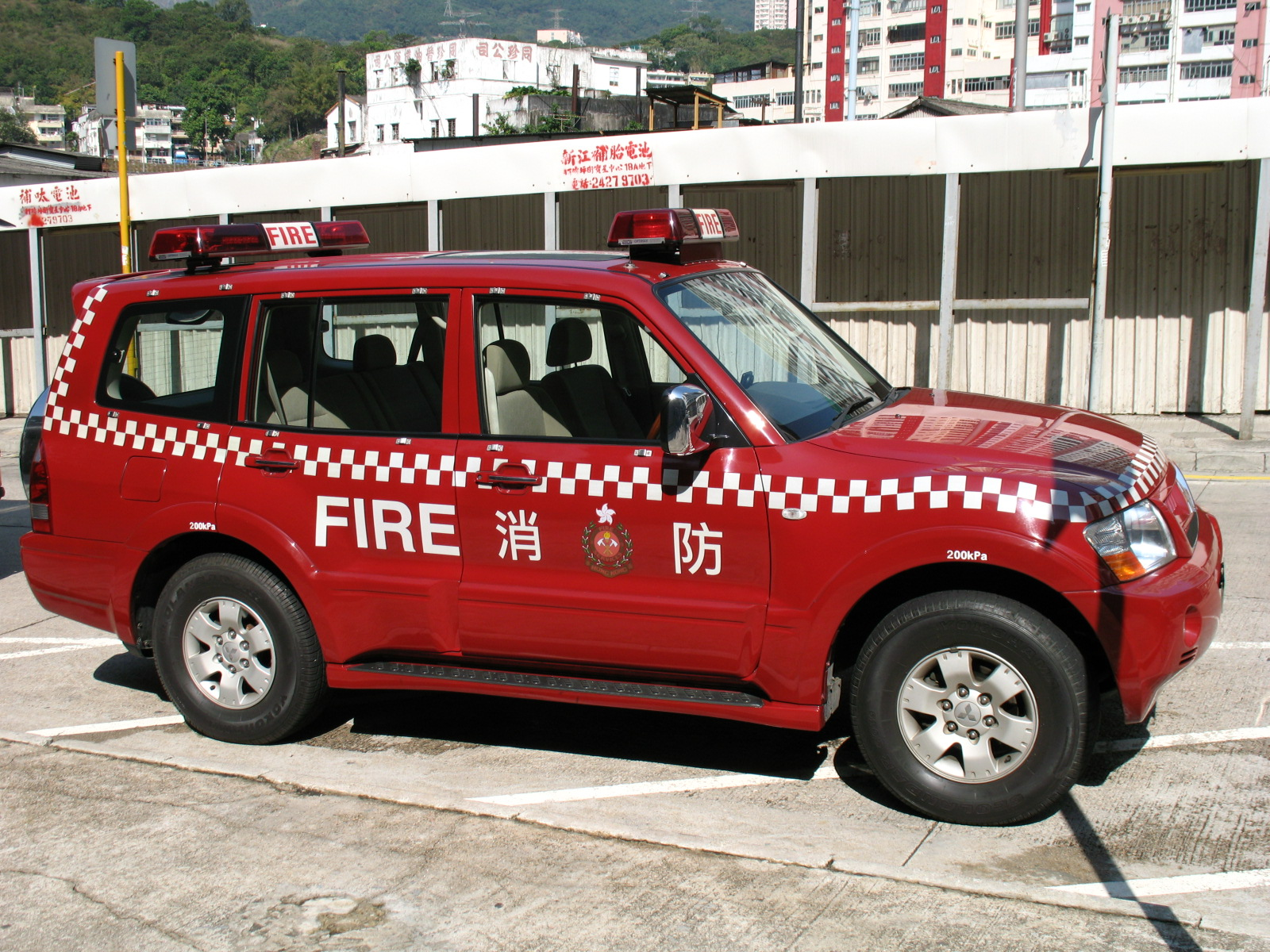
前線指揮車-FCC
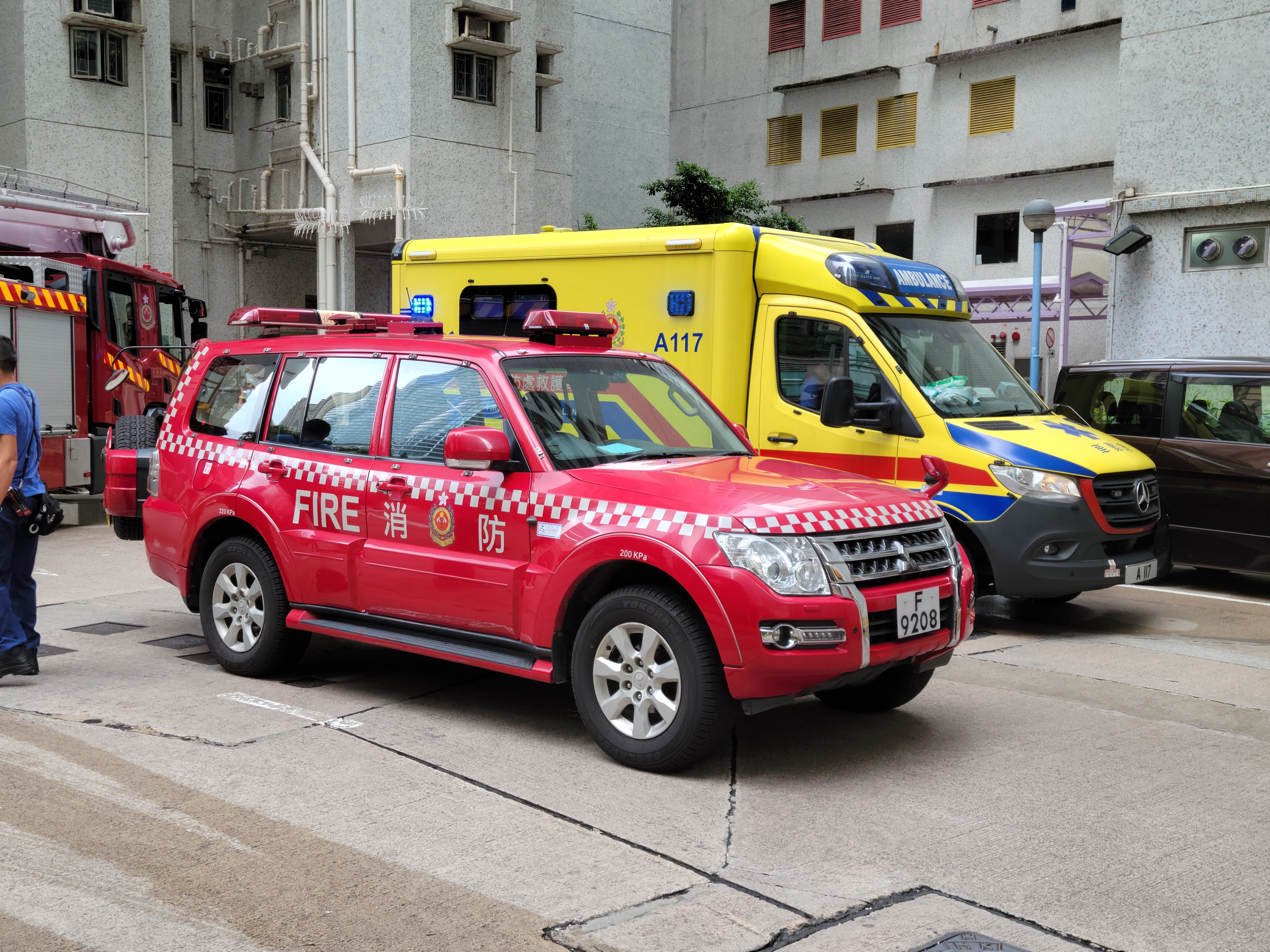
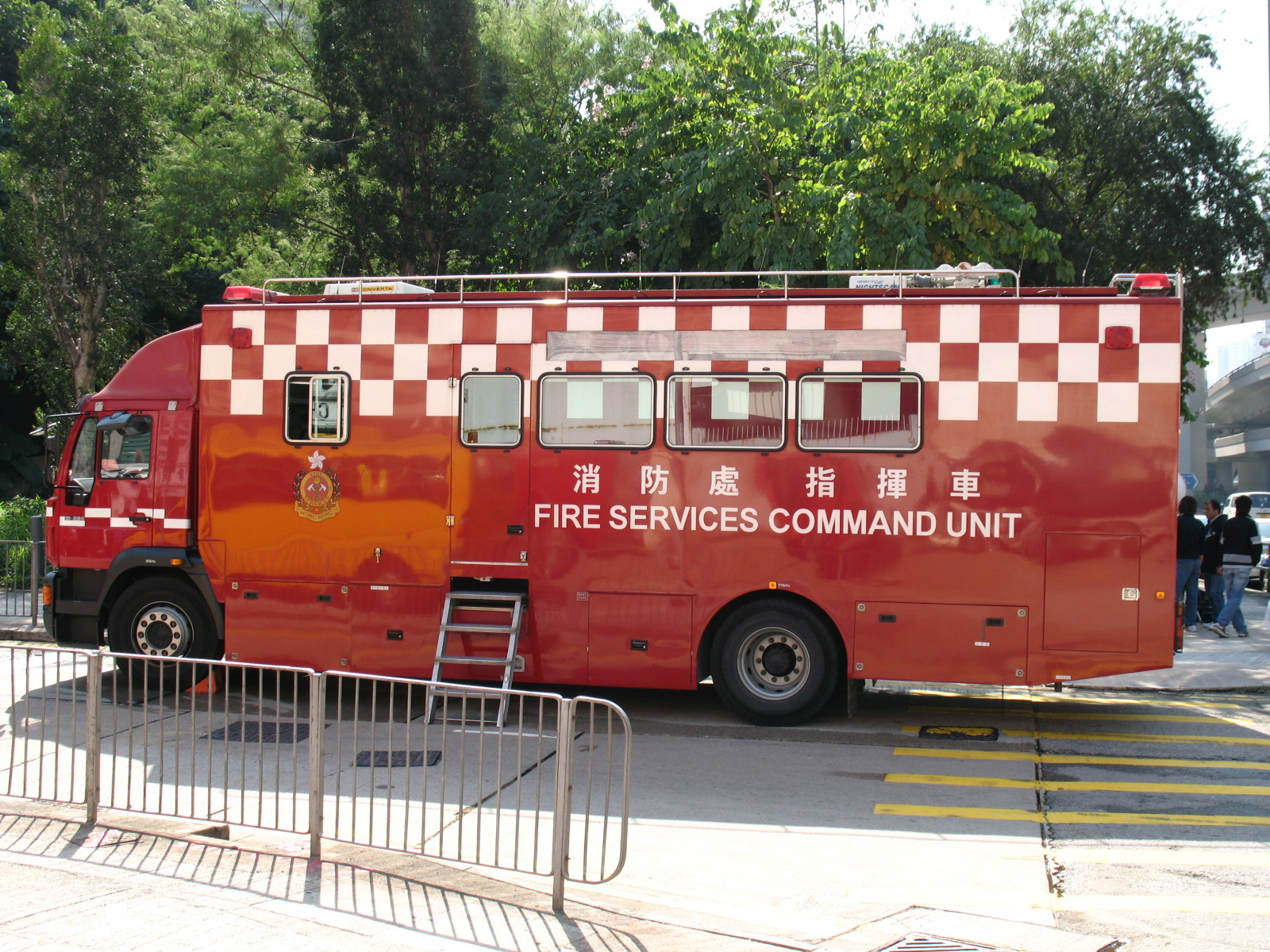
流動指揮車-MCU
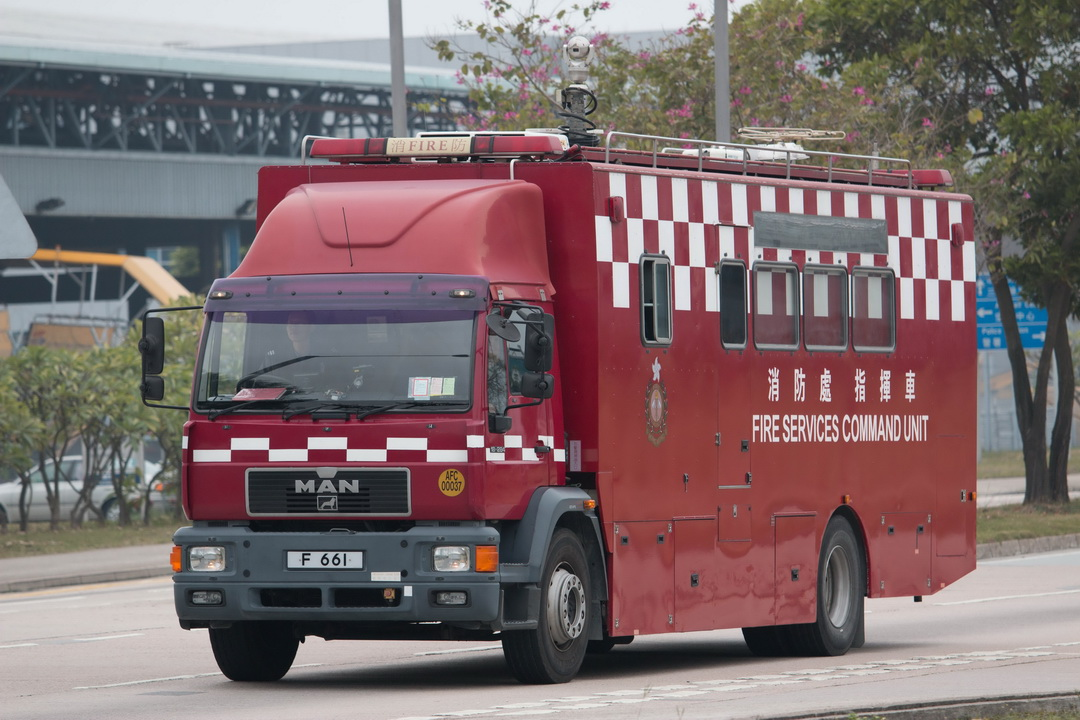
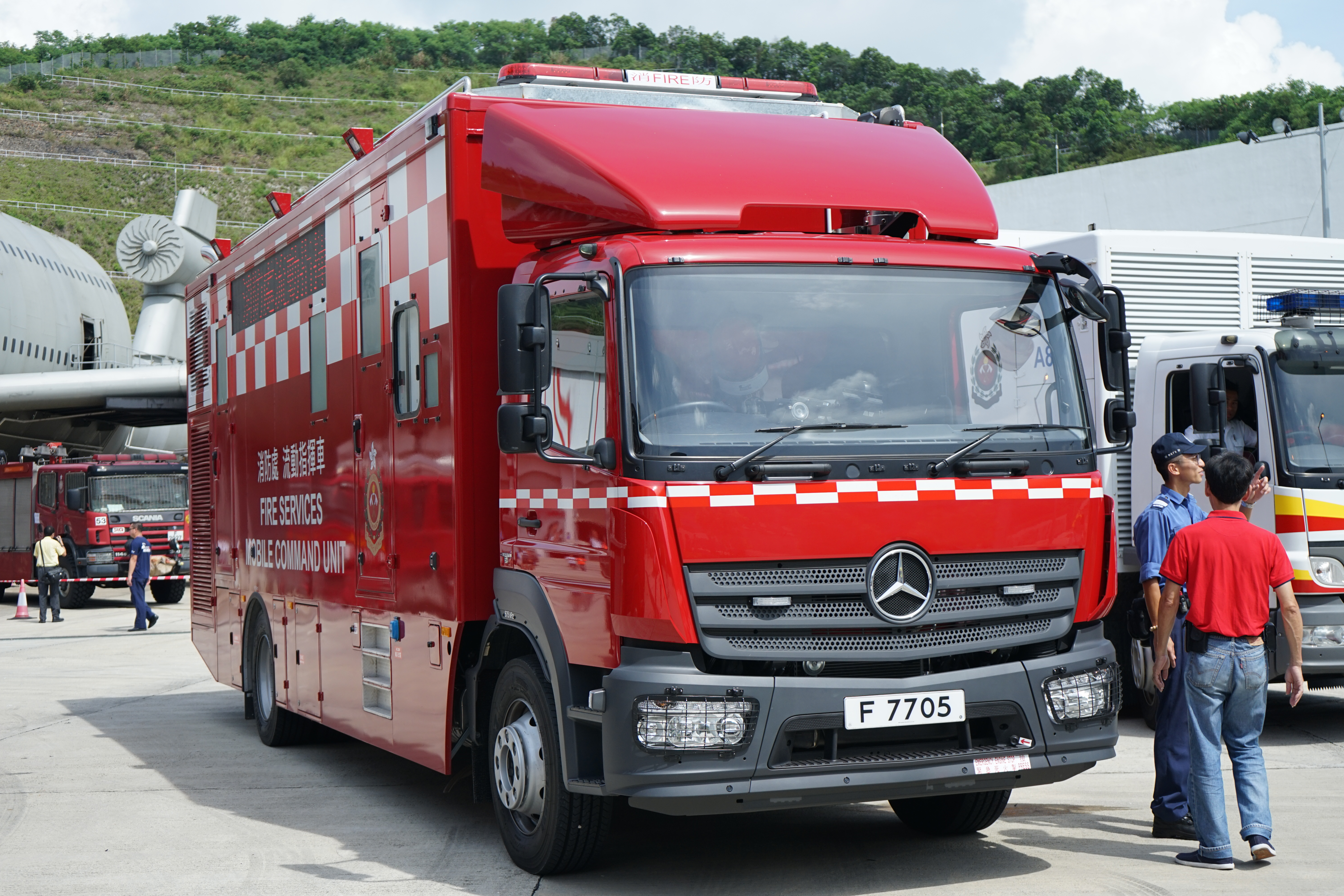
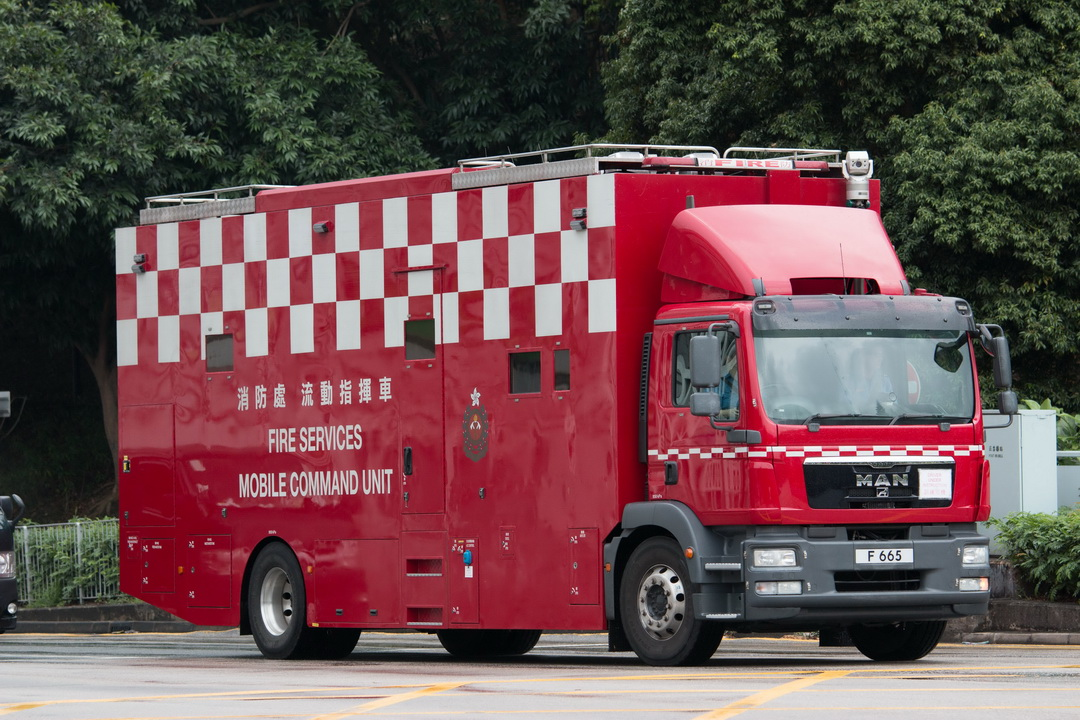
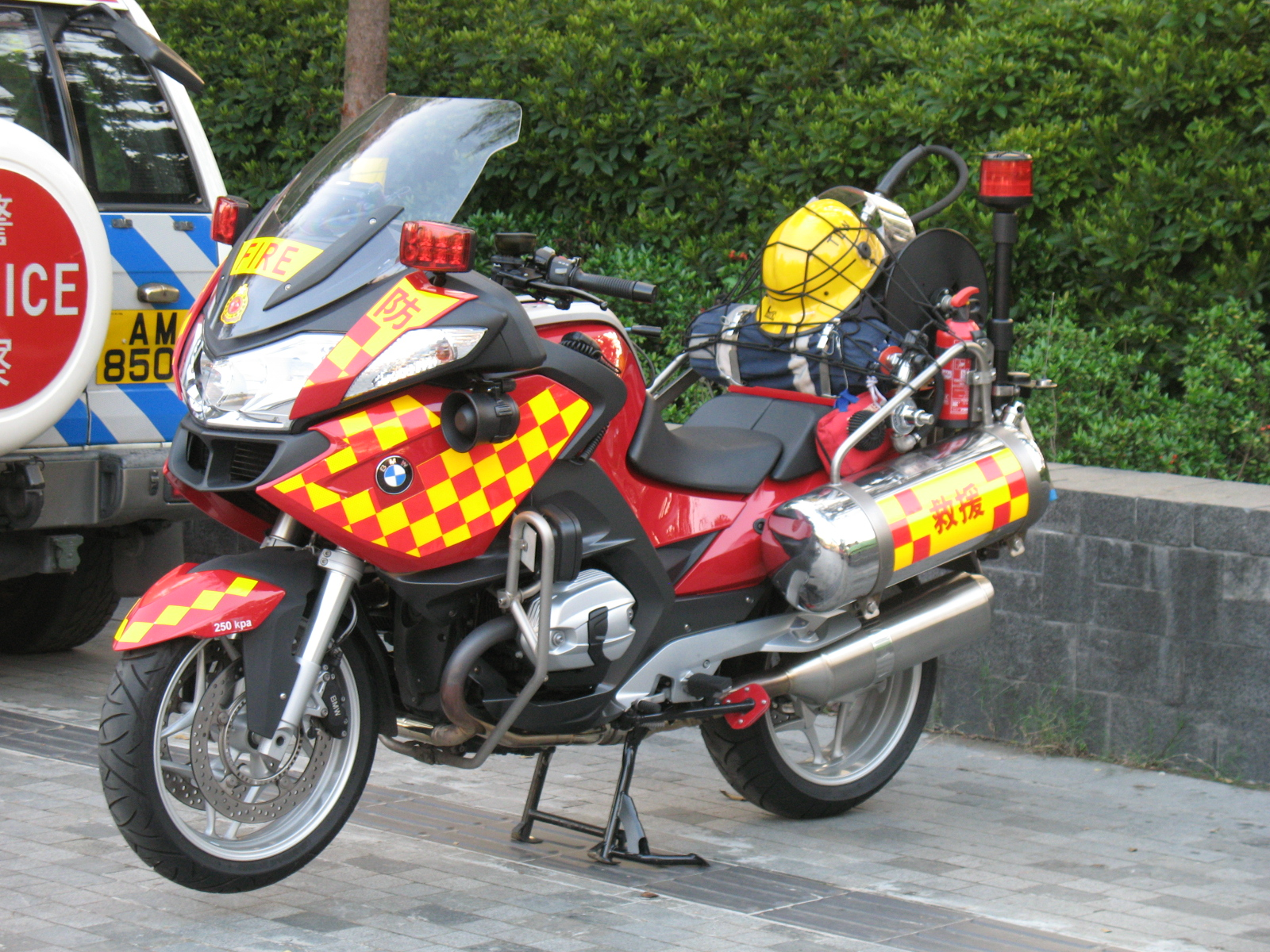
消防電單車-FMC
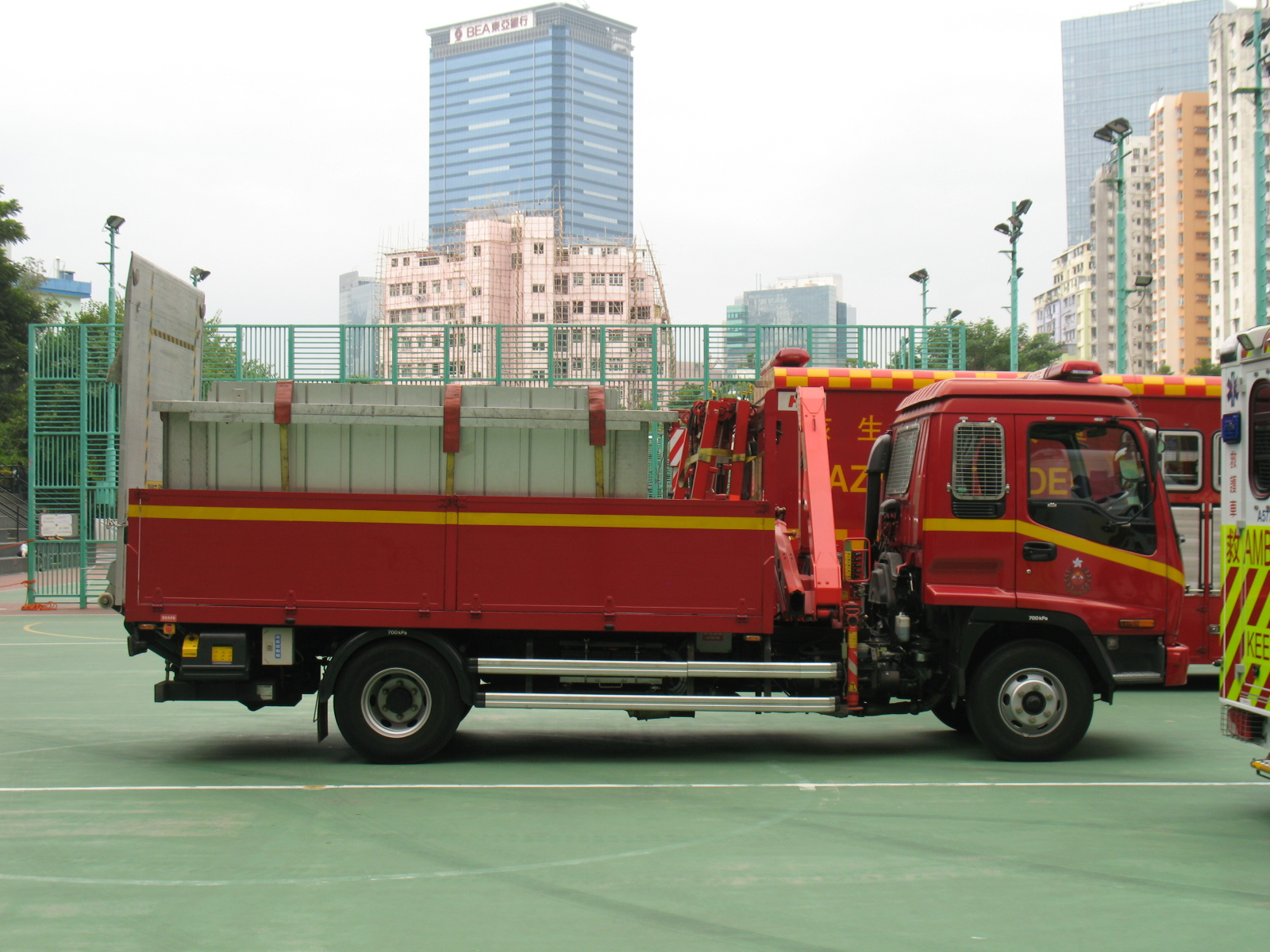
流動滅火支援機運載車
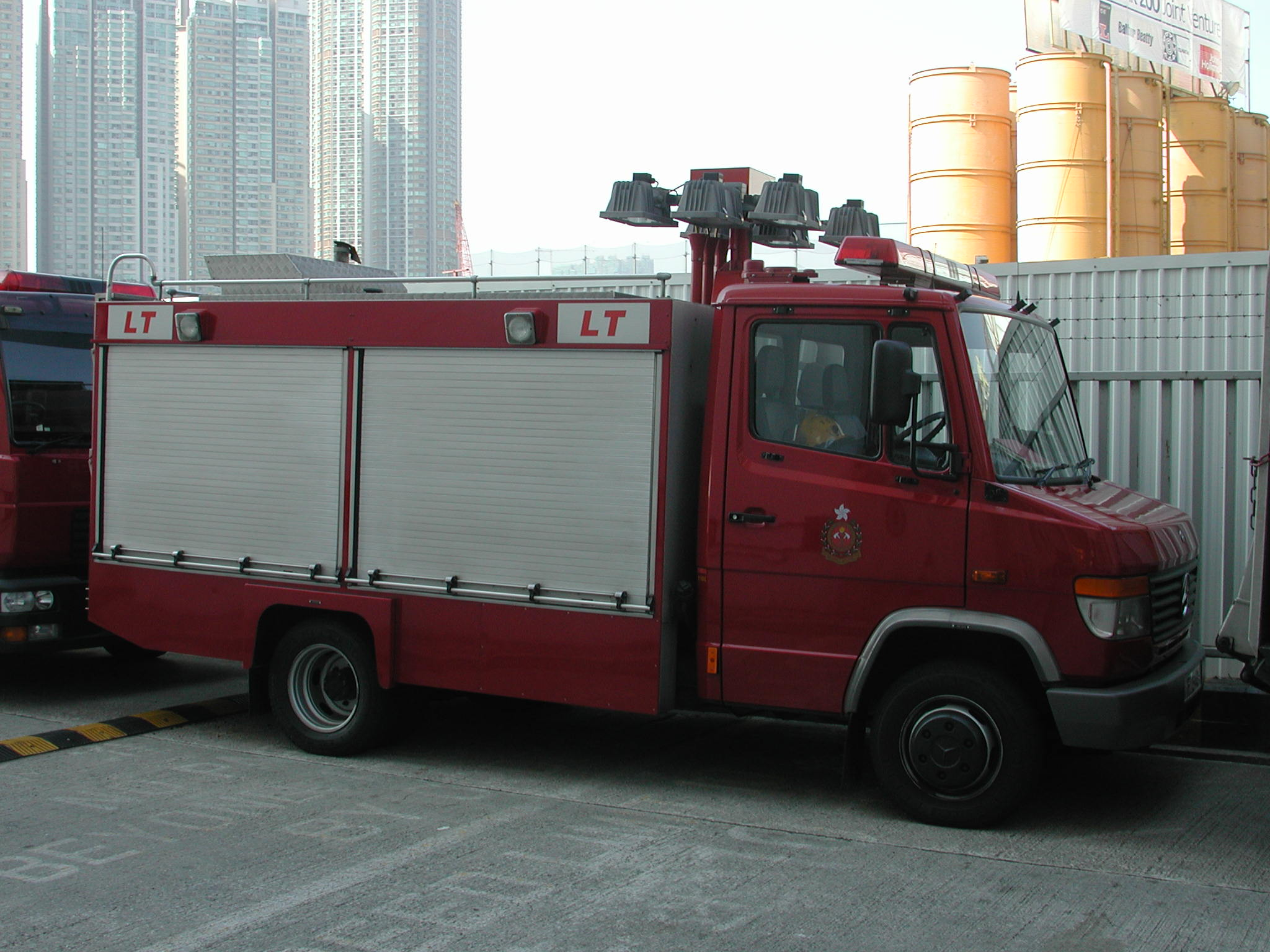
照明車-LT
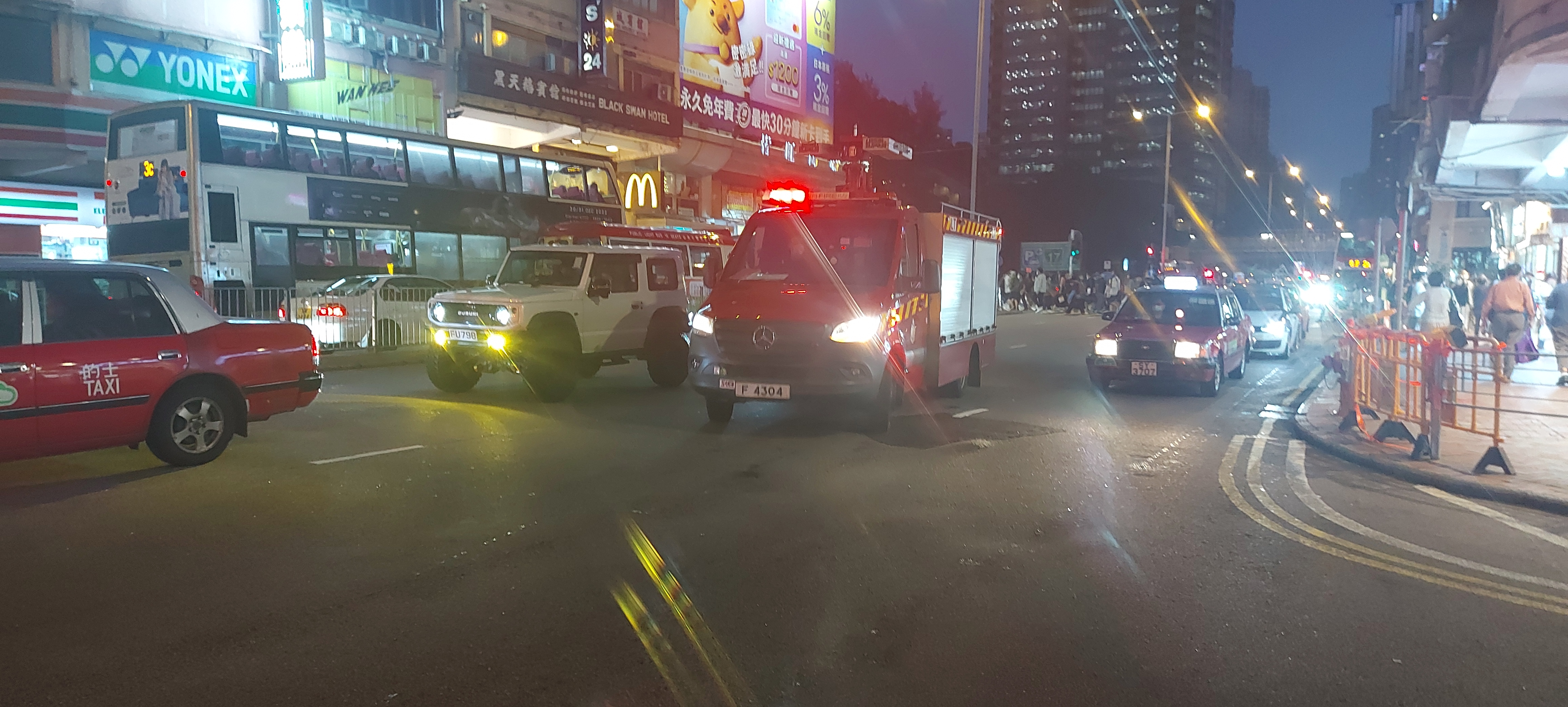
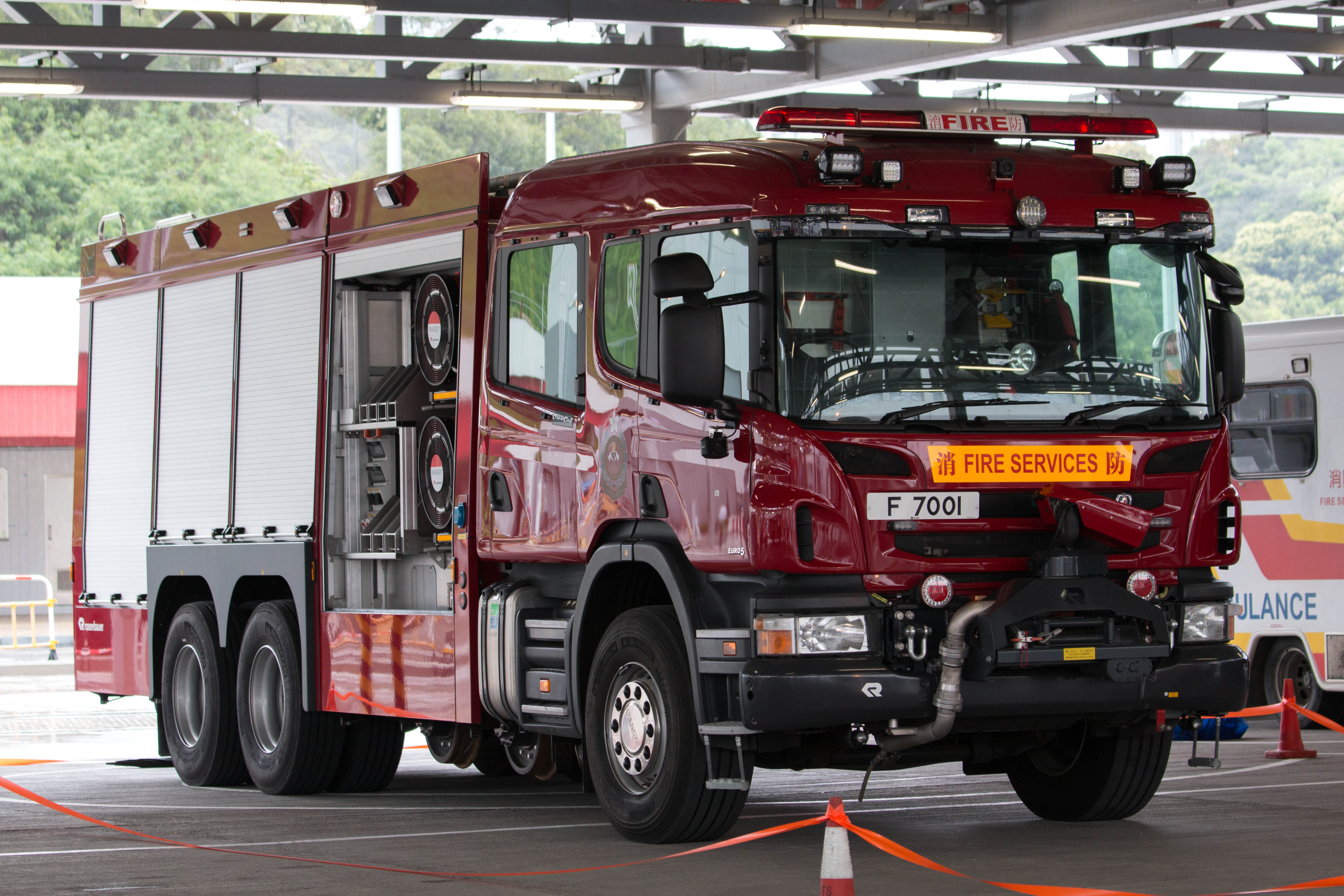
軌路兩用車
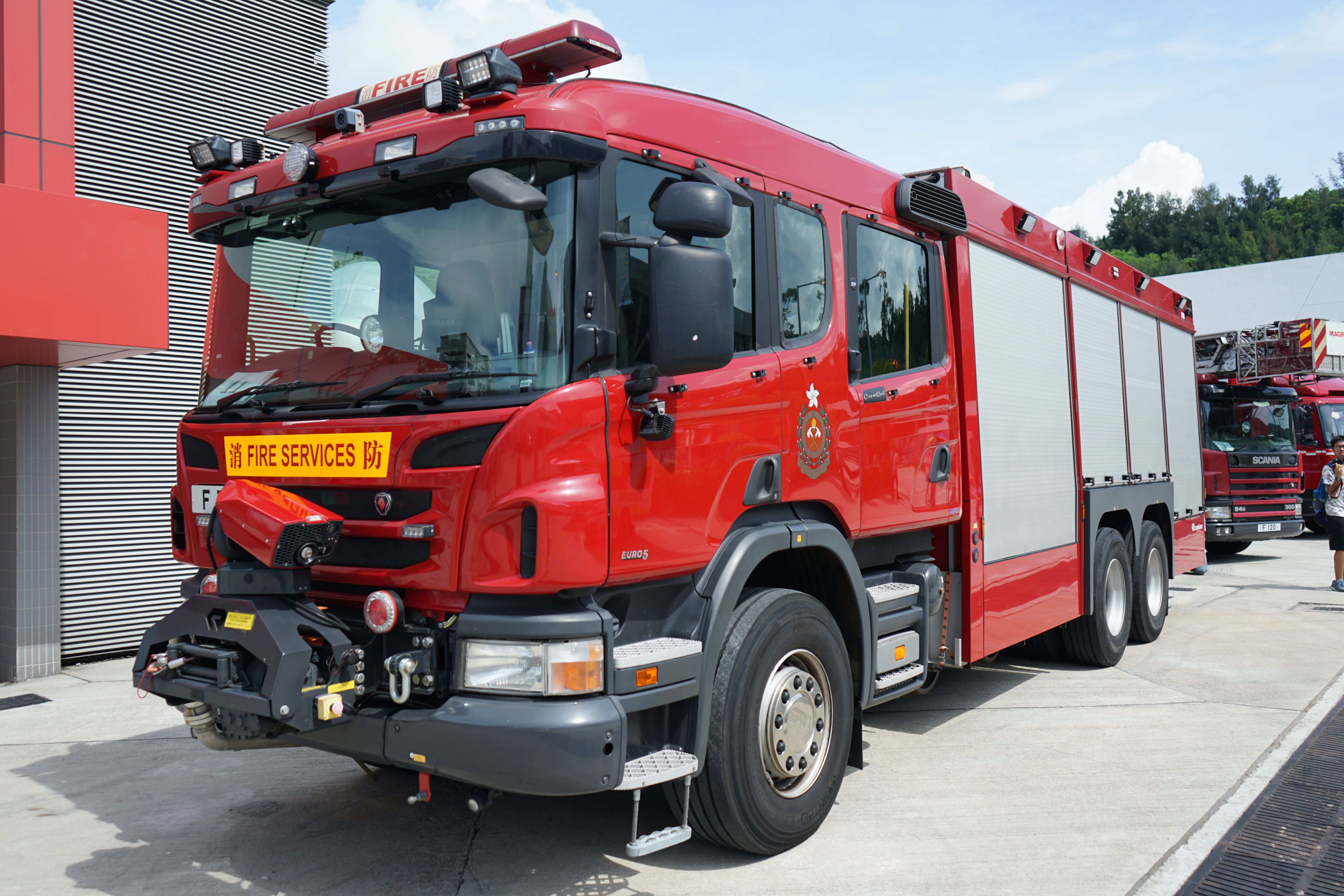
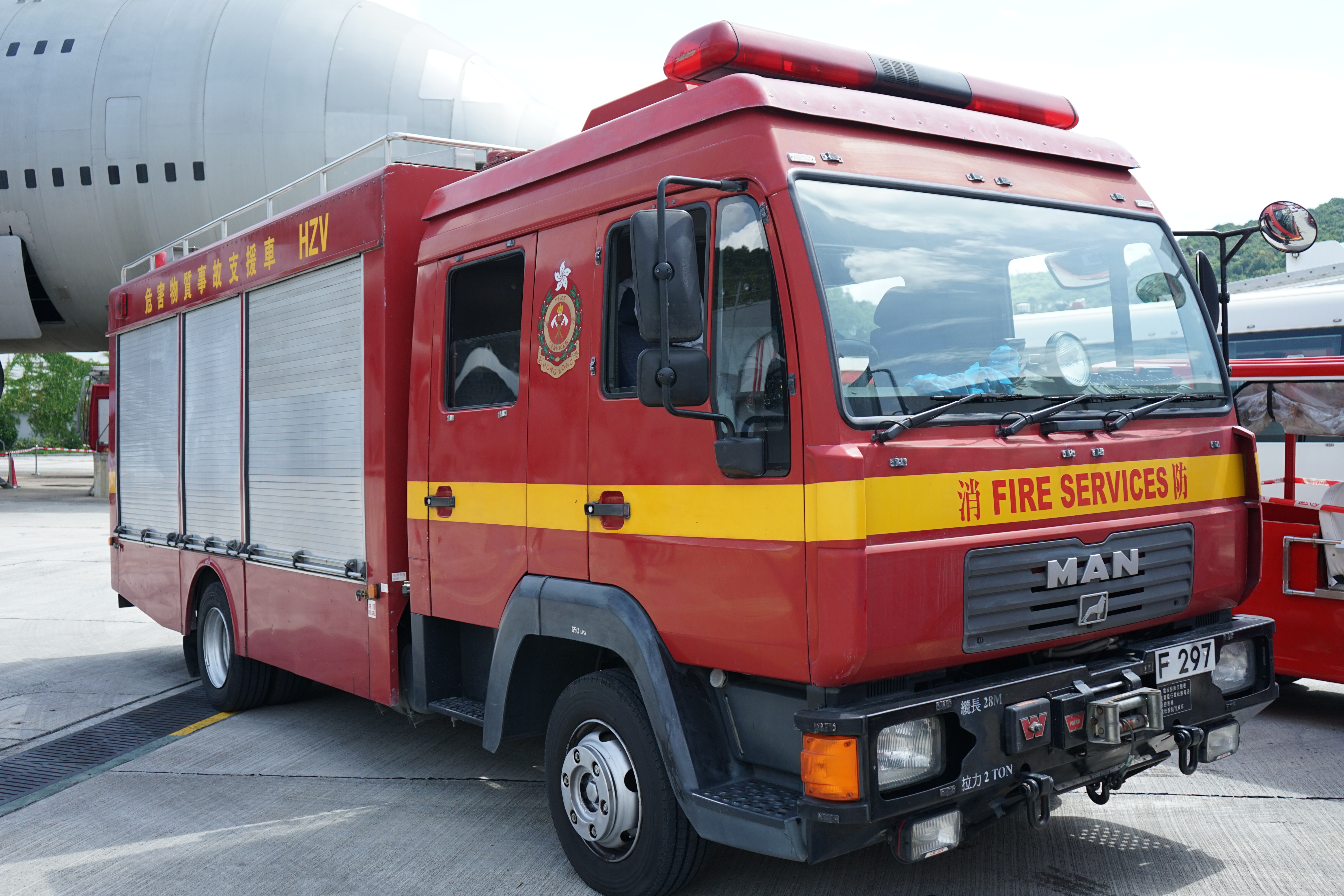
危害物質事故支援車
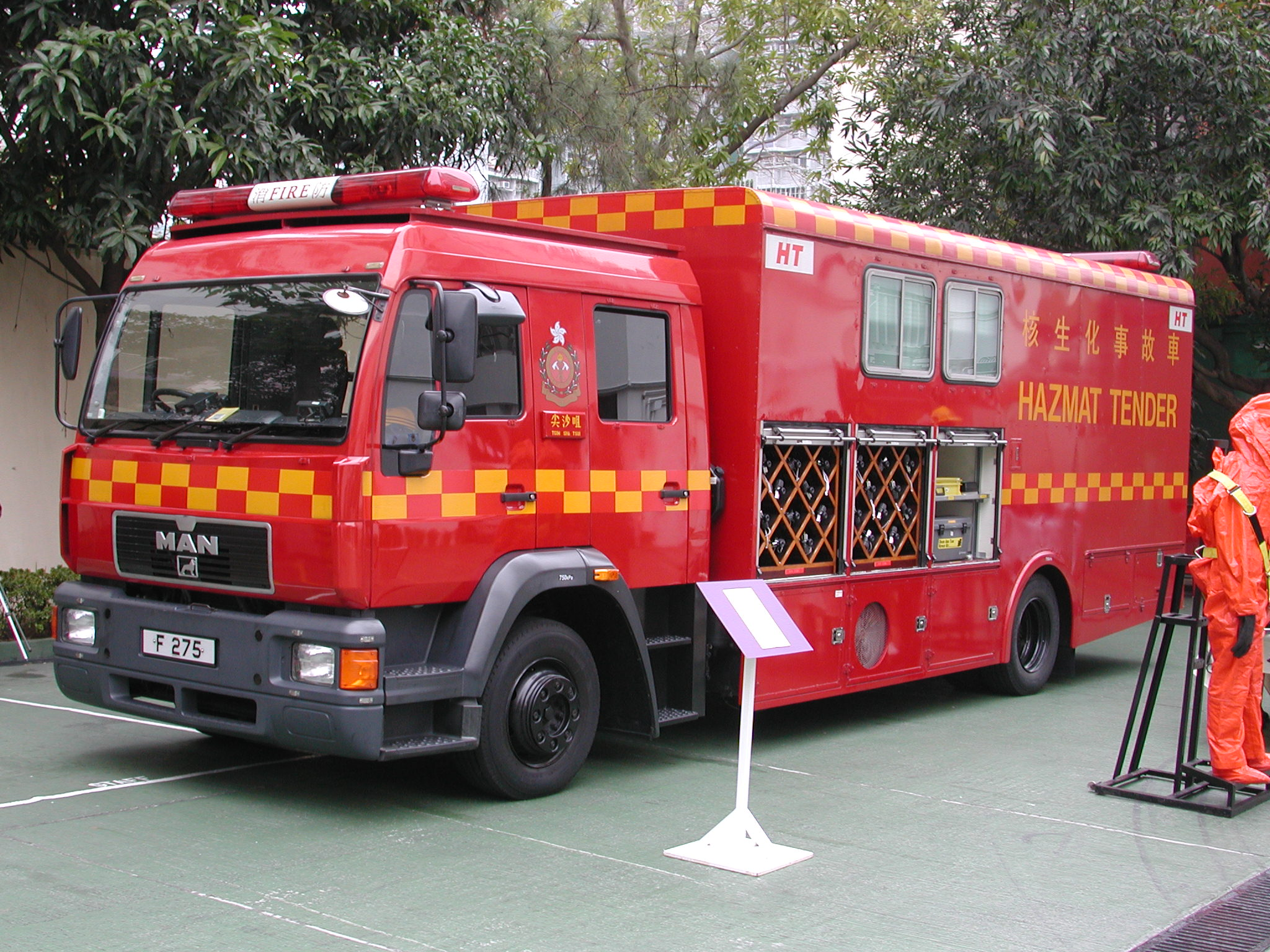
（危害物質專隊）危害物質處理車-HT
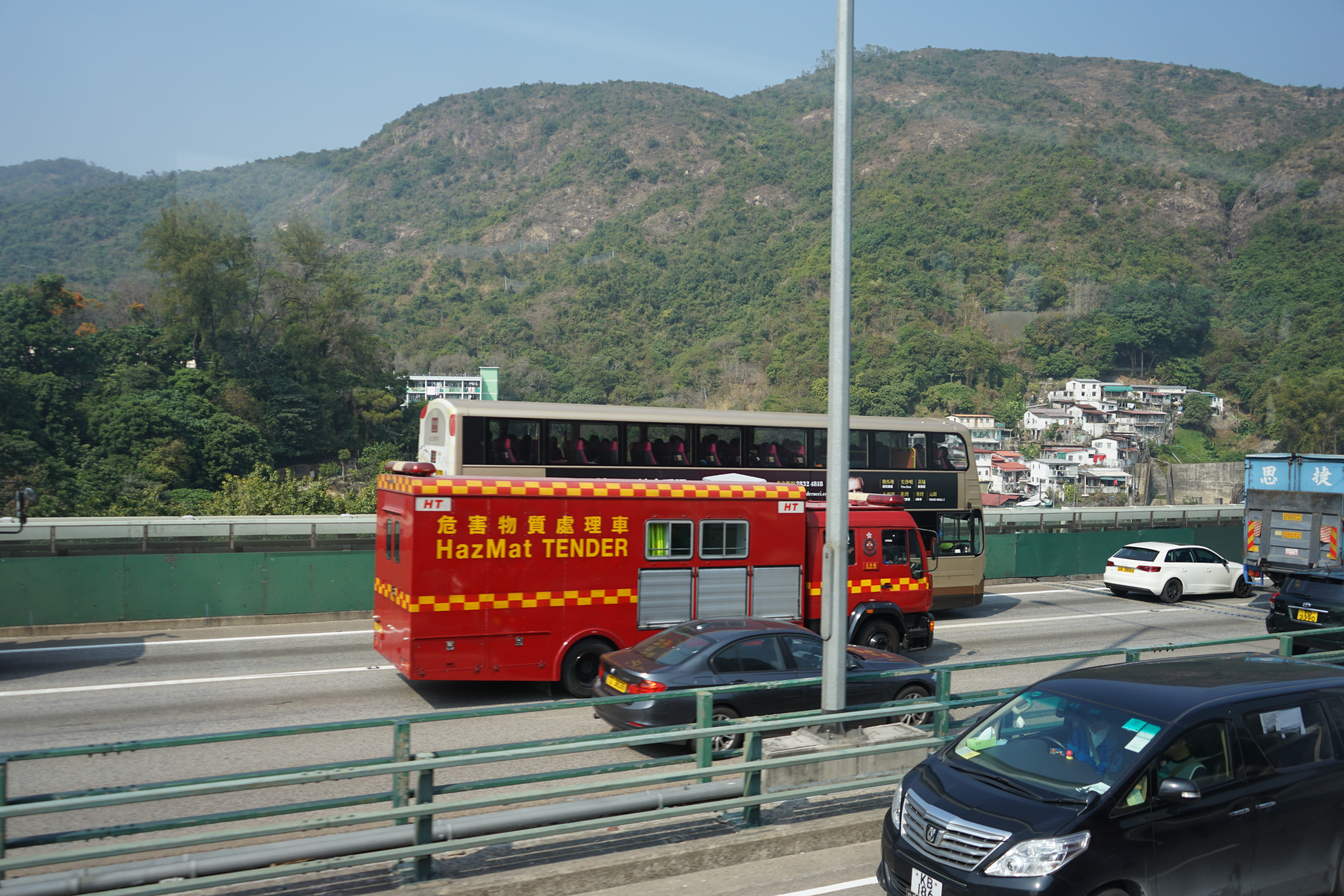
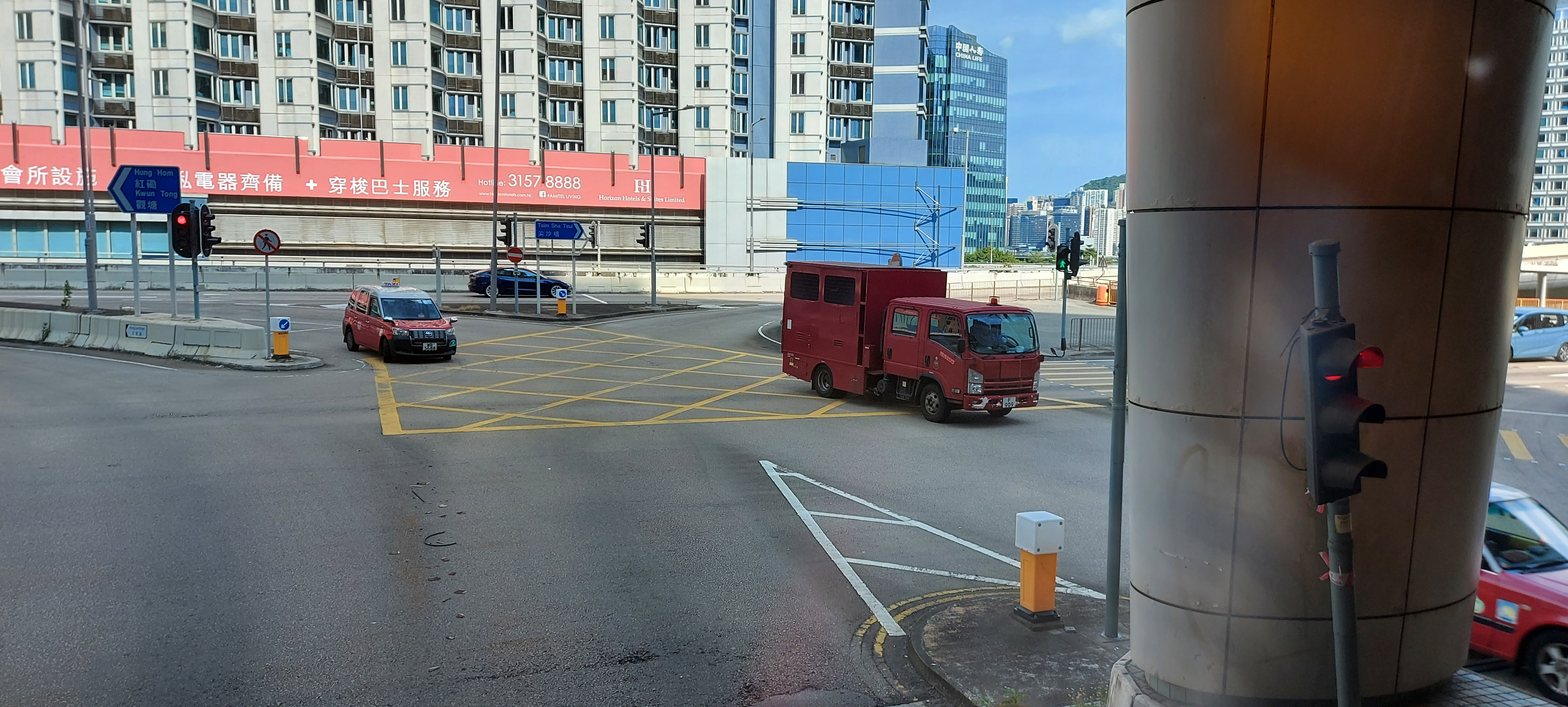
危險品貨車
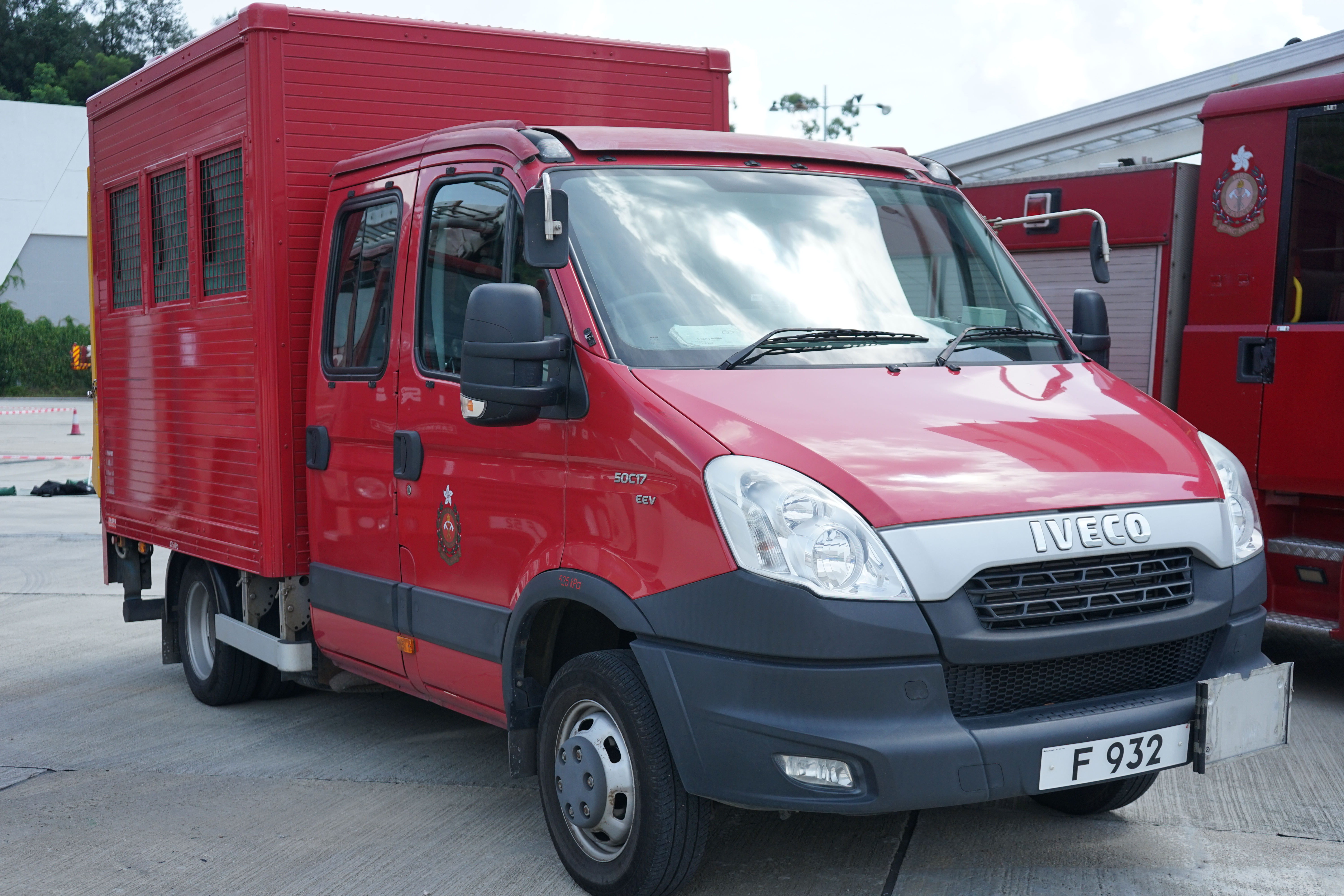
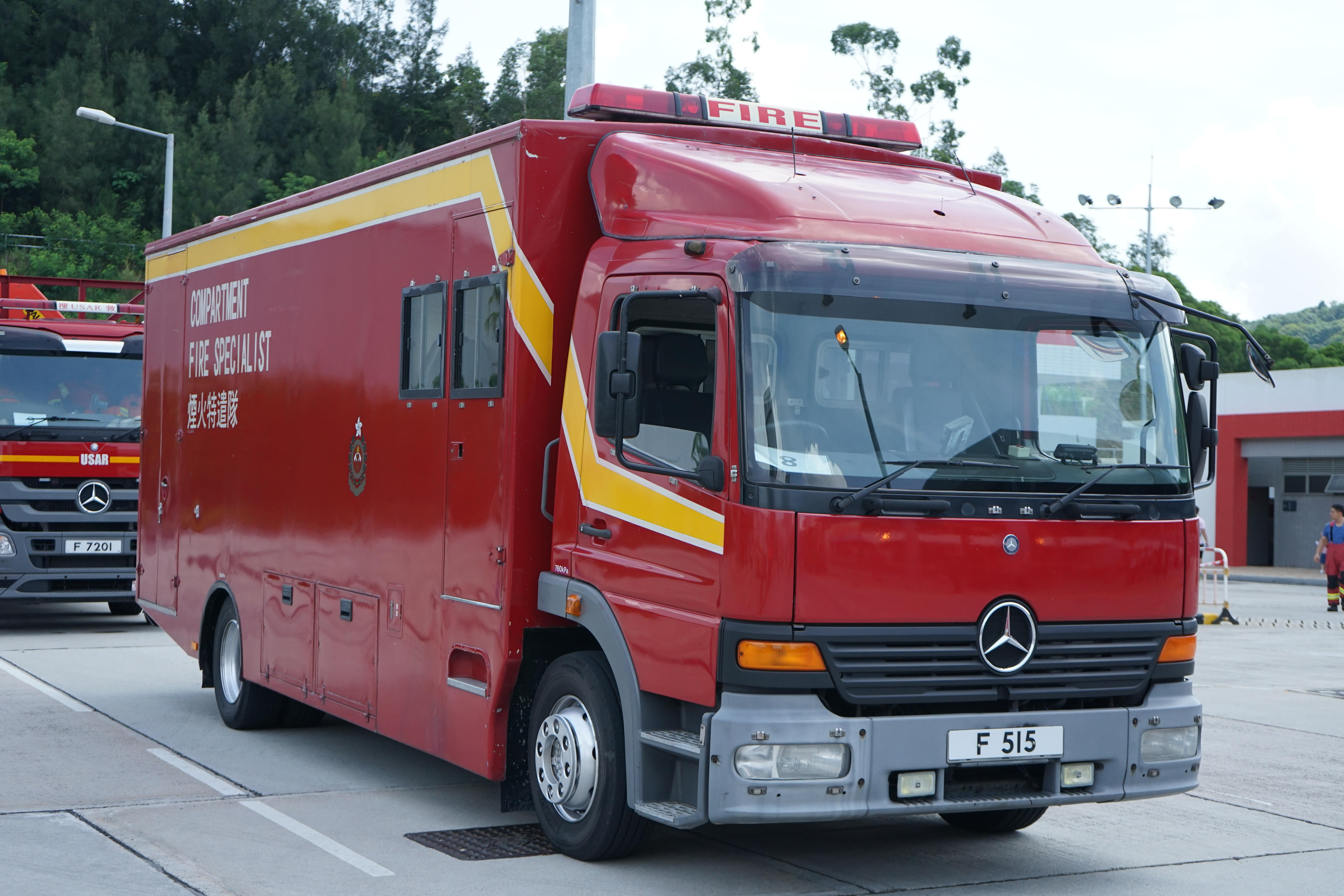
煙火特遣隊專車
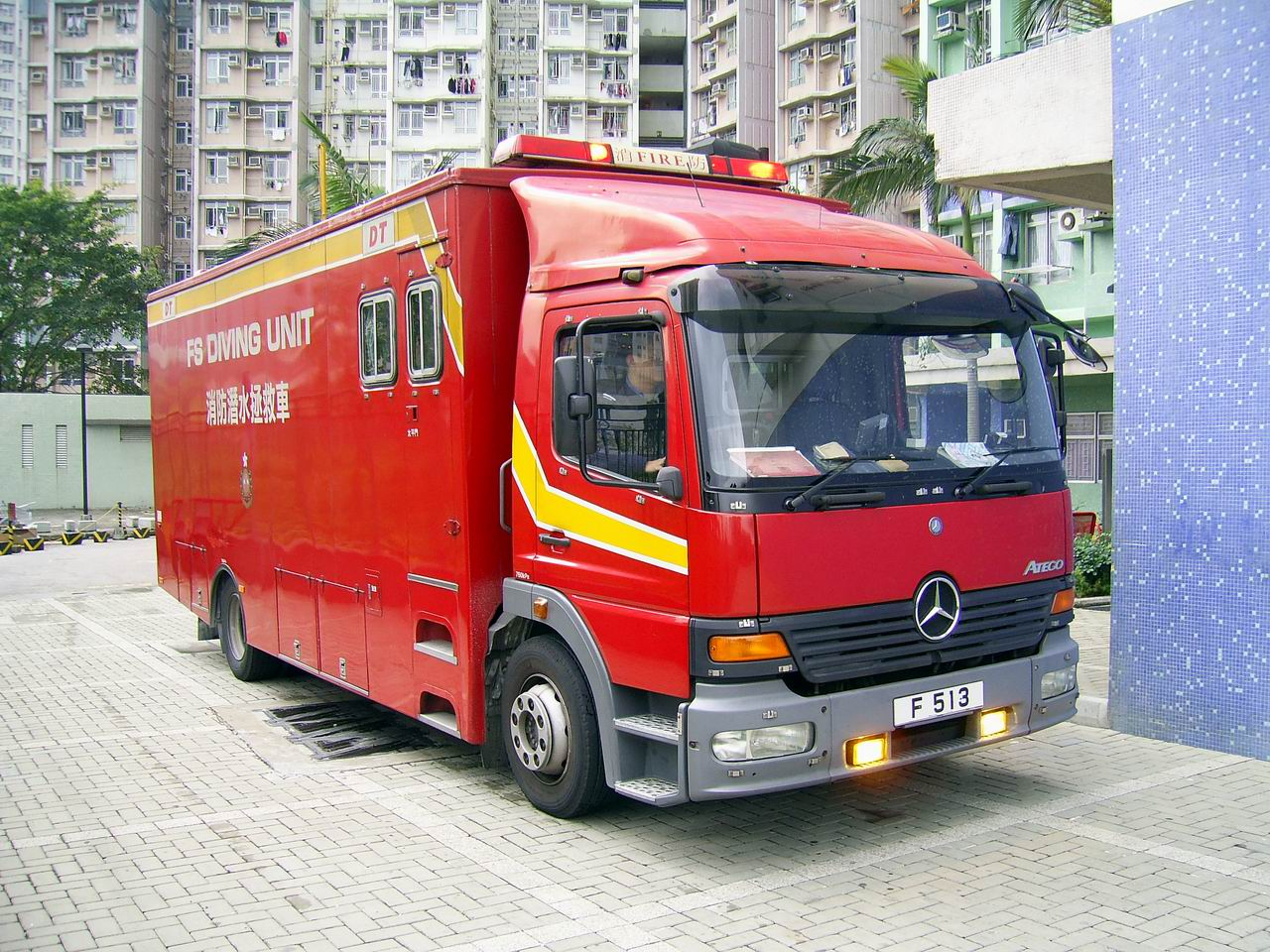
（潛水組）潛水拯救車-DT
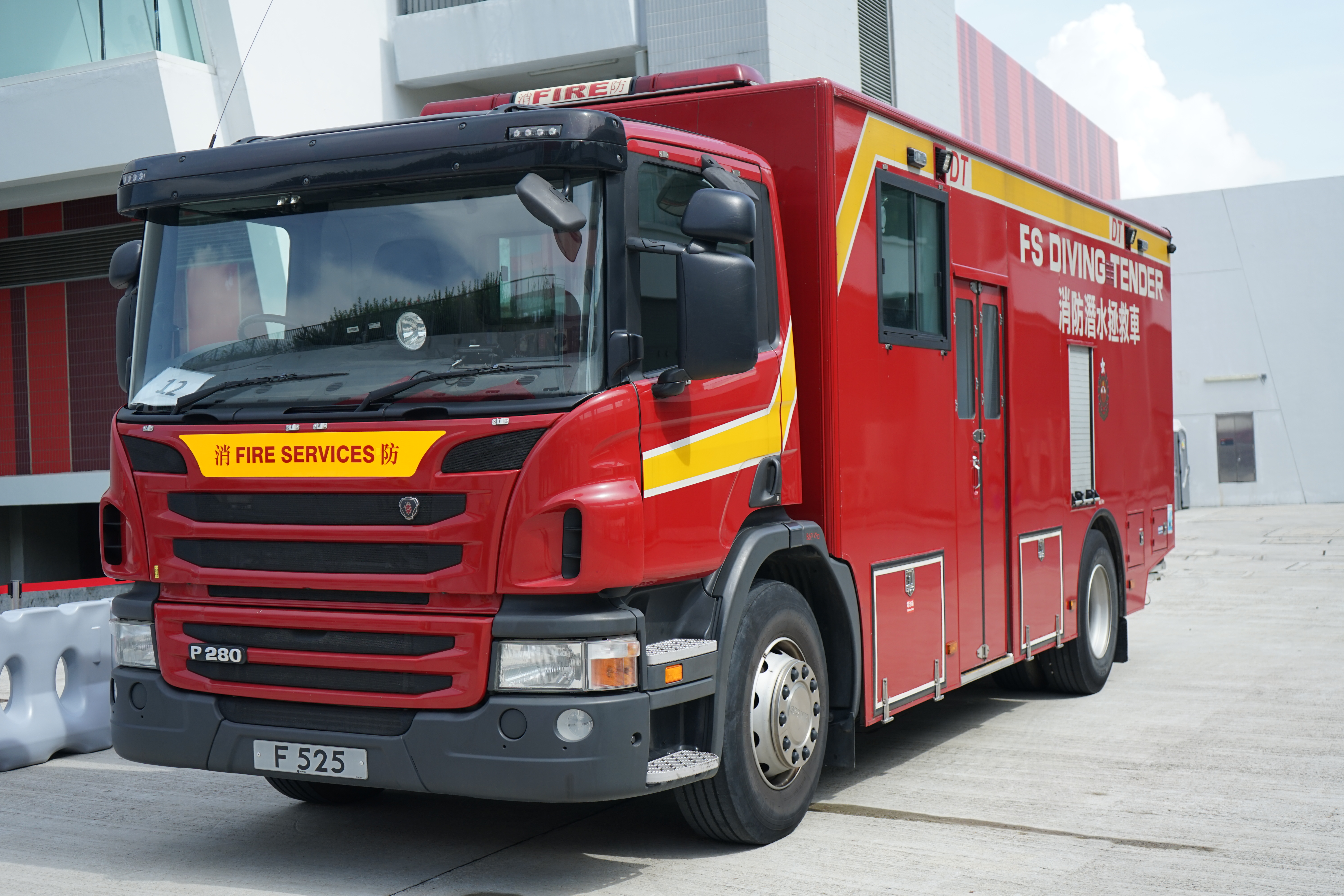
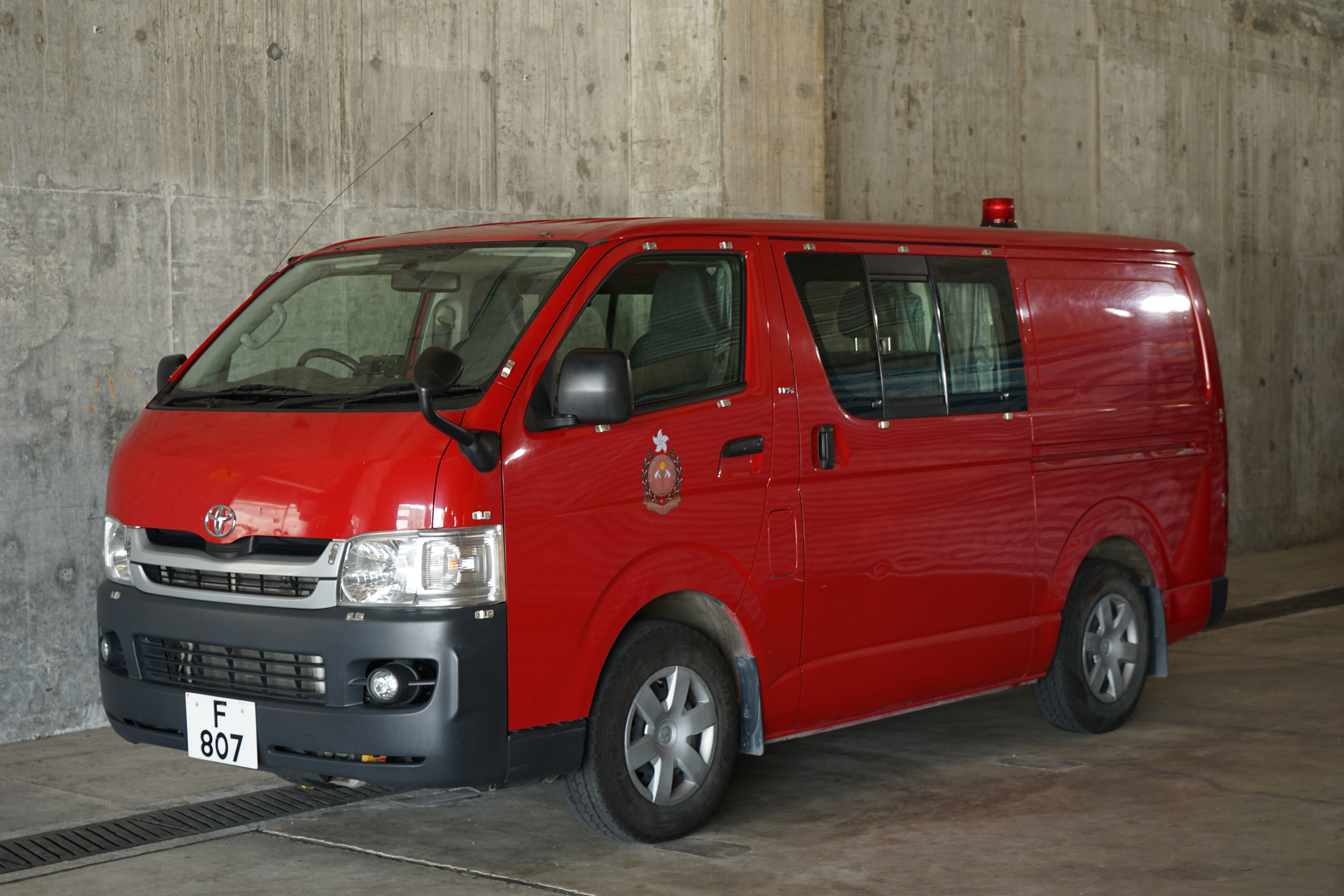
多用途客貨車
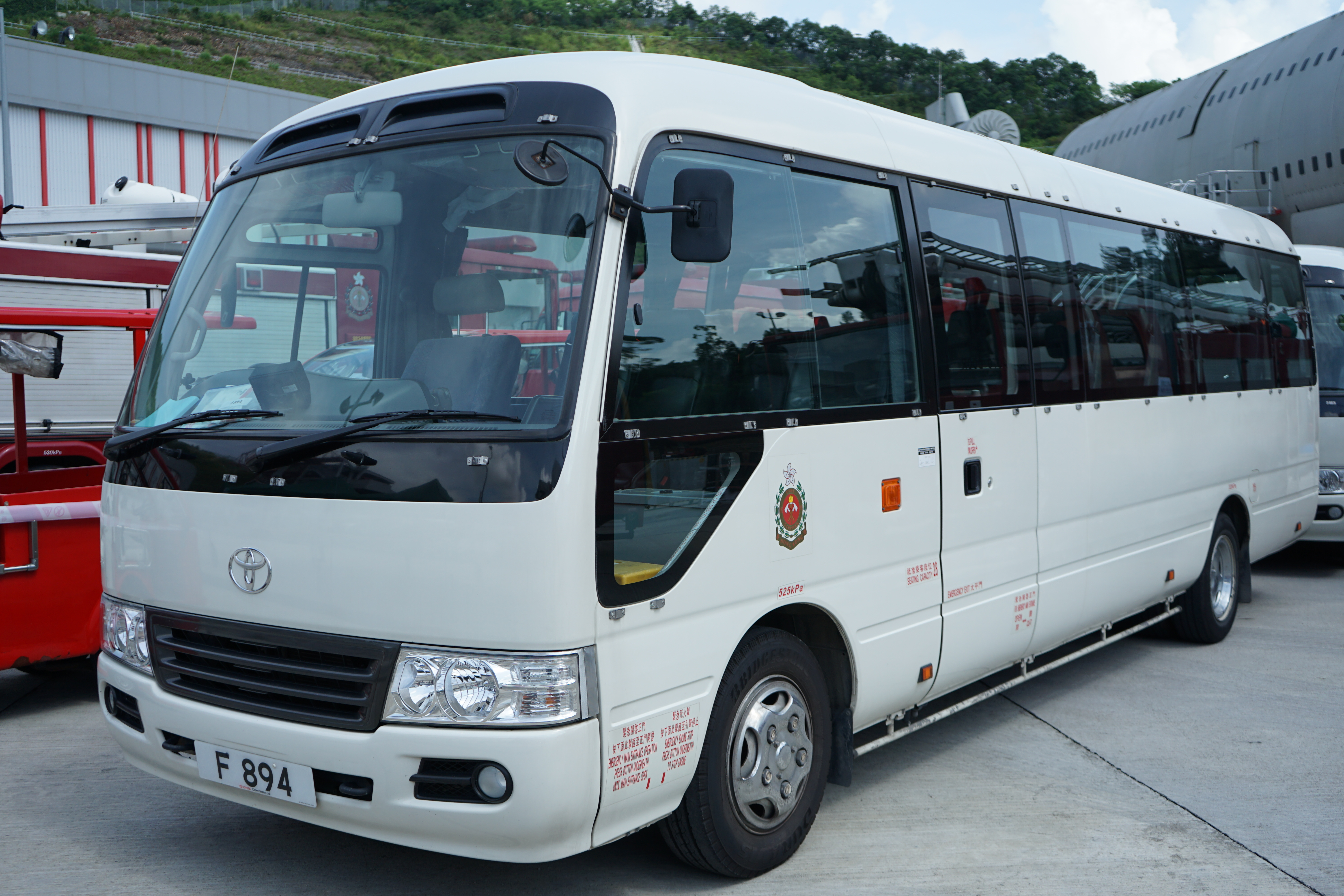
消防處客車
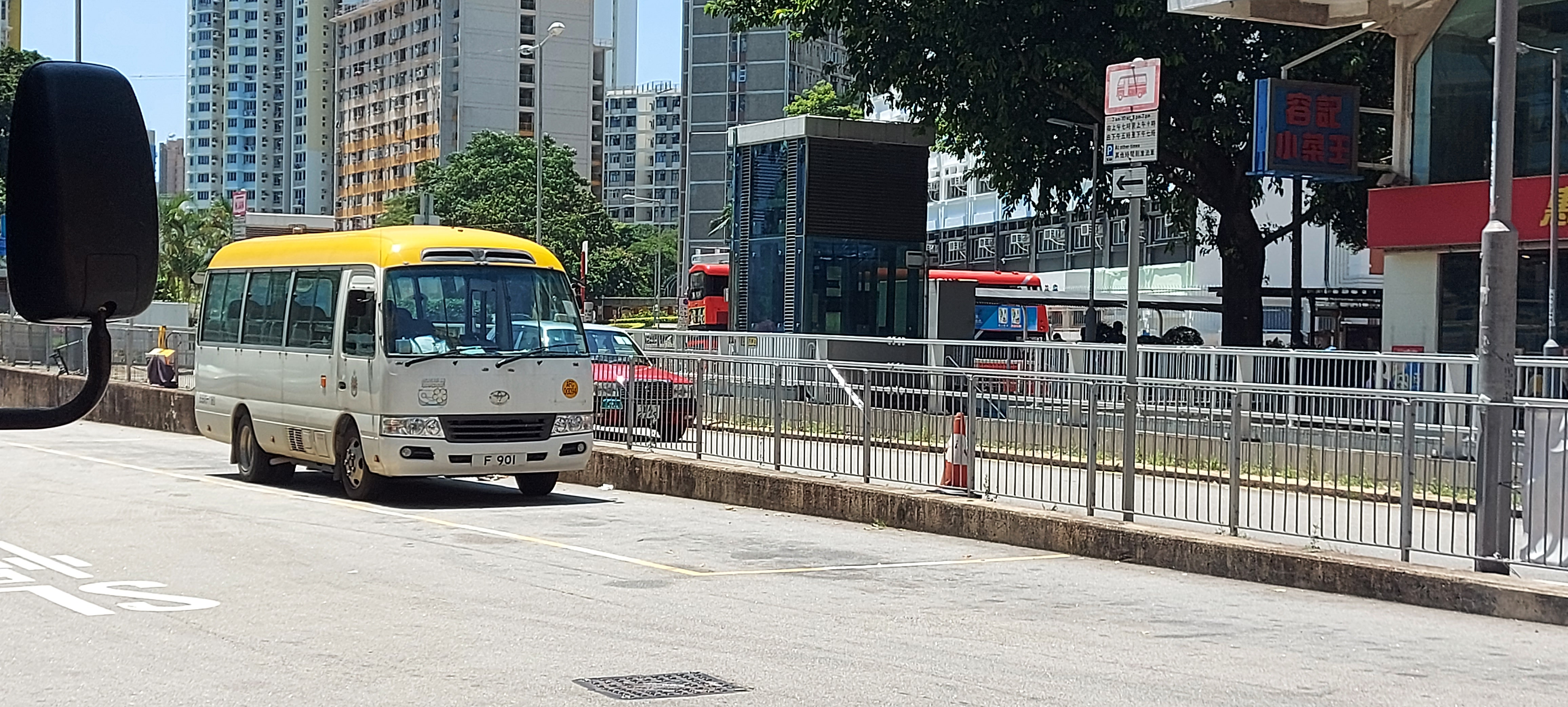
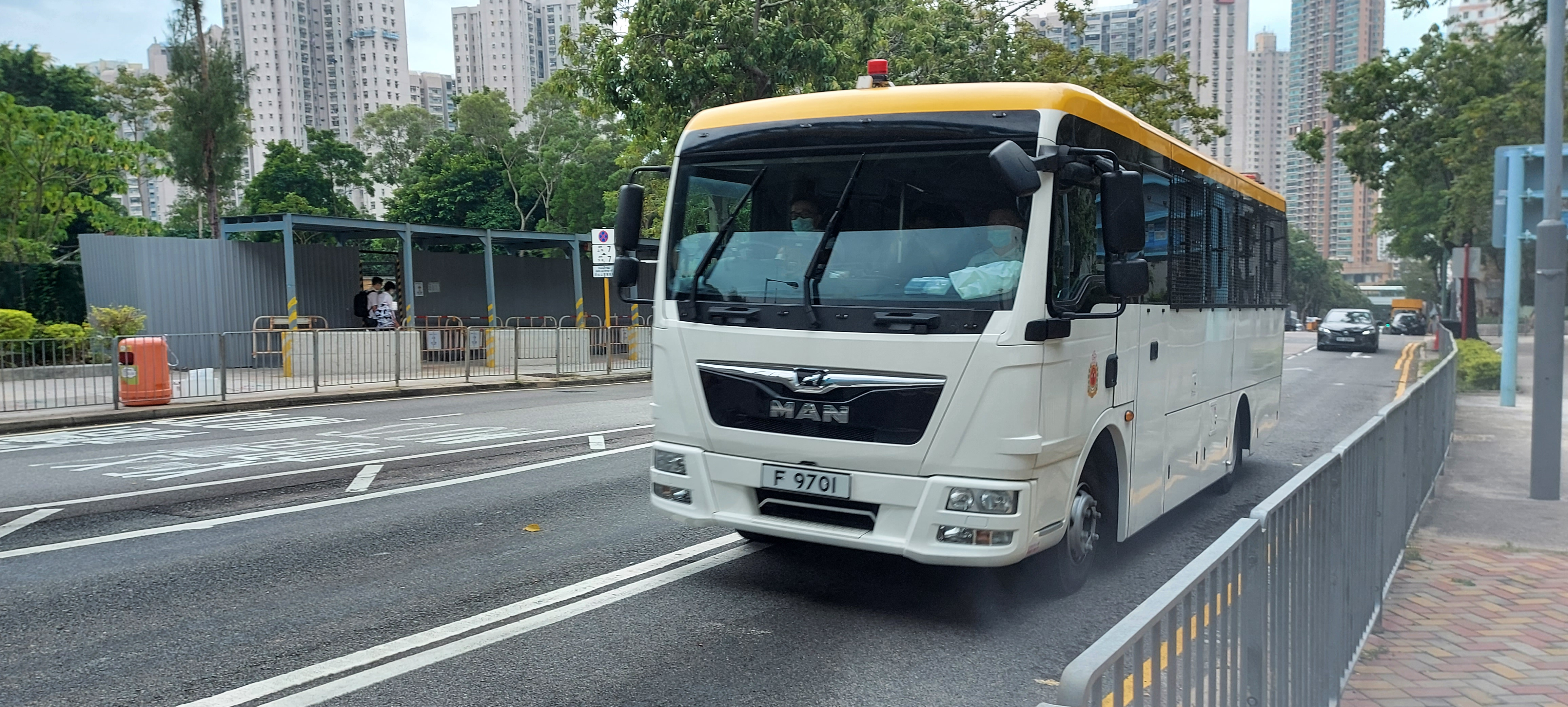
抬床運送及載客兩用車
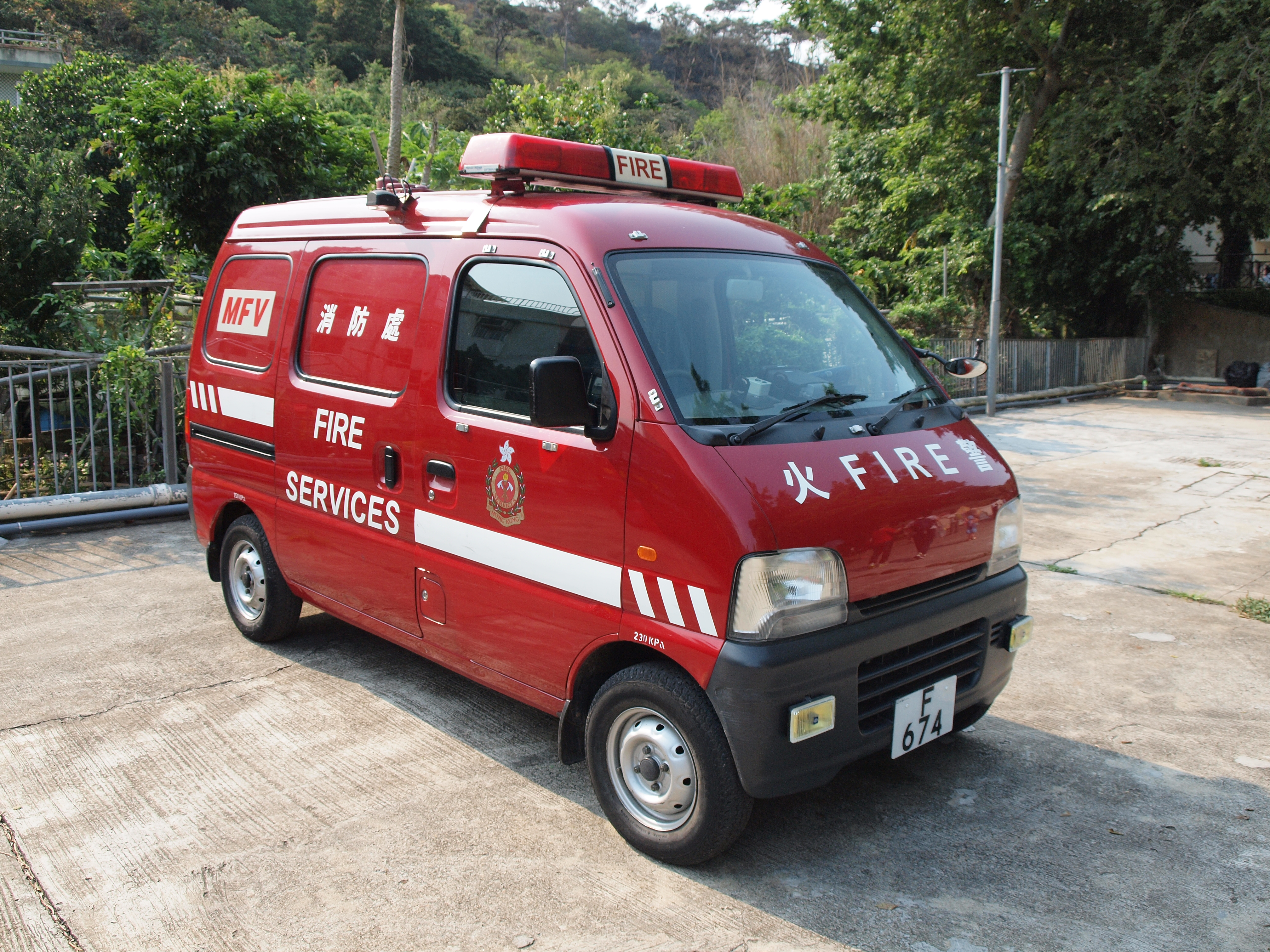
小型裝備車-MFV
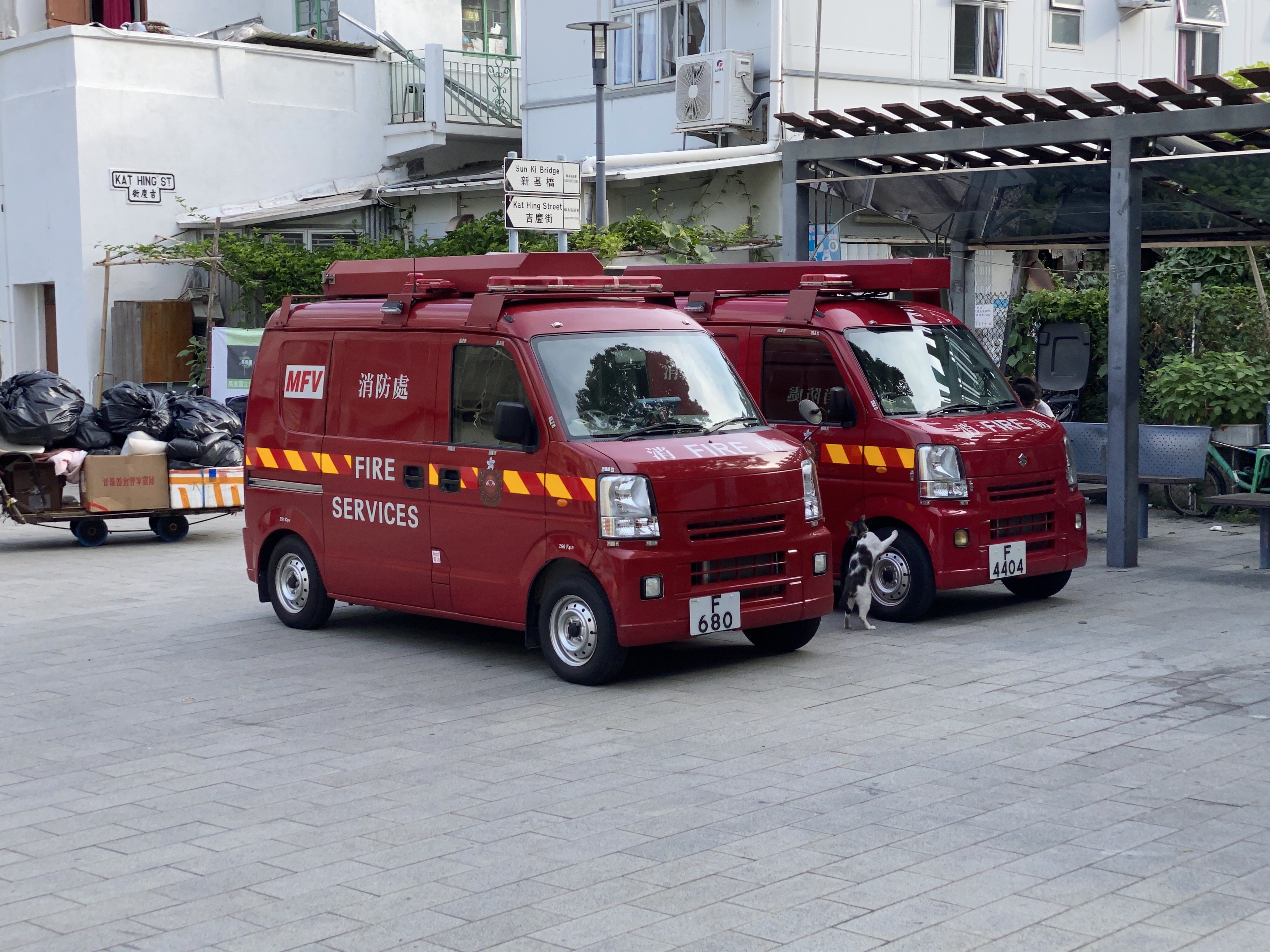
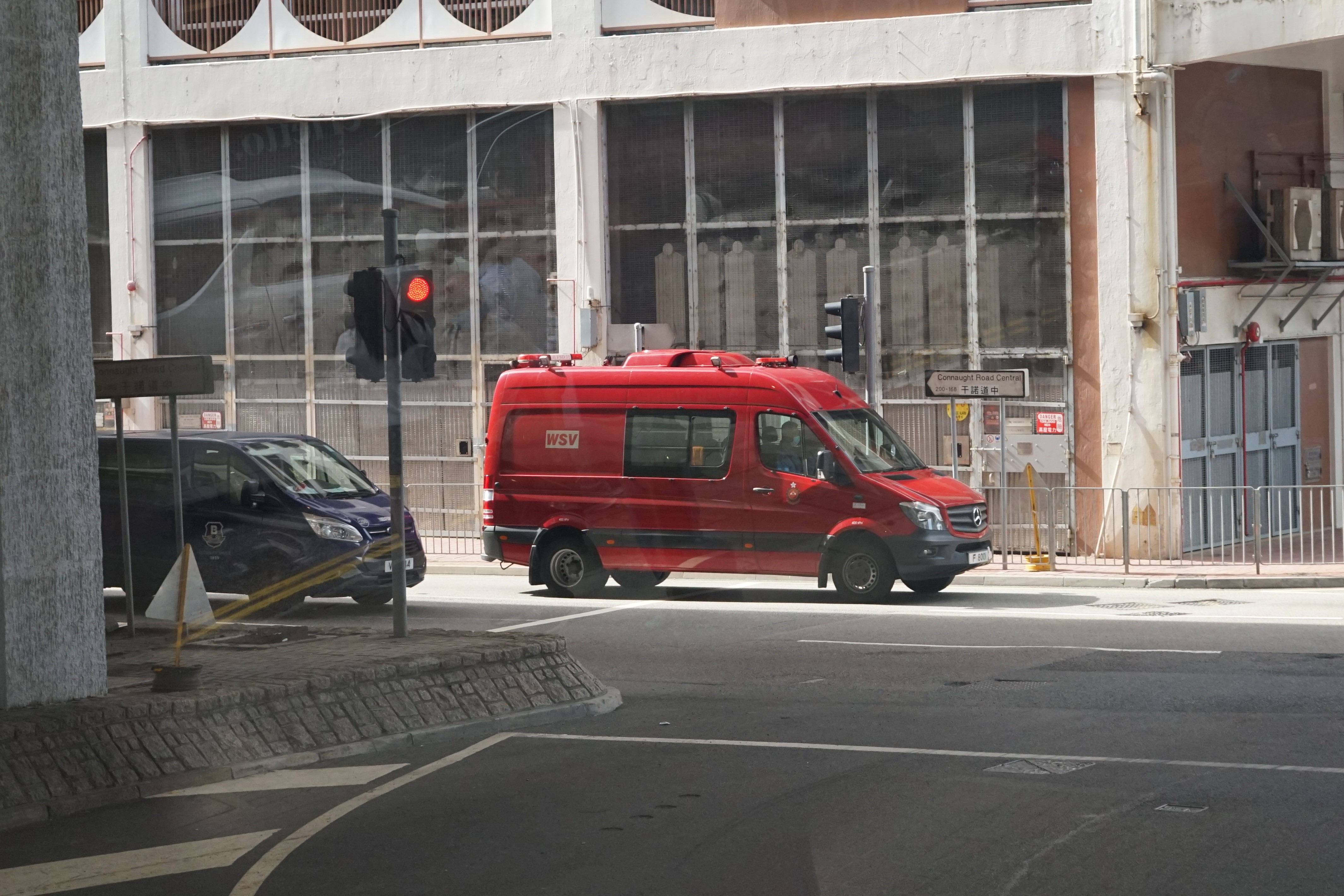
工程組專用車-WSV
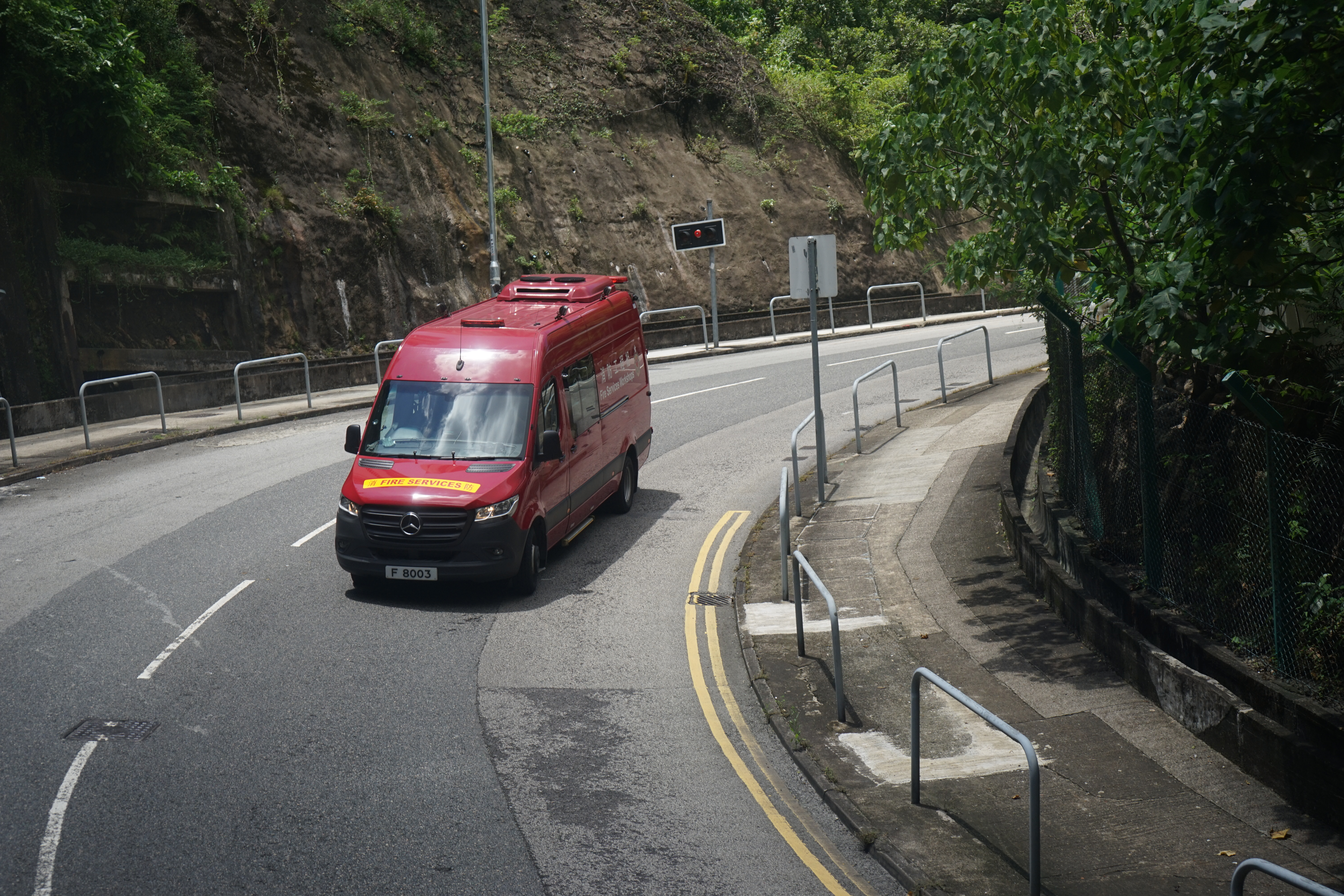
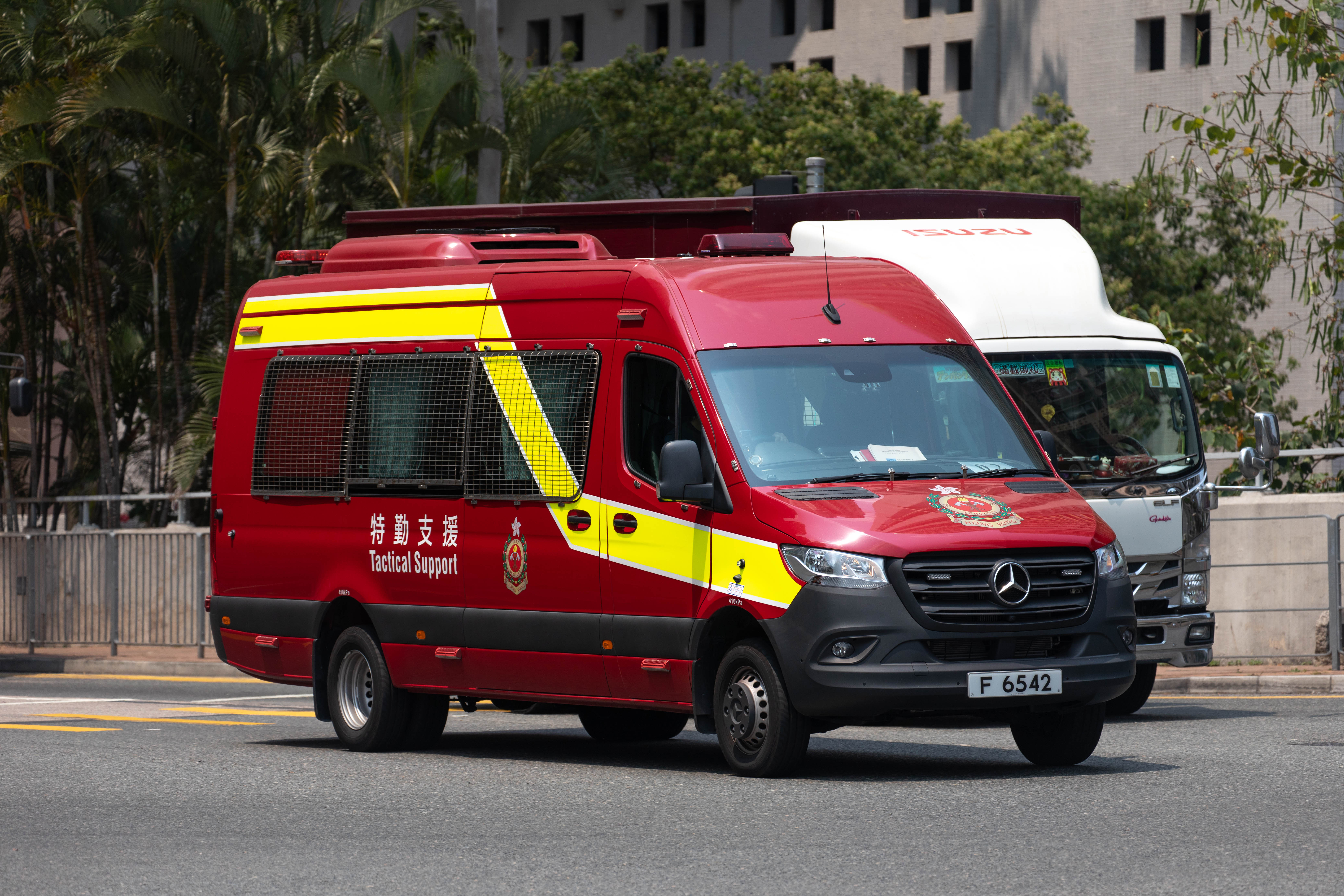
特勤支援隊專車
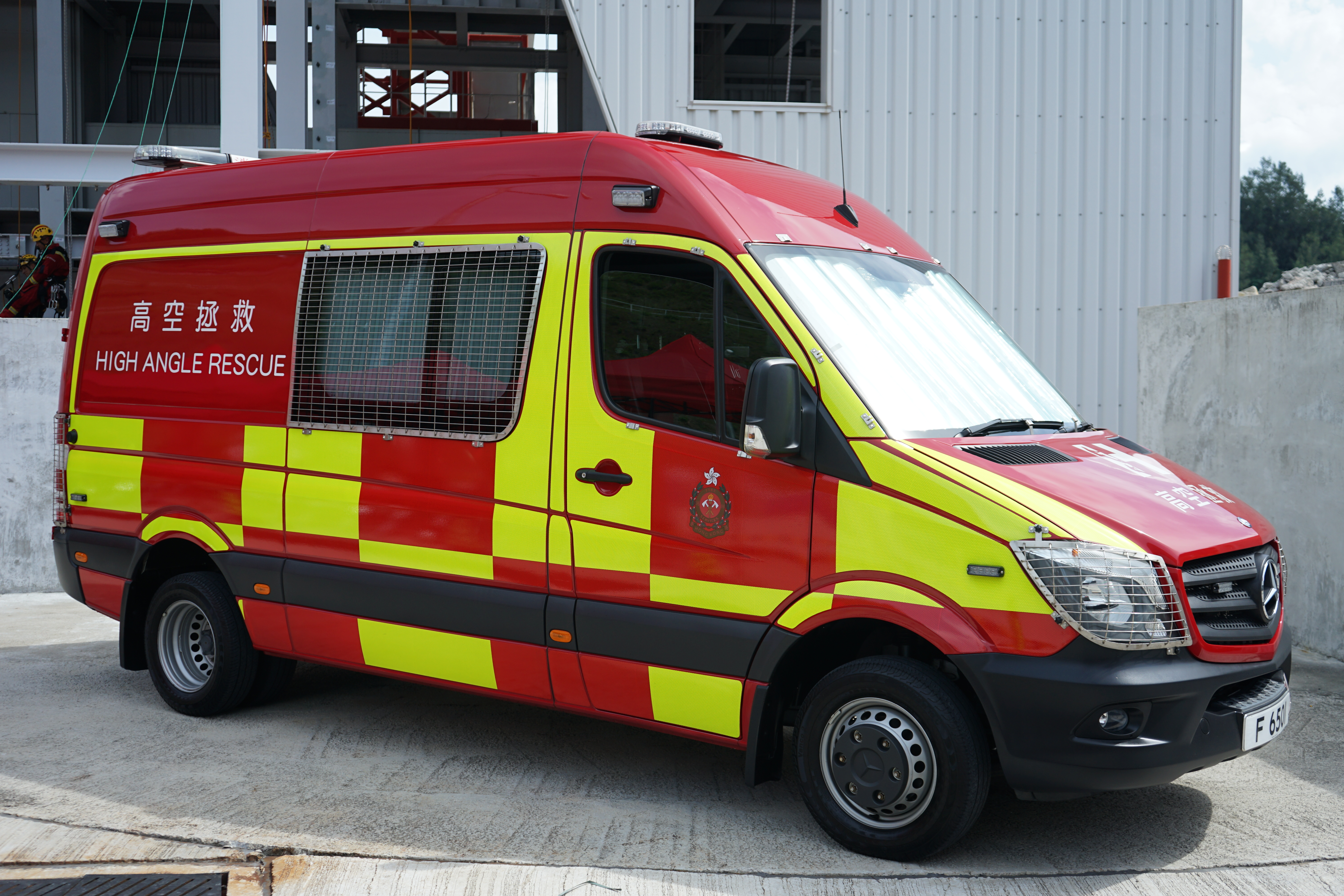
高空拯救專隊專用車
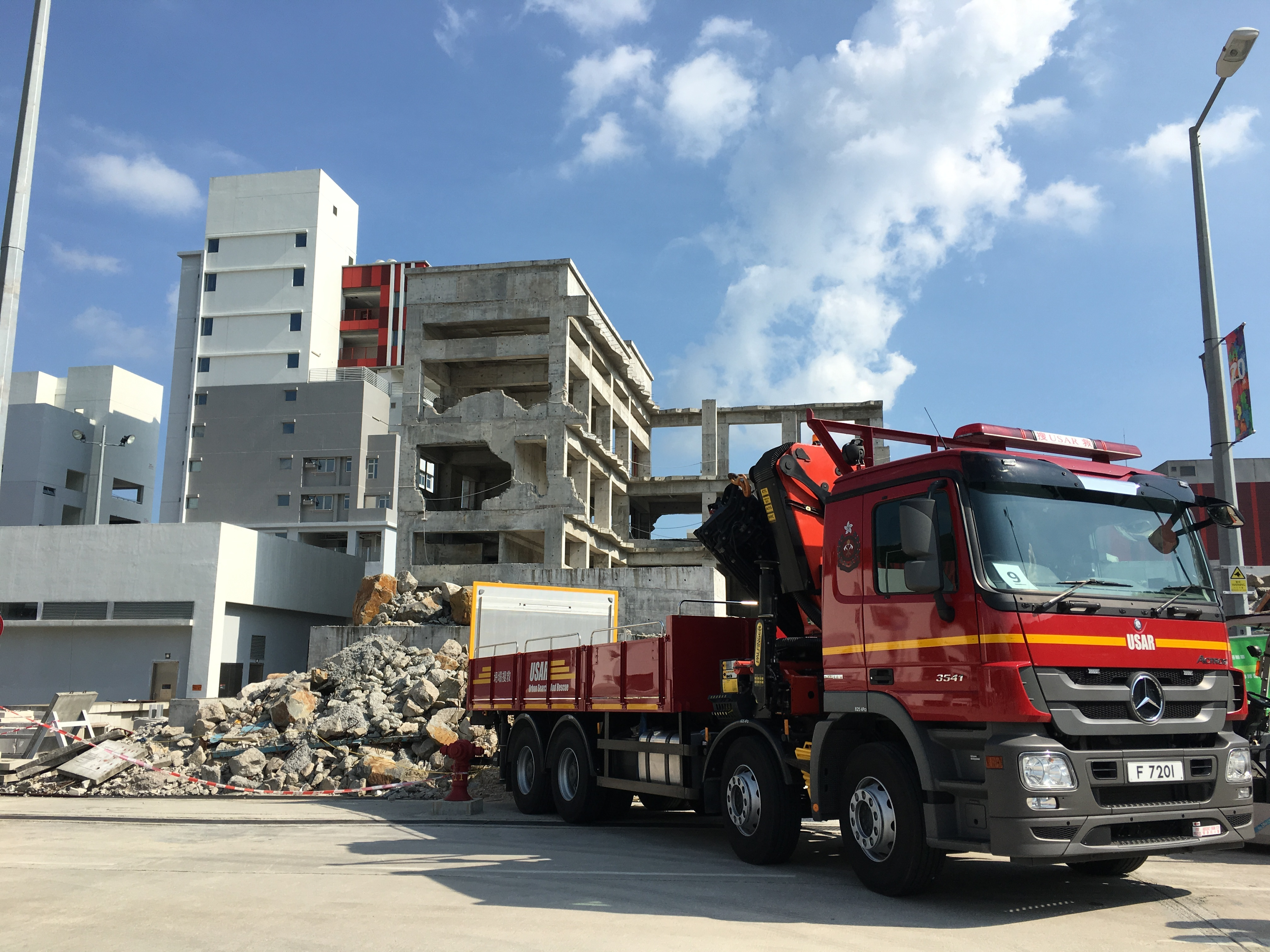
坍塌搜救專隊專用車
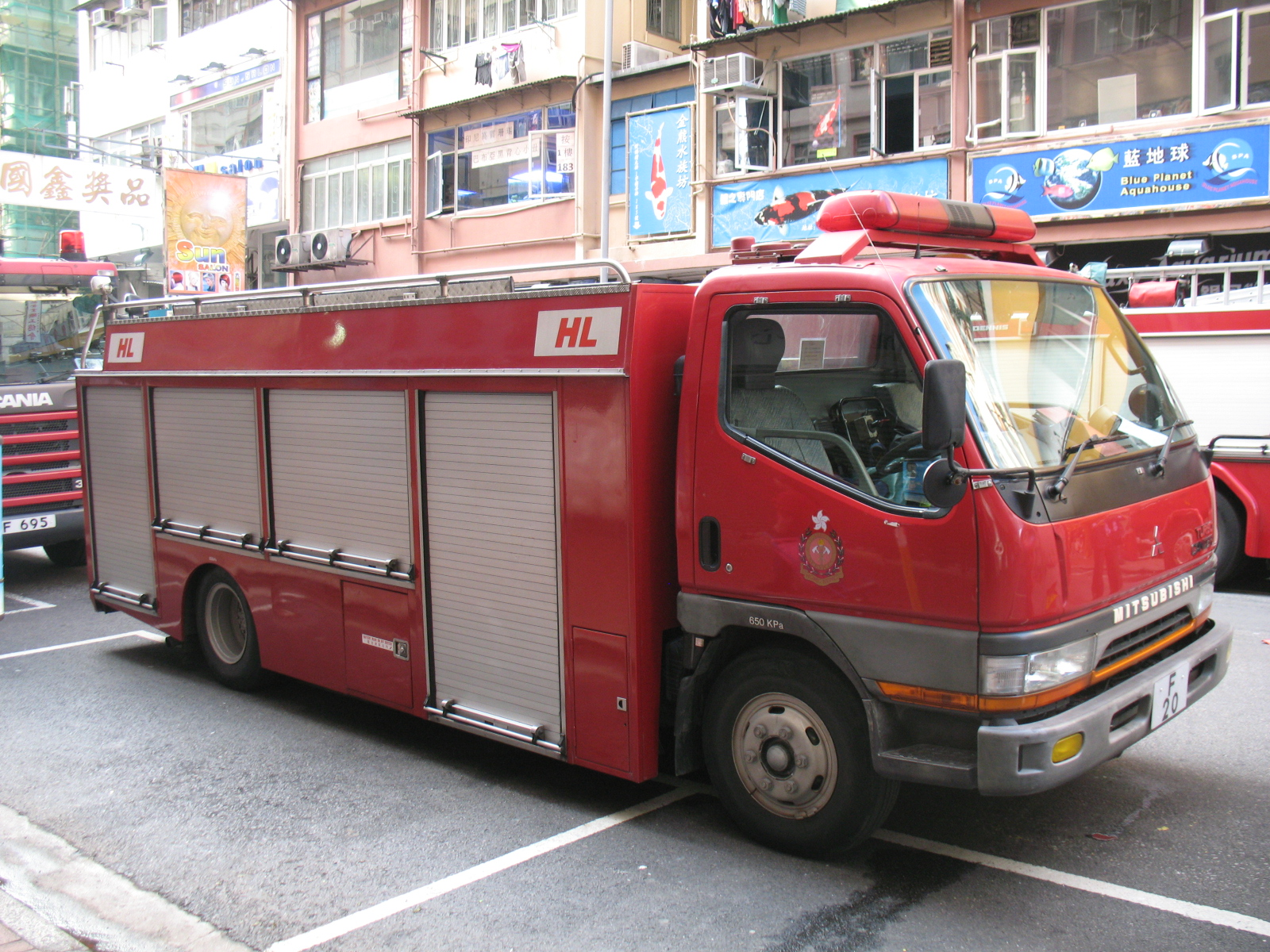
喉車-HL
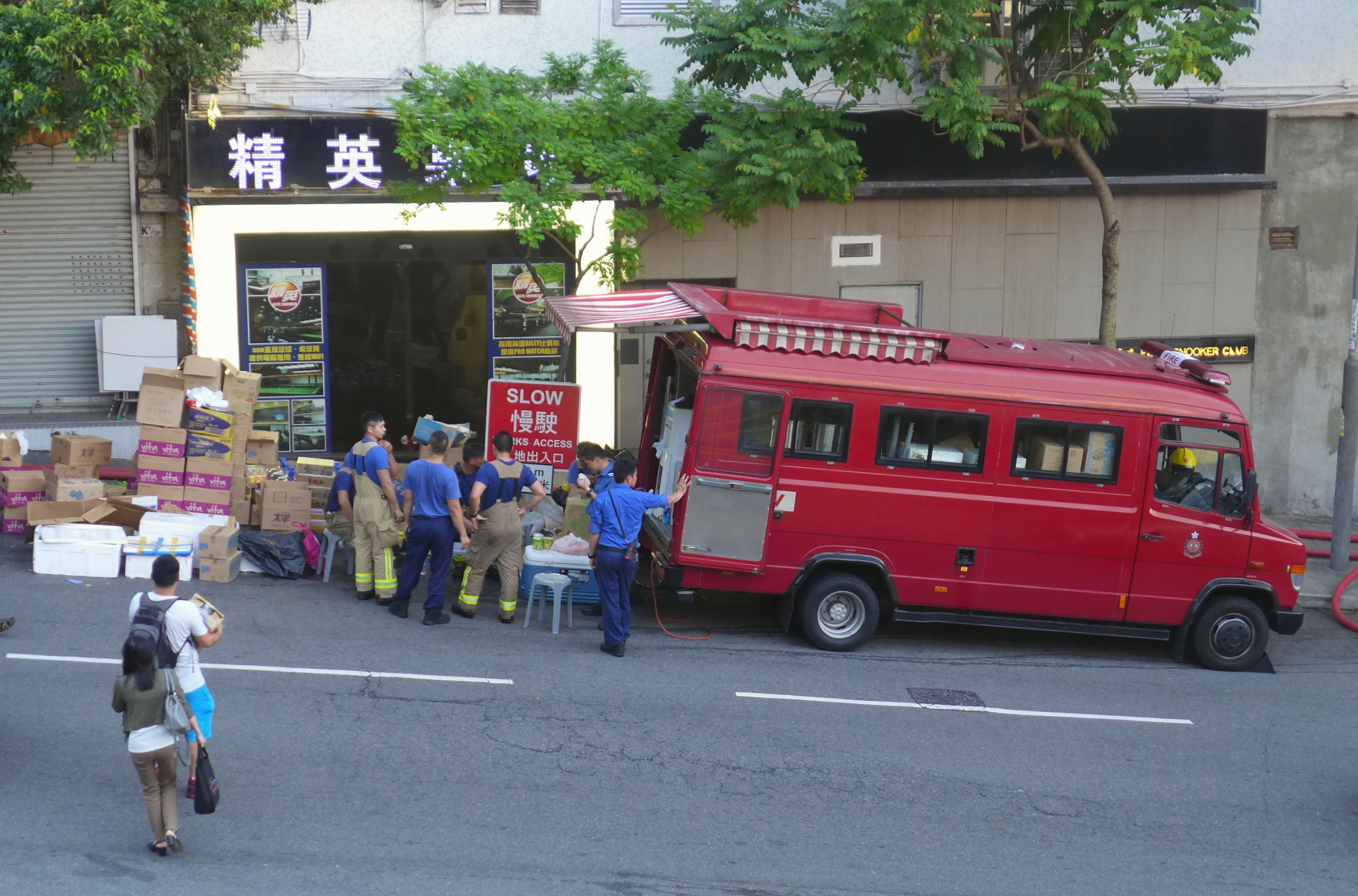
茶水車
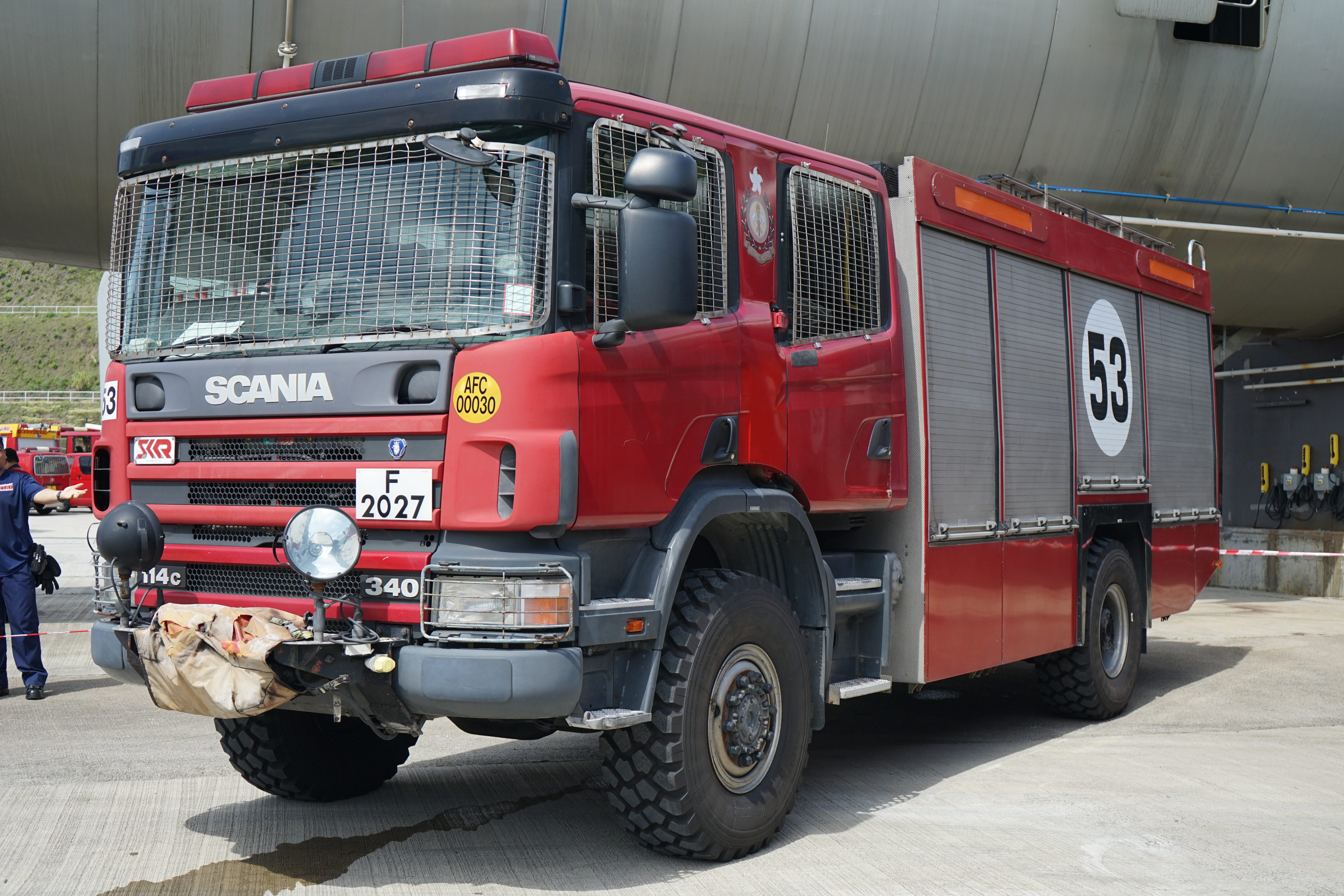
喉泡車（機場消防隊用）
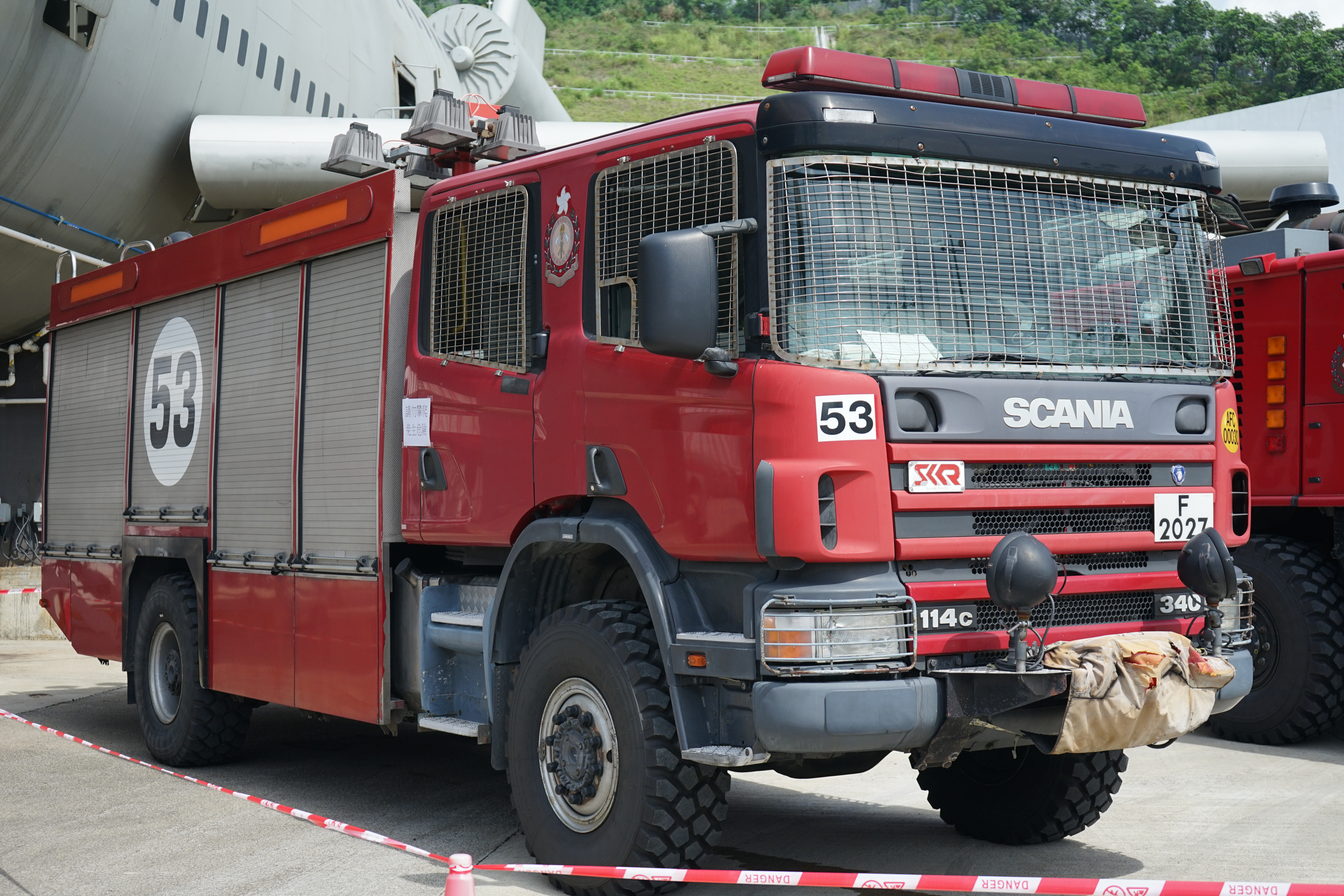
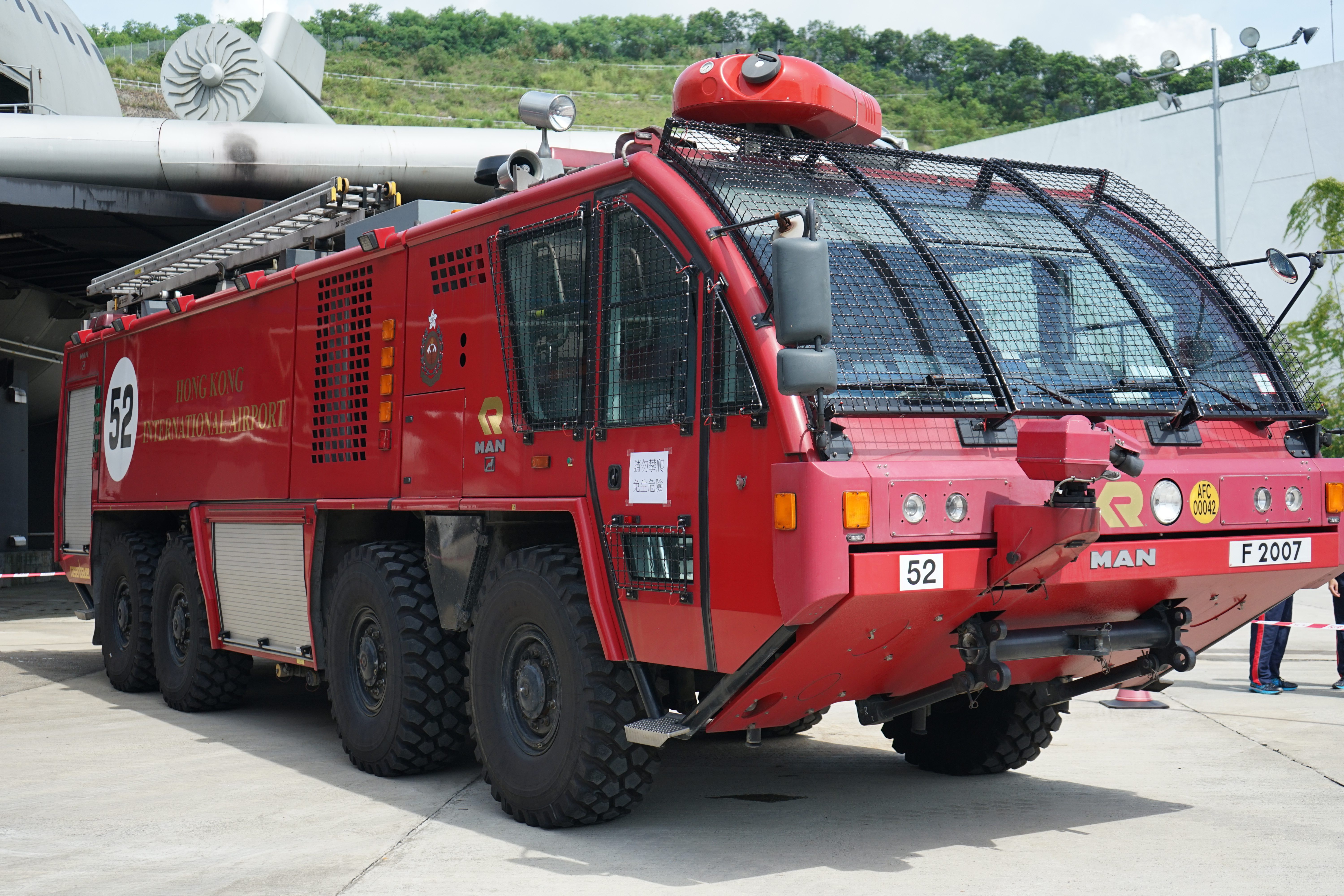
重型泡車（機場消防隊用）
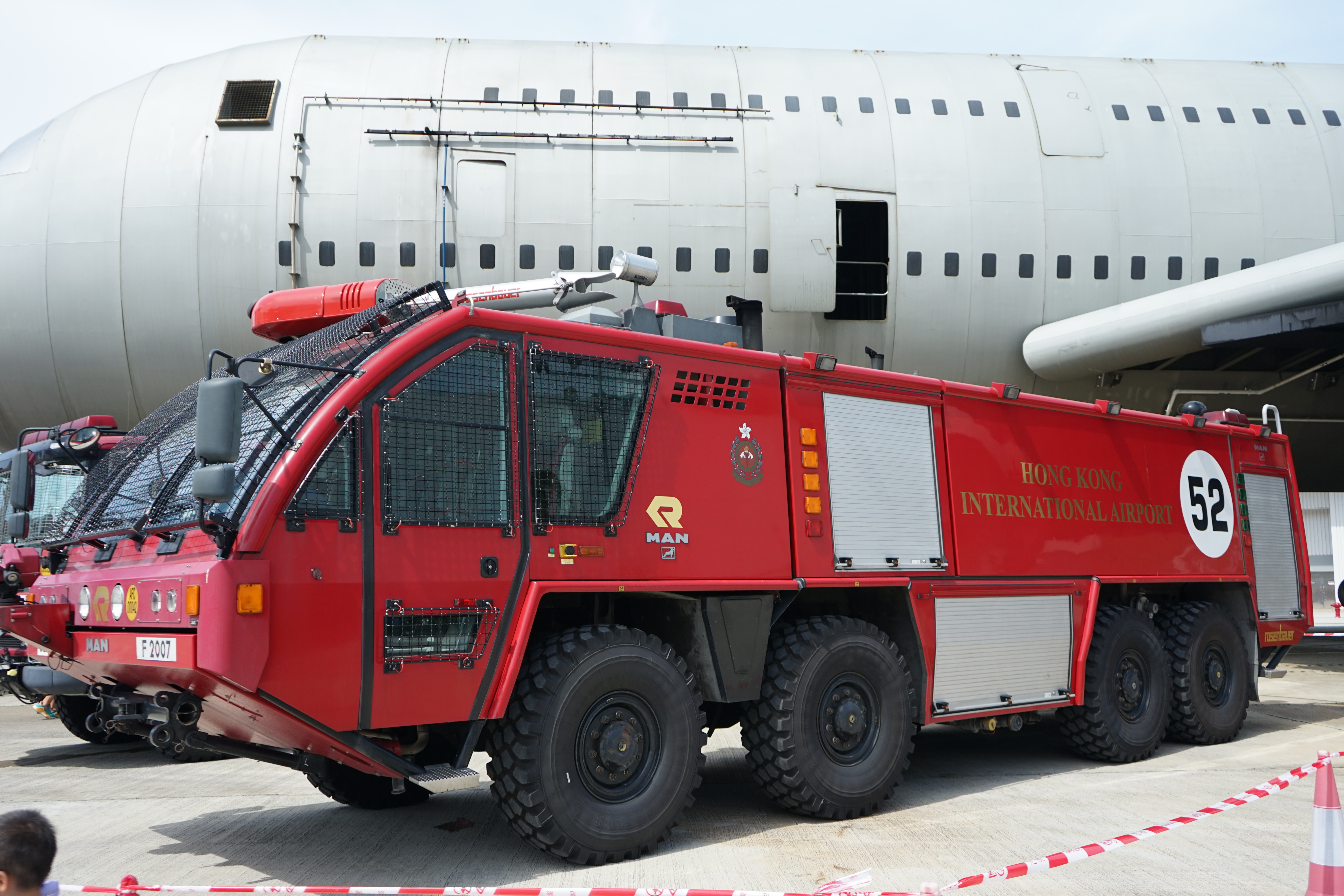
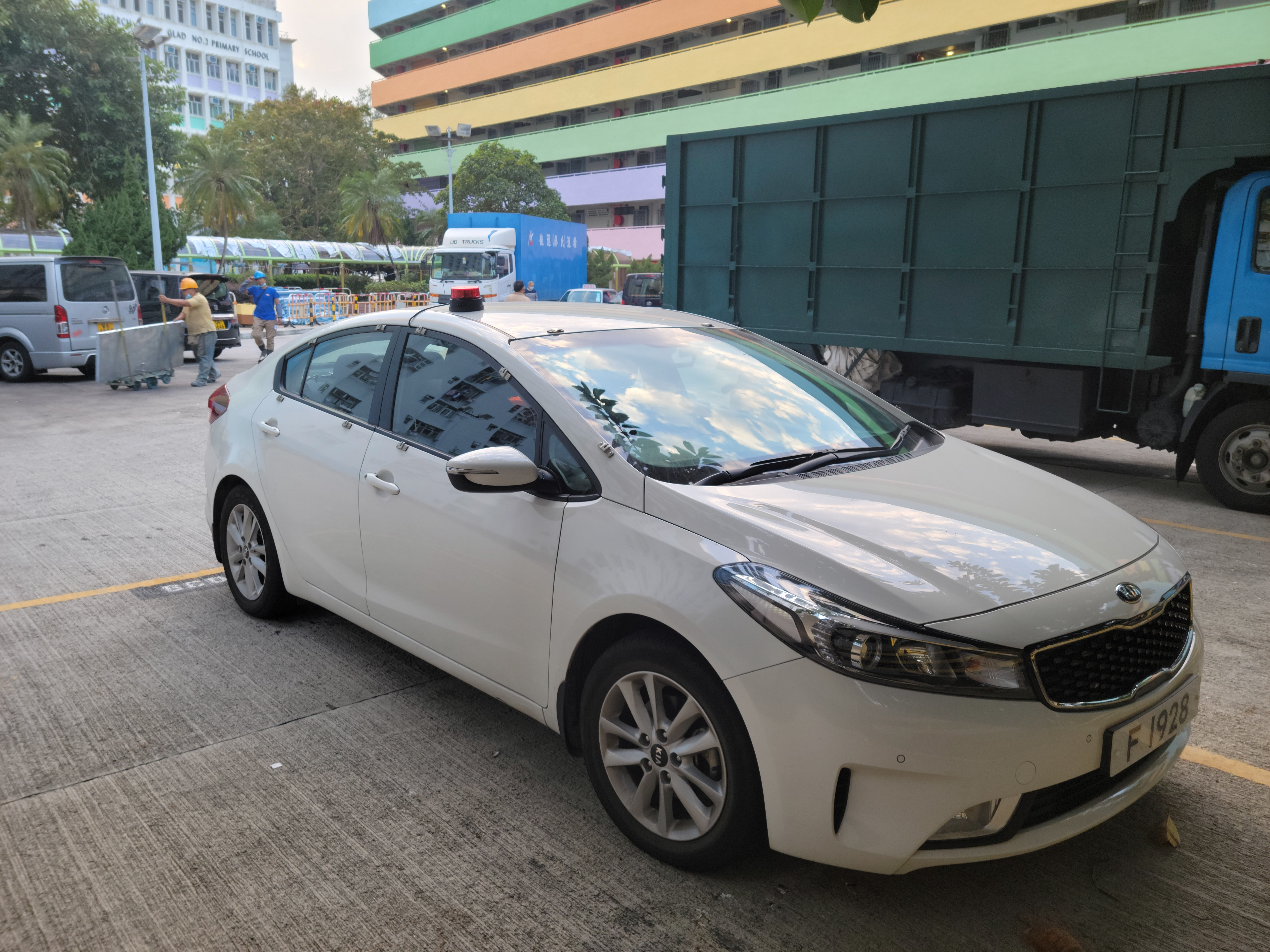
高級人員專車
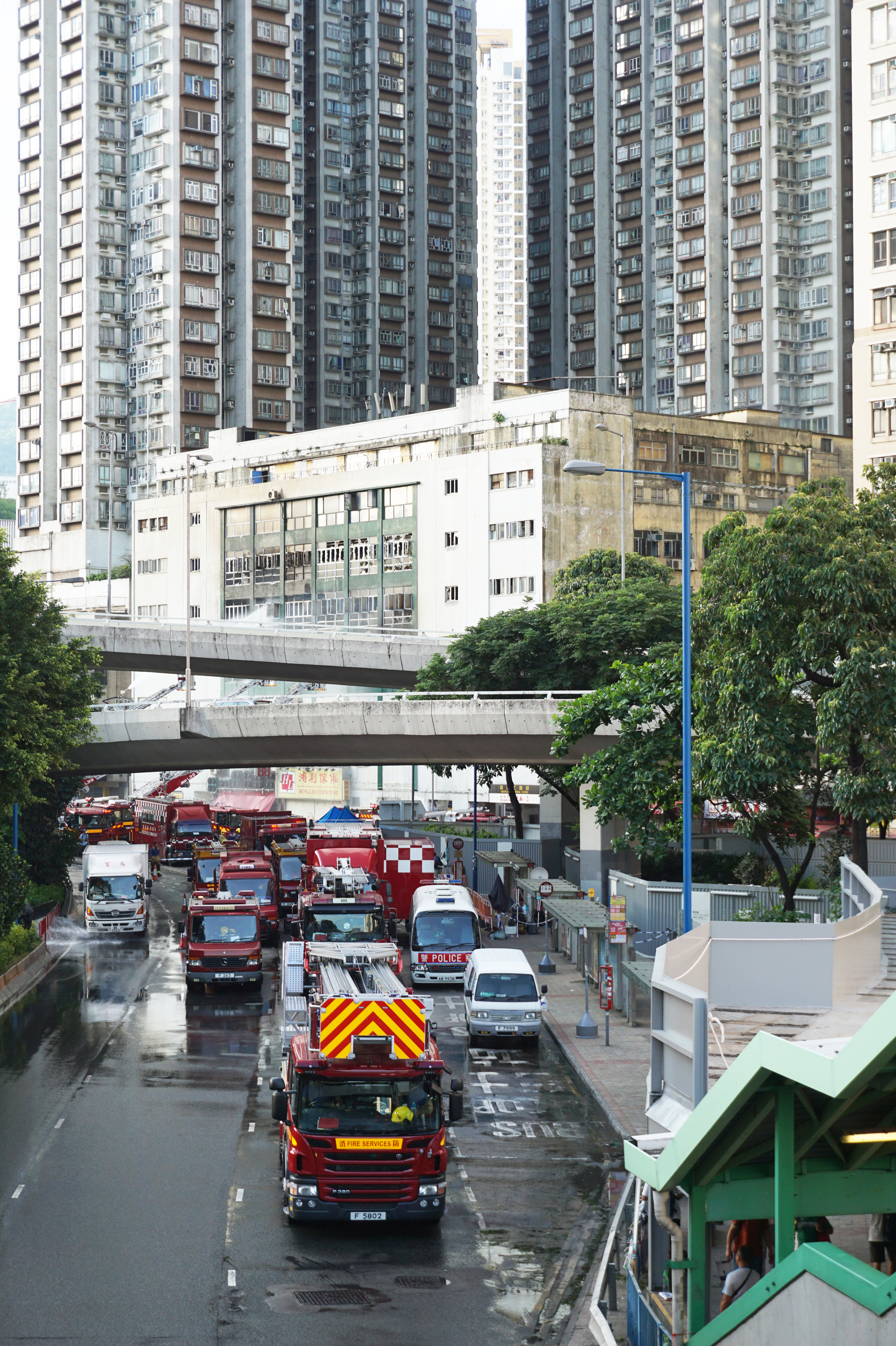
各式各樣的消防車
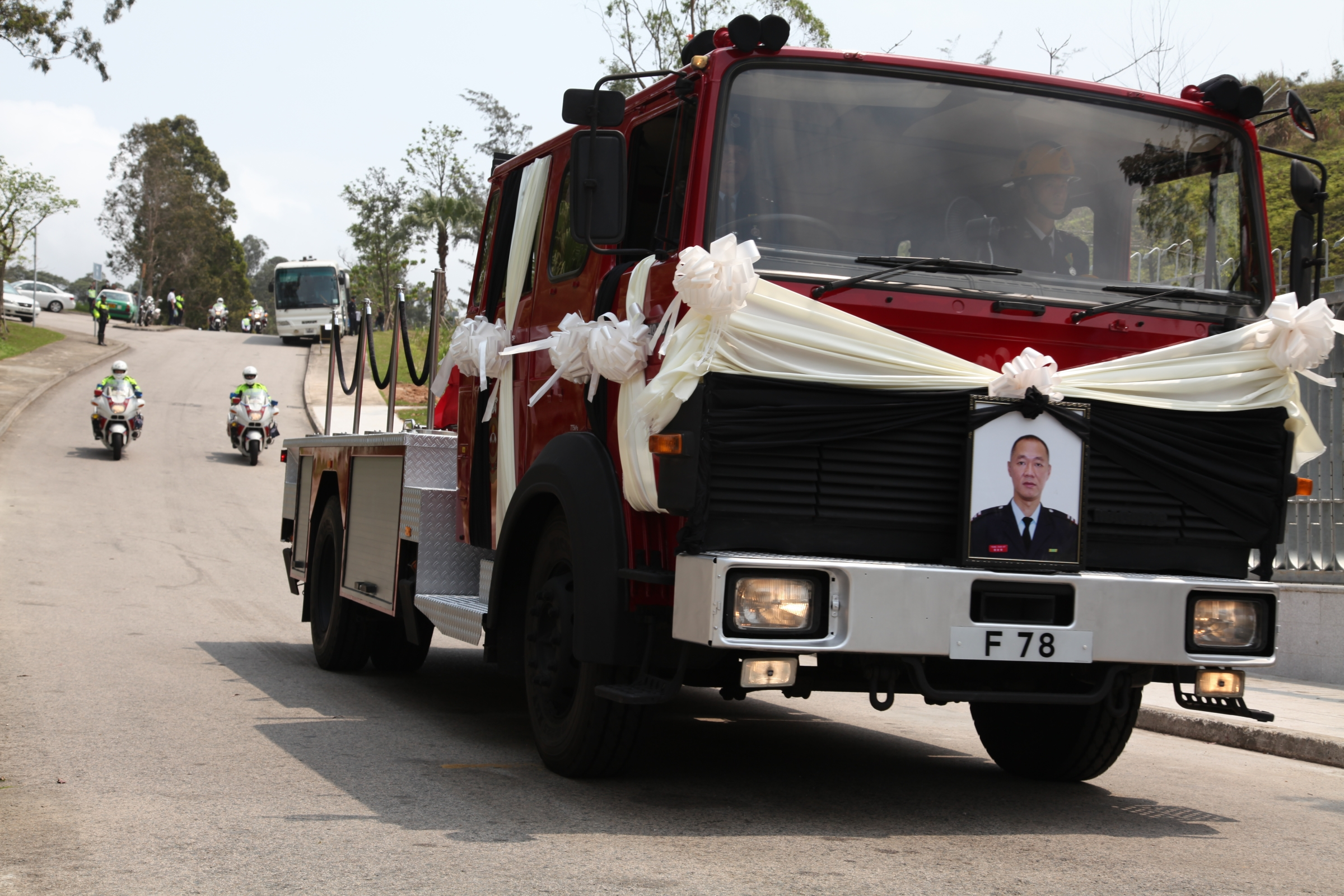
由退役鋼梯改裝成的靈車
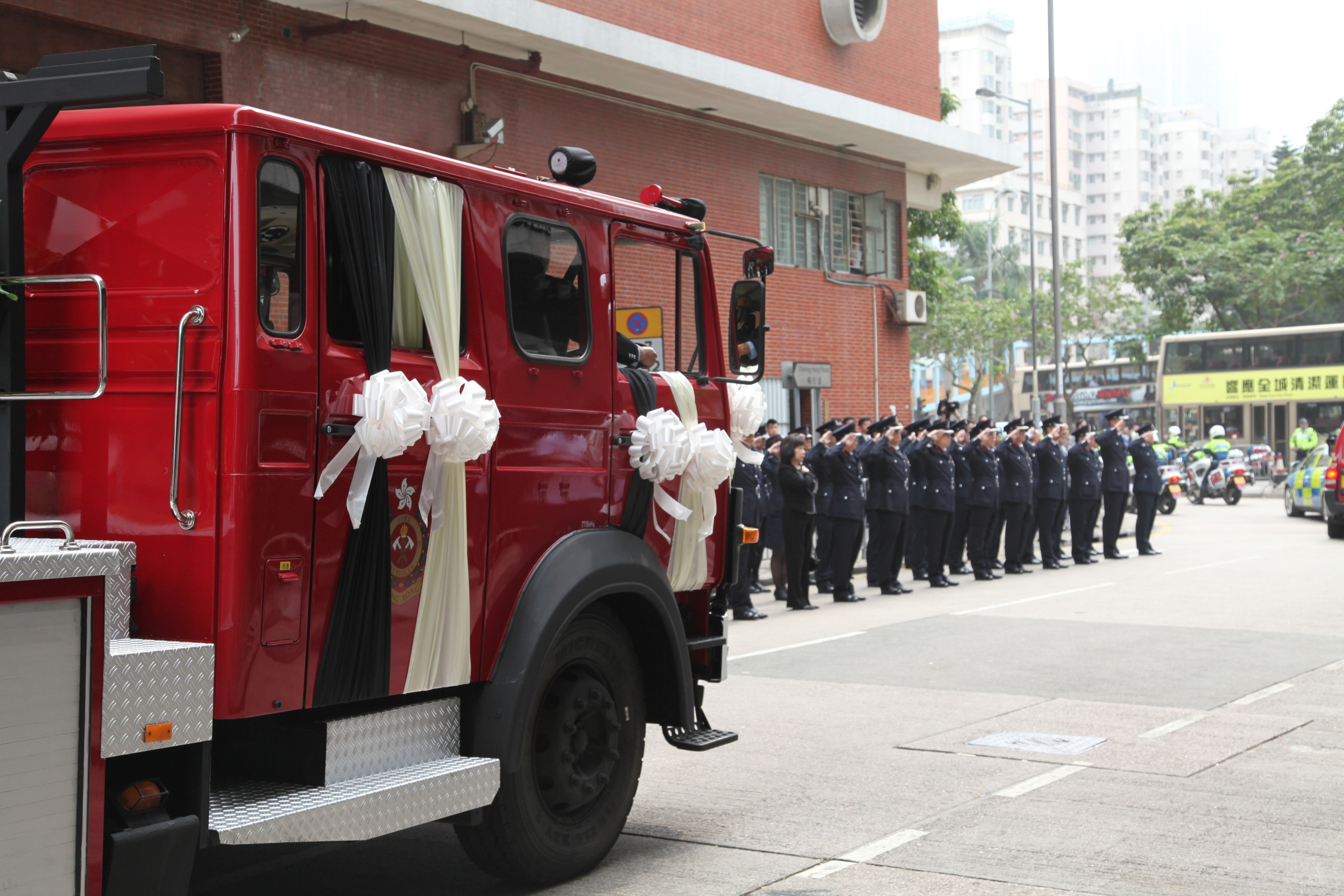

## 船舶
至2013年，消防處共有21艘滅火及救援船隻。當中港島總區轄下的海務及離島區共有8艘滅火輪、一艘潛水支援船、兩艘指揮船、兩艘潛水支援快艇及8艘快艇等。
滅火輪
- 精英號：停泊在中區滅火輪消防局；
- 二號滅火輪：是後備滅火輪，暫泊於北角滅火輪消防局；
- 三號滅火輪：停泊在長洲滅火輪消防局；
- 四號滅火輪：停泊在香港仔滅火輪消防局；
- 五號滅火輪：停泊在屯門滅火輪消防局；
- 卓越號：停泊在青衣滅火輪消防局；
- 七號滅火輪：是後備滅火輪，暫泊於機場海上救援西局。

指揮船
- 指揮船一號：停泊在機場海上救援東局；
- 指揮船二號：停泊在機場海上救援西局；

潛水支援船
- 潛水支援船一號：停泊在昂船洲潛水基地；

潛水支援快艇
- 潛水支援快艇二號：停泊在昂船洲潛水基地；
- 潛水支援快艇三號：停泊在機場海上救援東局；

載客輪
- 八號滅火輪：停泊在北角滅火輪消防局。

至2019年，消防處共有24艘滅火及救援船隻。當中港島總區轄下的海務及離島區共有8艘滅火輪、一艘潛水支援船、兩艘指揮船、兩艘潛水支援快艇及11艘快艇等。

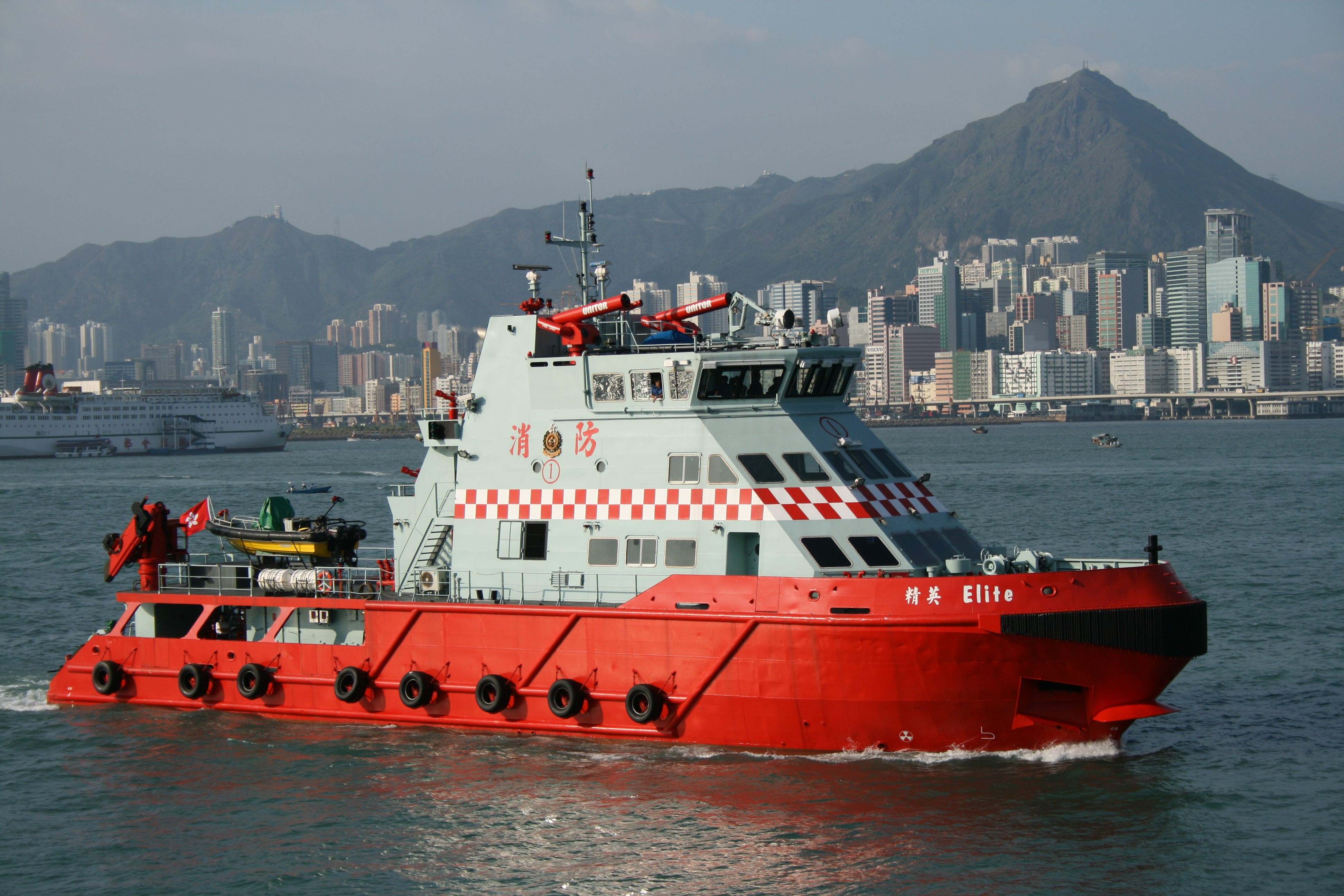
精英號-Elite
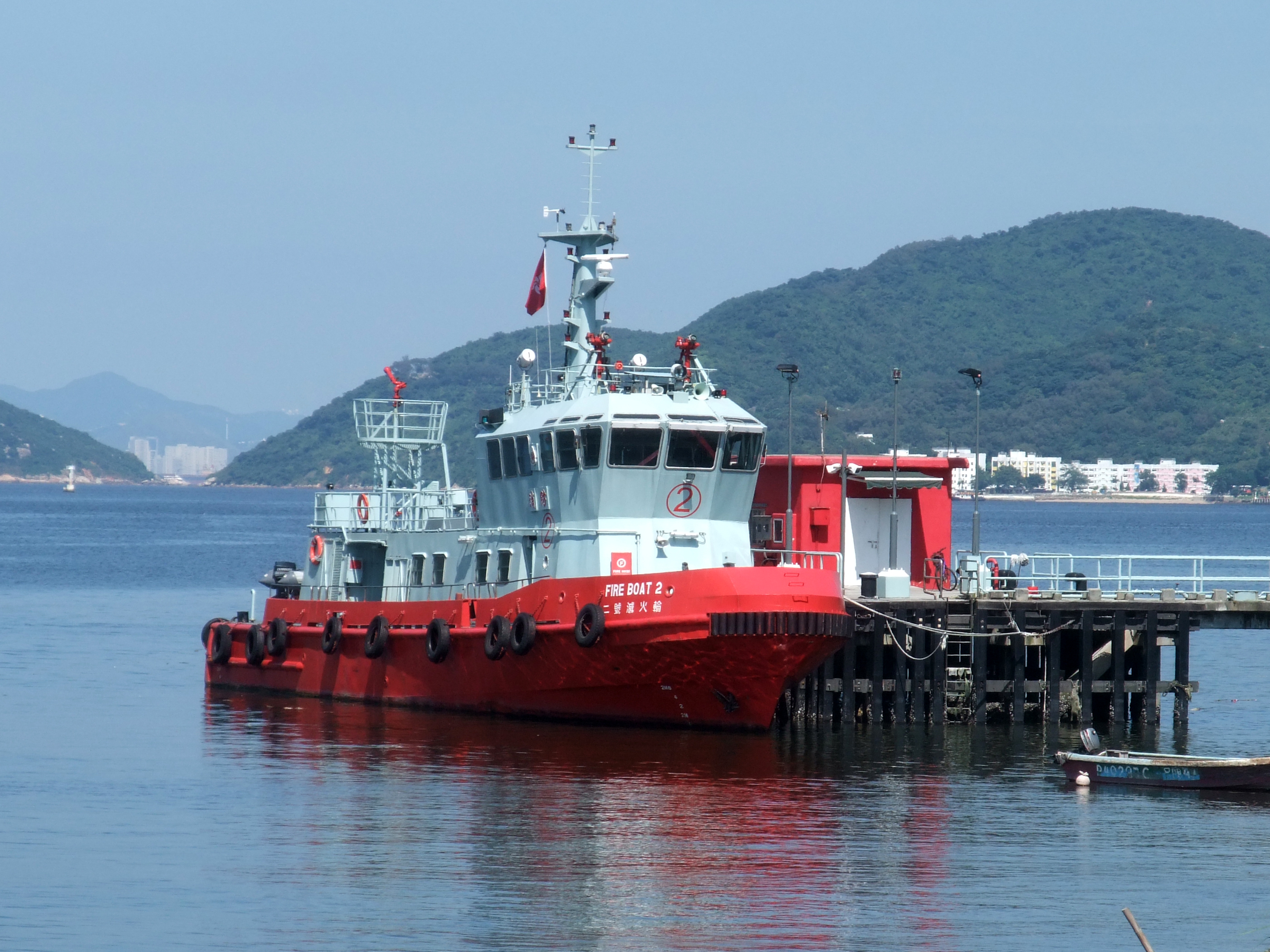
二號滅火輪
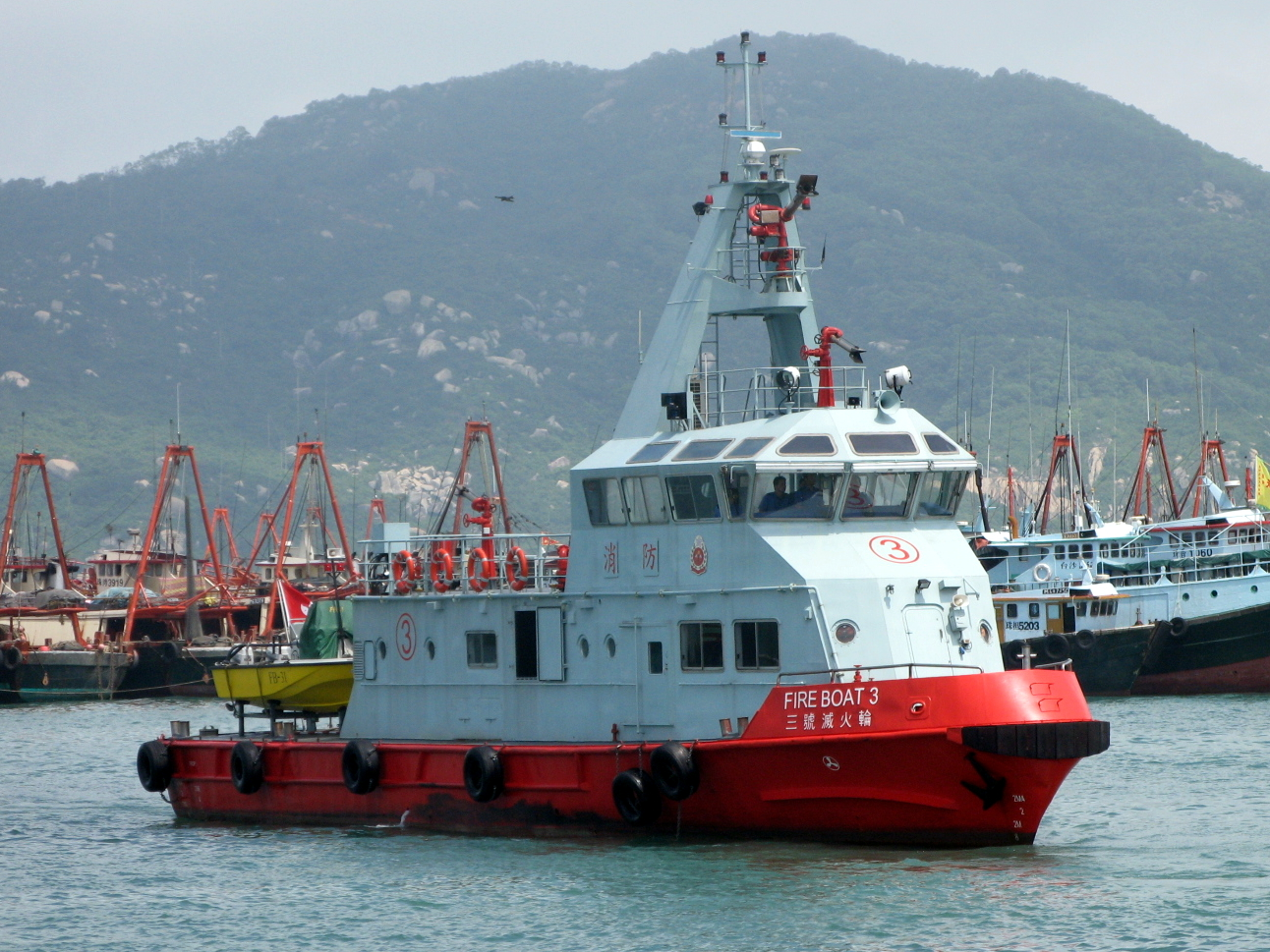
三號滅火輪
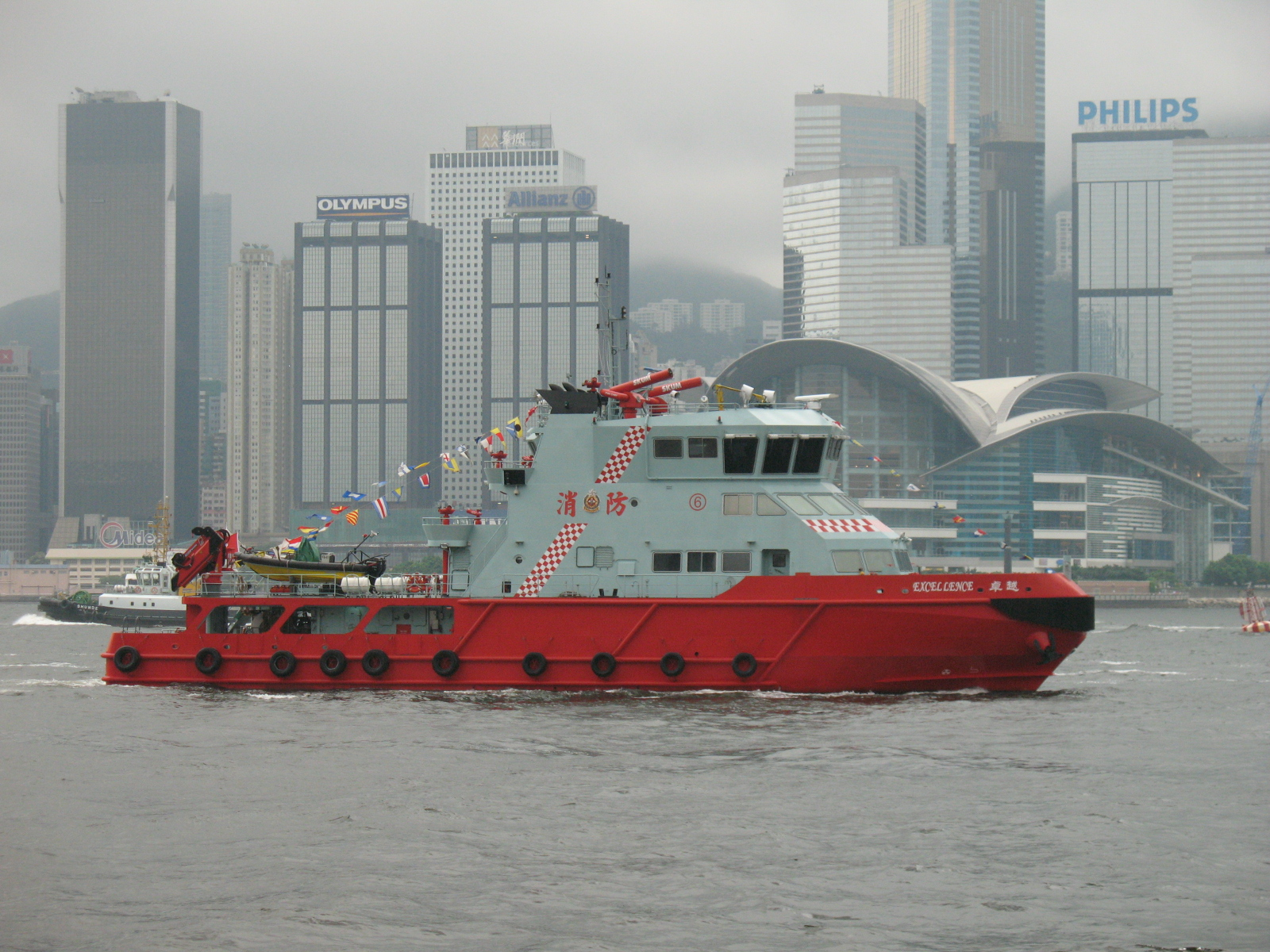
卓越號-Excellence
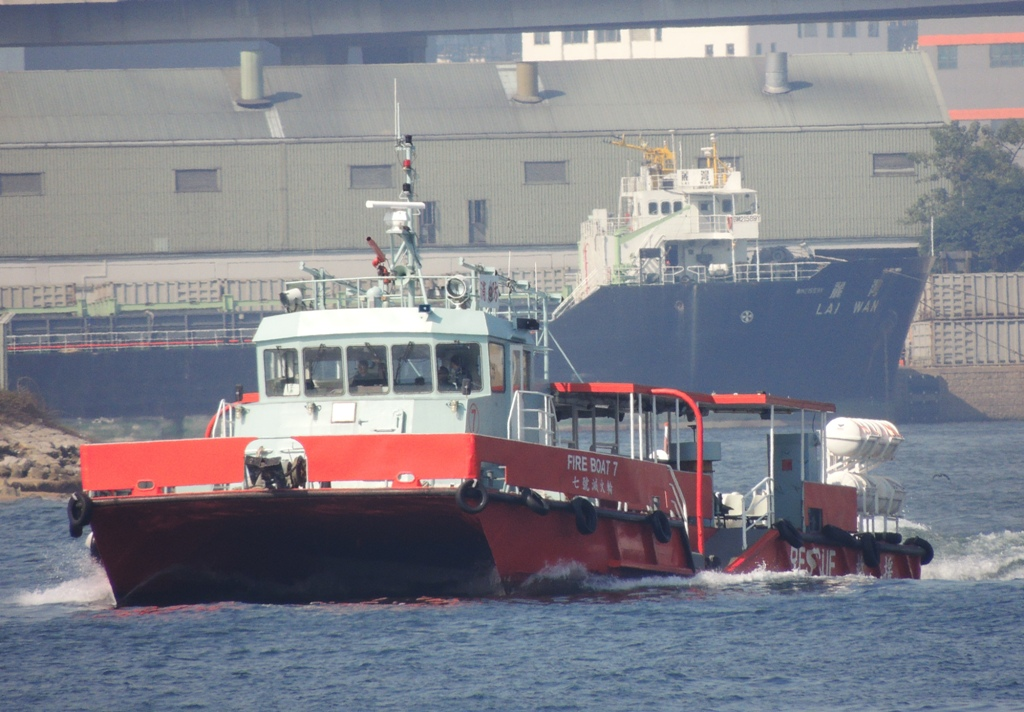
七號滅火輪
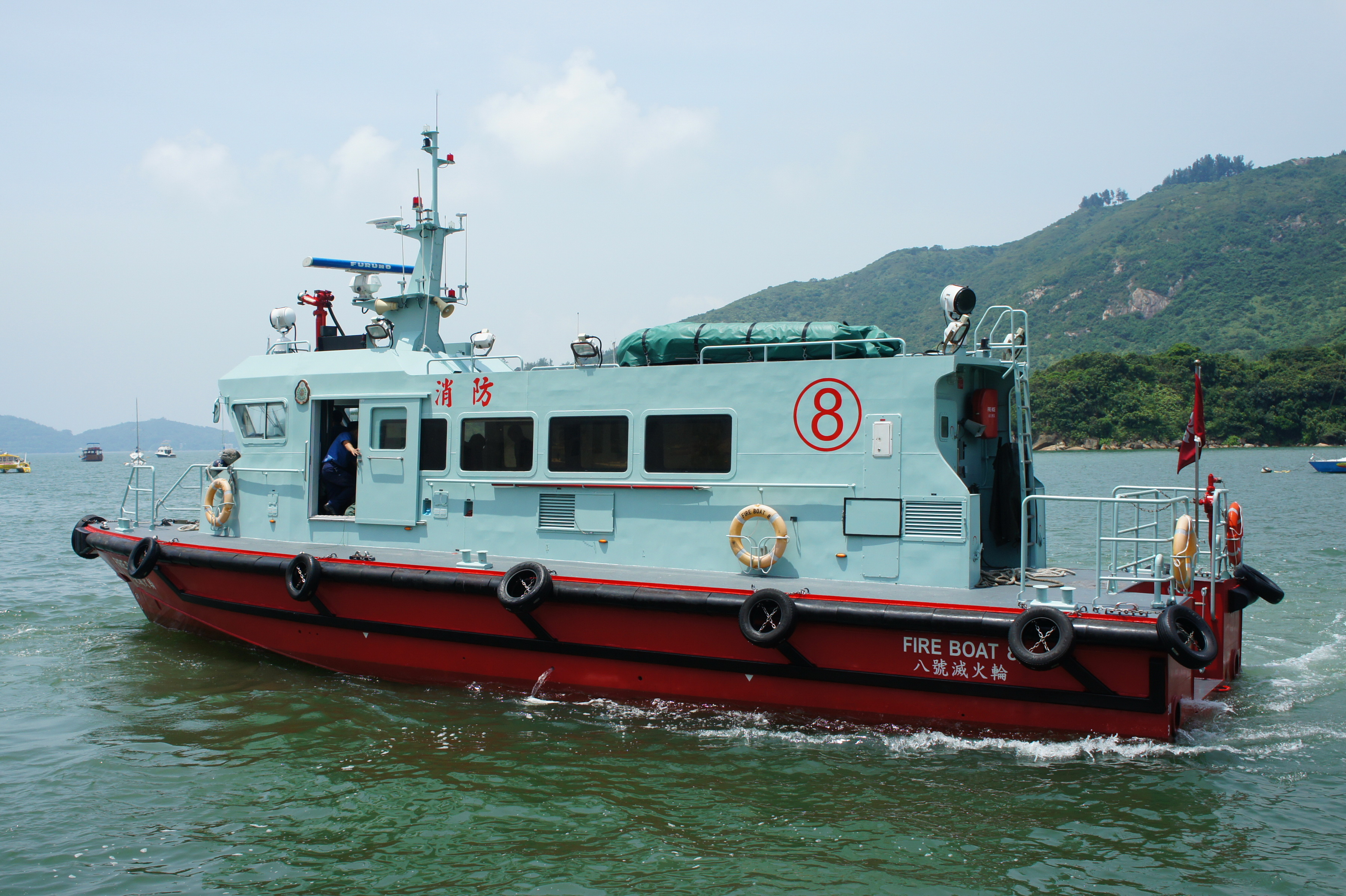
八號滅火輪
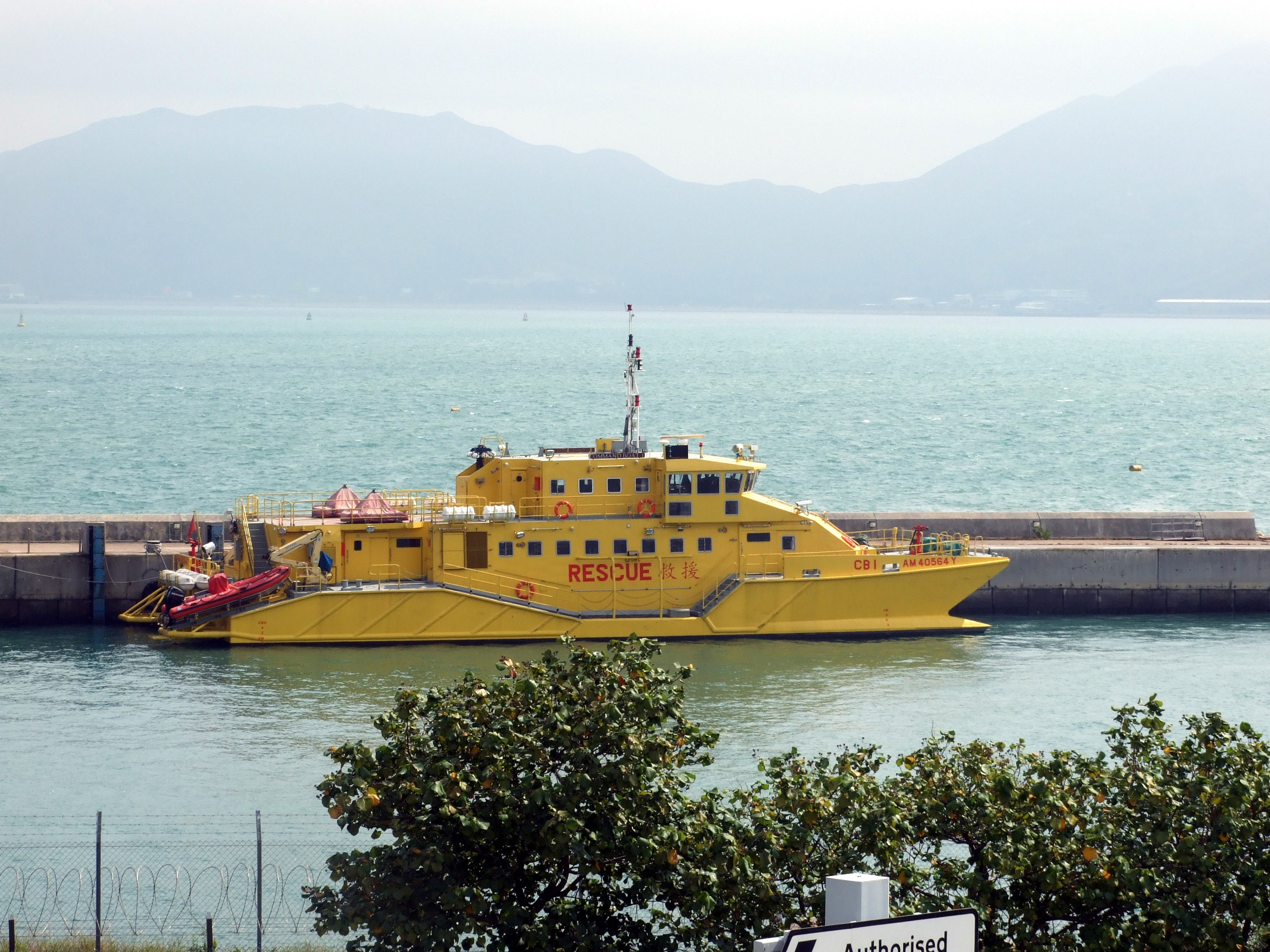
指揮船一號
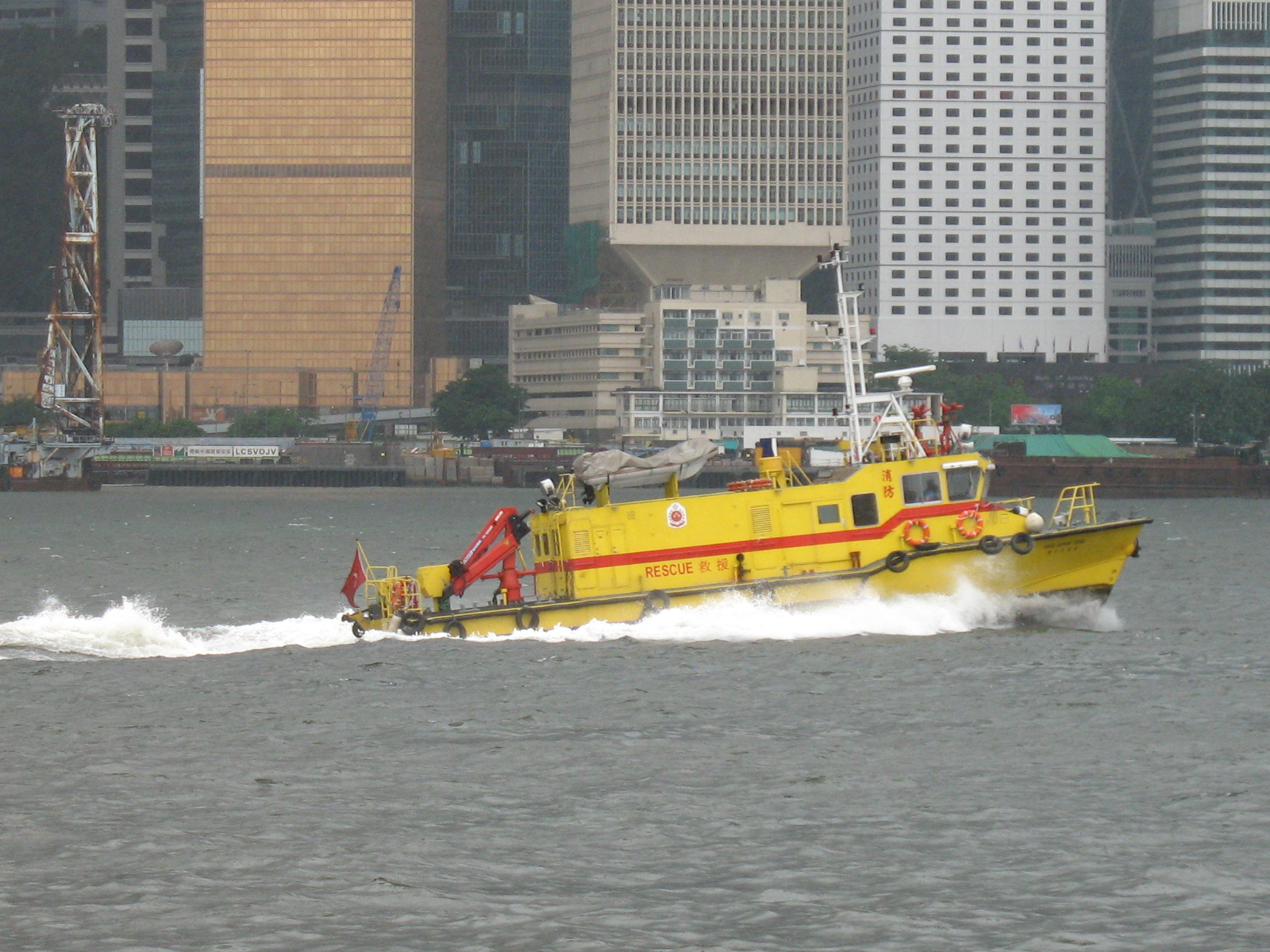
潛水支援船一號

## 裝備

### 「黃金戰衣」
2010年，消防處引進了大批每套價值6,200港元的抗火服，俗稱「黃金戰衣」。
「黃金戰衣」由立陶宛製造，中外層抗熱防火布採用PBI Gold物料，其耐燃溫度至攝氏1,093度，比舊款高300度，且較柔韌，具高度的撕裂耐力，有較佳的透氣功能，可以減少人員中暑及被燒傷風險。
新抗火衣中間夾層及手袖位均加上阻隔，可以防止水和化學液體進入服內，背及膝部多處亦加鏽了軟墊。
當數於2011年一月抵達香港，全數13,000套於2011年3月月內運抵香港，4月前正式使用。同年4月1日，新引進的抗火服正式取代舊有的抗火服；舊有消防服則轉作訓練用途。

### 數碼無線電通訊器材
2011年6月1日，耗資1億7,800百萬港元引入的消防無線電通訊數碼化開始啟用，與現存的模擬制式通訊系統一同運作。
處方亦就此逐步更換安裝在消防車輛及救護車輛上的模擬制式無線電通訊接收器，有關更換工作已經於同年年底陸續完成。
在新數碼化通訊系統中，消防處引進了具備防水、防塵及防止干擾功能的摩托羅拉MTP850Ex數碼對講機，該機的接收信號力強，而且說話音響清晰。
若果配合車輛轉發器及手提轉發器，在增強信號後，即使使用者身處樓高80層的摩天大廈的不同層數，人員亦能清晰對話。
與此同時，在使用該新系統後，遇險的人員不論是按動緊急求救掣或是呼叫求救，控制室都能夠憑著對講機附有獨一無二的編號，識別遇險人員的身份，從而增加支援效率。
2012年2月，消防無線電通訊數碼化正式全面地使用。

### 帽氣樽
2013年8月25日，消防處全面更換帽氣樽，於同年9月1日起替換舊樽。
新樽樽身為美國製造，閥門組合為德國製造，採用改良纖維技術，內膽改用鋁膽，使到重量減至7公斤，比較舊款輕便半公斤。
新樽安裝有限流閥，能夠限制每分鐘漏氣量；每樽價值約2,900港元。

## 嘉許

### 紀律部隊/廉政公署獎章
在香港授勳及嘉獎制度下，香港消防處各級人員按其級別、資歷及功績，可獲特區政府頒授不同等級的勳章、獎章或嘉許。專屬消防處人員的獎章包括：
| 中文名稱                           | 英文名稱                                                | 縮寫  | 綬帶 |
| ---------------------------------- | ------------------------------------------------------- | ----- | ---- |
| 香港消防事務卓越獎章               | Hong Kong Fire Services Medal for Distinguished Service | FSDSM |      |
| 香港消防事務榮譽獎章               | Hong Kong Fire Services Medal for Meritorious Service   | FSMSM |      |
| 香港消防事務長期服務獎章及加敘勳扣 | Hong Kong Fire Services Long Service Medal and Clasps   |       |      |

## 統計

### 2019年
以下為香港消防處行動組於2019年的出勤統計：
- 火警召喚：37,606宗
  - 警鐘誤鳴：25,839宗
  - 虛報火警：4,432宗
- 特別服務召喚：35,284宗
  - 電梯困窘：13,624宗
  - 虛報個案：12,711宗
- 救護召喚：822,150宗
  - 緊急：766,679宗
  - 非緊急：55,471宗

### 2017年
以下為香港消防處行動組於2017年的出勤統計：
- 火警召喚：33,934宗
  - 警鐘誤鳴：23,895宗
  - 虛報火警：3,741宗
- 特別服務召喚：36,326宗
  - 電梯困窘：13,194宗
  - 虛報個案：13,839宗
- 救護召喚：786,310宗
  - 緊急：734,310宗
  - 非緊急：52,000宗

### 2011年
以下為香港消防處行動組於2011年的出勤統計：
- 火警召喚：34,188宗
  - 一級火警或以上的真正火警：7,355宗
  - 警鐘誤鳴：23,889宗
  - 虛報火警：2,944宗
- 特別服務召喚：27,159宗
  - 交通意外、電梯困窘及房門反鎖等：11,514宗
  - 錯誤報告：10,540宗
  - 屬於救護服務個案（即應該由救護總區負責，然而錯誤地召援了消防服務）：5,105宗
- 每間消防局每日平均處理的真正火警數目：0.23宗，即每約4.3日有1宗
- 每間消防局每日平均處理的真正特別服務：0.37宗，即每約2.7日有1宗
- 全年消防車輛出勤總共次數：約22.2萬車次（包括先遣急救員的召喚[21]）

## 以香港消防處為題材的作品

### 單元劇
- 《火速救兵系列》：
  - 《火速救兵》（2010年）
  - 《火速救兵II》（2012年）
  - 《火速救兵III》（2015年）
  - 《火速救兵IV》（2018年）

### 電視劇
- 《烈火雄风》（亞洲電視）（1992年）
- 《烈火雄心》（TVB）（1998年）
- 《烈火雄心II》（TVB）（2002年）
- 《烈火雄心3》（TVB）（2009年）
- 《棟仁的時光》、《跳躍生命線》（TVB）（2018年）
- 《香港消防部隊》（網劇，ViuTV）（2020年）

### 電影
- 《十萬火急》（1997年）
- 《賤精先生》（2002年）
- 《救火英雄》（2014年）
- 《焚城》、《破·地獄》（2024年）
- 《送院途中》（2025年）

### 微電影
- 消防員故事
- 「共創明『Teen』計劃」微電影 —《信》

### MV
- 《真的英雄》（2016年）
- 《超人無夢》（2018年）

- 《心比火熱》（2021年）

## 外部連結
- 官方网站
- 香港消防處的Facebook專頁
- 消防安全大使獎勵計劃
- 樓宇消防安全特使獎勵計劃 （页面存档备份，存于）